# 2008 a jogalkotásban
2008-ban az alábbi fontosabb jogszabályokat alkották meg:

## Magyarország (Forrás:Magyar Közlöny)

### Törvények
- 2008. évi I. törvény az egészségbiztosítási pénztárakról
- 2008. évi II. törvény a Magyar Export-Import Bank Részvénytársaságról és a Magyar Exporthitel Biztosító Részvénytársaságról szóló 1994. évi XLII. törvény módosításáról
- 2008. évi III. törvény az 1 és 2 forintos címletű érmék bevonása következtében szükséges kerekítés szabályairól
- 2008. évi IV. törvény az 1 és 2 forintos címletű érmék bevonása következtében szükséges kerekítés szabályairól a társadalombiztosítási és szociális ellátások megállapítása során, továbbá a társadalombiztosítási nyugellátásról szóló 1997. évi LXXXI. törvény módosításáról
- 2008. évi V. törvény a környezetben tartósan megmaradó szerves szennyező anyagokról szóló Stockholmi Egyezmény kihirdetéséről
- 2008. évi VI. törvény a kulturális kifejezések sokszínűségének védelméről és előmozdításáról szóló, Párizsban 2005. év október hó 20. napján elfogadott UNESCO egyezmény kihirdetéséről
- 2008. évi VII. törvény egyes adótörvények módosításáról
- 2008. évi VIII. törvény a külföldön felhasználásra kerülő közokiratok diplomáciai vagy konzuli hitelesítésének (felülhitelesítésének) mellőzésével, valamint a közjegyzői és a konzuli tevékenységgel kapcsolatos egyes jogszabályok módosításáról
- 2008. évi IX. törvény a 2008. március 9-i országos ügydöntő népszavazásokon hozott döntések végrehajtásáról
- 2008. évi X. törvény az állami vezetők javadalmazásának átláthatóságához szükséges egyes törvénymódosításokról
- 2008. évi XI. törvény az Országos Rádió és Televízió Testület tagjai megbízatása megszűnésének egyes kérdéseiről
- 2008. évi XII. törvény az Európai Közösségek saját forrásainak rendszeréről szóló 2007/436/EK, Euratom tanácsi határozat kihirdetéséről
- 2008. évi XIII. törvény az egyrészről az Európai Közösségek és azok tagállamai, másrészről a Tádzsik Köztársaság közötti partnerség létrehozásáról szóló, 2004. október 11-én aláírt Partnerségi és Együttműködési Megállapodás kihirdetéséről
- 2008. évi XIV. törvény a Magyar Köztársaság Kormánya és a Svéd Királyság Kormánya között az egymás nevében a vízumok kiadásában, valamint a biometrikus adatok gyűjtésében diplomáciai és konzuli képviseleteik útján történő kölcsönös eljárásról szóló Megállapodás kihirdetéséről
- 2008. évi XV. törvény egyes pénzügyi szolgáltatókra vonatkozó törvények módosításáról
- 2008. évi XVI. törvény a Magyar Köztársaság Kormánya és az Egyesült Nemzetek Menekültügyi Főbiztosának Hivatala közötti Megállapodás kihirdetéséről
- 2008. évi XVII. törvény a Nemzetközi Munkaügyi Szervezet Általános Konferenciája 19. ülésszakán elfogadott, a nőknek bármilyen bányában föld alatti munkára alkalmazásáról szóló 45. számú Egyezményének felmondásáról
- 2008. évi XVIII. törvény egyrészről az Európai Közösségek és tagállamaik, másrészről a Montenegrói Köztársaság közötti Stabilizációs és Társulási Megállapodás kihirdetéséről
- 2008. évi XIX. törvény a környezeti ügyekben az információhoz való hozzáférésről, a nyilvánosságnak a döntéshozatalban történő részvételéről és az igazságszolgáltatáshoz való jog biztosításáról szóló, Aarhusban, 1998. június 25-én elfogadott Egyezmény módosításának kihirdetéséről
- 2008. évi XX. törvény a Magyar Köztársaság minisztériumainak felsorolásáról szóló 2006. évi LV. törvény módosításáról
- 2008. évi XXI. törvény a humángenetikai adatok védelméről, a humángenetikai vizsgálatok és kutatások, valamint a biobankok működésének szabályairól
- 2008. évi XXII. törvény a Londonban, 1976. november 19-én kelt, a tengeri követelésekkel összefüggő felelősség korlátozásáról szóló 1976. évi egyezmény és a Londonban, 1996. május 2-án kelt, az egyezmény módosításáról szóló 1996. évi jegyzőkönyv kihirdetéséről
- 2008. évi XXIII. törvény a Londonban, 1996. május 3-án kelt, a veszélyes és ártalmas anyagok tengeri szállításával kapcsolatos felelősségről és kártérítésről szóló 1996. évi nemzetközi egyezmény kihirdetéséről
- 2008. évi XXIV. törvény az egészségbiztosítási pénztárakról szóló 2008. évi I. törvény felülvizsgálatáról
- 2008. évi XXV. törvény az elektronikus információszabadságról szóló 2005. évi XC. törvény módosításáról
- 2008. évi XXVI. törvény a jogi személlyel szemben alkalmazható büntetőjogi intézkedésekről szóló 2001. évi CIV. törvény módosításáról
- 2008. évi XXVII. törvény egyes közjogi tisztségviselők esküjéről és fogadalmáról
- 2008. évi XXVIII. törvény egyes egészségügyi tárgyú törvények módosításáról
- 2008. évi XXIX. törvény a közigazgatási hatósági eljárás és szolgáltatás általános szabályairól szóló 2004. évi CXL. törvény módosításáról
- 2008. évi XXX. törvény a Polgári perrendtartásról szóló 1952. évi III. törvény és egyes kapcsolódó törvények módosításáról
- 2008. évi XXXI. törvény az esélyegyenlőség érvényesülésének közoktatásban történő előmozdítását szolgáló egyes törvények módosításáról
- 2008. évi XXXII. törvény a közraktározásról szóló 1996. évi XLVIII. törvény módosításáról
- 2008. évi XXXIII. törvény az önkéntes tűzoltó egyesületekről
- 2008. évi XXXIV. törvény a Magyar Köztársaság Kormánya és az Észak-atlanti Szerződés Szervezete közötti, a NATO Légiszállítást Kezelő Szervezetnek a Magyar Köztársaság területén való településéről és működéséről szóló Megállapodás kihirdetéséről
- 2008. évi XXXV. törvény a Magyar Köztársaság Kormánya és az Amerikai Egyesült Államok Kormánya között az ismert vagy feltételezett terroristák kiszűrésére szolgáló információk cseréjéről szóló Megállapodás kihirdetéséről
- 2008. évi XXXVI. törvény a termőföldről szóló 1994. évi LV. törvény módosításáról
- 2008. évi XXXVII. törvény a személyi jövedelemadó meghatározott részének az adózó rendelkezése szerinti felhasználásáról szóló 1996. évi CXXVI. törvény módosításáról
- 2008. évi XXXVIII. törvény a mozgóképről szóló 2004. évi II. törvény módosításáról
- 2008. évi XXXIX. törvény a bírósági végrehajtásról szóló 1994. évi LIII. törvény és egyéb kapcsolódó törvények módosításáról
- 2008. évi XL. törvény  a földgázellátásról
- 2008. évi XLI. törvény a Nemzeti Akkreditáló Testület szervezetéről, feladat- és hatásköréről, valamint eljárásáról szóló 2005. évi LXXVIII. törvény módosításáról
- 2008. évi XLII. törvény a fogyasztóvédelemről szóló 1997. évi CLV. törvény, valamint egyes kapcsolódó törvények módosításáról
- 2008. évi XLIII. törvény a Magyar Köztársaságnak a Regionális vagy Kisebbségi Nyelvek Európai Kartája 2. Cikk 2. bekezdése szerinti kötelezettségvállalásai cigány (romani és beás) nyelvekre történő kiterjesztéséről
- 2008. évi XLIV. törvény az állattenyésztésről szóló 1993. évi CXIV. törvény módosításáról
- 2008. évi XLV. törvény az egyes közjegyzői nemperes eljárásokról
- 2008. évi XLVI. törvény az élelmiszerláncról és hatósági felügyeletéről
- 2008. évi XLVII. törvény a fogyasztókkal szembeni tisztességtelen kereskedelmi gyakorlat tilalmáról
- 2008. évi XLVIII. törvény a gazdasági reklámtevékenység alapvető feltételeiről és egyes korlátairól
- 2008. évi XLIX. törvény a nemzetgazdaságilag kiemelt építési beruházások megvalósításának elősegítése érdekében egyes törvények módosításáról
- 2008. évi L. törvény az Országos Területrendezési Tervről szóló 2003. évi XXVI. törvény módosításáról
- 2008. évi LI. törvény a pártok működését segítő tudományos, ismeretterjesztő, kutatási, oktatási tevékenységet végző alapítványokkal összefüggő egyes törvénymódosításokról
- 2008. évi LII. törvény az Albán Köztársaságnak az Észak-atlanti Szerződéshez való csatlakozásáról szóló Jegyzőkönyv, valamint a Horvát Köztársaságnak az Észak-atlanti Szerződéshez való csatlakozásáról szóló Jegyzőkönyv kihirdetéséről
- 2008. évi LIII. törvény a Washingtonban, 1973. március 3. napján elfogadott, a veszélyeztetett vadon élő állat- és növényfajok nemzetközi kereskedelméről szóló egyezmény módosításának kihirdetéséről
- 2008. évi LIV. törvény a Magyar Köztársaságnak a Meteorológiai Műholdak Hasznosításának Európai Szervezete kiváltságairól és mentességeiről szóló Jegyzőkönyvhöz való csatlakozásáról
- 2008. évi LV. törvény az Európai Közösségek és tagállamaik, valamint Bosznia és Hercegovina közötti Stabilizációs és Társulási Megállapodás kihirdetéséről
- 2008. évi LVI. törvény a hitelintézetekről és a pénzügyi vállalkozásokról szóló 1996. évi CXII. törvény betétbiztosítási összeghatár emelését célzó módosításáról
- 2008. évi LVII. törvény a Balaton Kiemelt Üdülőkörzet Területrendezési Tervének elfogadásáról és a Balatoni Területrendezési Szabályzat megállapításáról szóló 2000. évi CXII. törvény módosításáról
- 2008. évi LVIII. törvény az Országos Rádió és Televízió Testület 2007. évi költségvetésének végrehajtásáról
- 2008. évi LIX. törvény a családok támogatásáról szóló 1998. évi LXXXIV. törvény módosításáról
- 2008. évi LX. törvény az olimpiai jelkép oltalmáról szóló, Nairobiban, 1981. szeptember 26-án elfogadott szerződés kihirdetéséről
- 2008. évi LXI. törvény a közalkalmazottak jogállásáról szóló 1992. évi XXXIII. törvény módosításáról
- 2008. évi LXII. törvény a Nemzetközi Atomenergia-ügynökség (NAÜ) keretében 1979-ben elfogadott, és az 1987. évi 8. törvényerejű rendelettel kihirdetett nukleáris anyagok fizikai védelméről szóló Egyezménynek a NAÜ által szervezett diplomáciai konferencia keretében, 2005. július 8-án aláírt módosítása kihirdetéséről
- 2008. évi LXIII. törvény az Európa Tanács pénzmosásról, a bűncselekményből származó jövedelmek felkutatásáról, lefoglalásáról és elkobzásáról, valamint a terrorizmus finanszírozásáról szóló, Varsóban, 2005. május 16-án kelt Egyezménye kihirdetéséről, valamint a pénzmosás és a terrorizmus finanszírozása megelőzéséről és megakadályozásáról szóló 2007. évi CXXXVI. törvény módosításáról
- 2008. évi LXIV. törvény "Communitas Fortissima" - Kercaszomor a legbátrabb faluról
- 2008. évi LXV. törvény a közellátás biztonsága szempontjából kiemelkedő jelentőségű vállalkozásokat érintő egyes törvények módosításáról szóló 2007. évi CXVI. törvény, valamint az azzal összefüggő egyes törvények módosításáról
- 2008. évi LXVI. törvény a Magyar Köztársaság Kormánya és az Amerikai Egyesült Államok Kormánya között a bűncselekmények megelőzése és az ellenük való küzdelem terén folytatott együttműködés fokozásáról szóló Megállapodás kihirdetéséről
- 2008. évi LXVII. törvény a távhőszolgáltatás versenyképesebbé tételéről
- 2008. évi LXVIII. törvény az utasok személyi poggyászában importált termékek általános forgalmi adó és jövedéki adó mentességéről
- 2008. évi LXIX. törvény a környezetvédelmi termékdíjról, továbbá egyes termékek környezetvédelmi termékdíjáról szóló 1995. évi LVI. törvény módosításáról
- 2008. évi LXX. törvény a villamos energiával összefüggő egyes kérdésekről
- 2008. évi LXXI. törvény a Magyar Köztársaság kitüntetéseiről szóló 1991. évi XXXI. törvény, valamint a Kossuth-díjról és a Széchenyi-díjról szóló 1990. évi XII. törvény módosításáról
- 2008. évi LXXII. törvény a Magyar Köztársaság, valamint Montenegró Köztársaság között a társadalombiztosításról és a szociális biztonság egyes kérdéseiről szóló, Budapesten, 2008. május 20-án aláírt Egyezmény kihirdetéséről
- 2008. évi LXXIII. törvény a pálinkáról, a törkölypálinkáról és a Pálinka Nemzeti Tanácsról
- 2008. évi LXXIV. törvény a Magyar Fejlesztési Bank Részvénytársaságról szóló 2001. évi XX. törvény módosításáról
- 2008. évi LXXV. törvény a takarékos állami gazdálkodásról és a költségvetési felelősségről
- 2008. évi LXXVI. törvény a vasúti közlekedésről szóló 2005. évi CLXXXIII. törvény módosításáról
- 2008. évi LXXVII. törvény az Európai Unió, az Európai Közösség, a Svájci Államszövetség és a Liechtensteini Hercegség között az Európai Közösség és a Svájci Államszövetség közötti, a Svájci Államszövetségnek a schengeni vívmányok végrehajtására, alkalmazására és fejlesztésére irányuló társulásról szóló megállapodáshoz való csatlakozásról szóló Jegyzőkönyv kihirdetéséről
- 2008. évi LXXVIII. törvény a Magyar Köztársaság 2007. évi költségvetésének végrehajtásáról
- 2008. évi LXXIX. törvény a közrend, valamint az igazságszolgáltatás működésének védelme érdekében szükséges egyes törvénymódosításokról
- 2008. évi LXXX. törvény az Európai Unió tagállamaival folytatott bűnügyi együttműködésről szóló 2003. évi CXXX. törvény és a hozzá kapcsolódó más törvények módosításáról
- 2008. évi LXXXI. törvény egyes adó- és járuléktörvények módosításáról
- 2008. évi LXXXII. törvény a Magyar Köztársaság 2009. évi költségvetését megalapozó egyes törvények módosításáról
- 2008. évi LXXXIII. törvény az Országos Rádió és Televízió Testület 2009. évi költségvetéséről
- 2008. évi LXXXIV. törvény a Büntető Törvénykönyvről szóló 1978. évi IV. törvény módosításáról
- 2008. évi LXXXV. törvény az igazságügyi szakértői kamaráról szóló 1995. évi CXIV. törvény módosításáról
- 2008. évi LXXXVI. törvény a Nemzeti Civil Alapprogramról szóló 2003. évi L. törvény módosításáról
- 2008. évi LXXXVII. törvény a bűnüldöző szervek nemzetközi együttműködéséről szóló 2002. évi LIV. törvény módosításáról
- 2008. évi LXXXVIII. törvény a Vámegyüttműködési Tanács létrehozásáról szóló, Brüsszelben, 1950. december 15-én megkötött nemzetközi Egyezmény kihirdetéséről, valamint az Egyezmény módosítása kötelező hatályának elismeréséről és kihirdetéséről
- 2008. évi LXXXIX. törvény a Magyar Köztársaság Kormánya és az Azerbajdzsán Köztársaság Kormánya között a kettős adóztatás elkerüléséről és az adóztatás kijátszásának megakadályozásáról a jövedelem- és a vagyonadók területén Budapesten, 2008. február 18. napján aláírt Egyezmény kihirdetéséről
- 2008. évi XC. törvény a Magyar Köztársaság Kormánya és az Üzbég Köztársaság Kormánya között a kettős adóztatás elkerüléséről és az adóztatás kijátszásának megakadályozásáról a jövedelem- és a vagyonadók területén Taskentben, 2008. április 17. napján aláírt Egyezmény kihirdetéséről
- 2008. évi XCI. törvény a környezet védelmének általános szabályairól szóló 1995. évi LIII. törvény, a természet védelméről szóló 1996. évi LIII. törvény, valamint egyéb törvények módosításáról
- 2008. évi XCII. törvény egyes büntetőjogi tárgyú törvények módosításáról
- 2008. évi XCIII. törvény a Magyar Köztársaság 2008. évi költségvetéséről szóló 2007. évi CLXIX. törvény módosításáról
- 2008. évi XCIV. törvény a felsőoktatásról szóló 2005. évi CXXXIX. törvény módosításáról
- 2008. évi XCV. törvény az Európai Parlament magyarországi képviselőinek jogállásáról szóló 2004. évi LVII. törvény módosításáról
- 2008. évi XCVI. törvény a cégnyilvánosságról, a bírósági cégeljárásról és a végelszámolásról szóló 2006. évi V. törvénynek és egyéb törvényeknek a számviteli beszámoló közzétételi rendjével, valamint a gazdasági tevékenységek egységes ágazati osztályozási rendszerével összefüggő módosításáról
- 2008. évi XCVII. törvény a felsőoktatásról szóló 2005. évi CXXXIX. törvény módosításáról
- 2008. évi XCVIII. törvény az Európa Tanács 2006. május 19-én, Strasbourgban elfogadott, az államutódlás esetén bekövetkező hontalanság elkerüléséről szóló Egyezménye kihirdetéséről
- 2008. évi XCIX. törvény az előadó-művészeti szervezetek támogatásáról és sajátos foglalkoztatási szabályairól
- 2008. évi C. törvény egyes közlekedési tárgyú törvények módosításáról
- 2008. évi CI. törvény a nemzeti agrárkár-enyhítési rendszerről és a kárenyhítési hozzájárulásról
- 2008. évi CII. törvény a Magyar Köztársaság 2009. évi költségvetéséről
- 2008. évi CIII. törvény a pénzügyi szolgáltatásokat érintő egyes törvények módosításáról
- 2008. évi CIV. törvény a pénzügyi közvetítőrendszer stabilitásának erősítéséről
- 2008. évi CV. törvény a költségvetési szervek jogállásáról és gazdálkodásáról
- 2008. évi CVI. törvény az egyes egészségügyi tárgyú törvények módosításáról
- 2008. évi CVII. törvény egyes szociális és foglalkoztatási tárgyú törvények módosításáról
- 2008. évi CVIII. törvény a közbeszerzésekről szóló 2003. évi CXXIX. törvény módosításáról
- 2008. évi CIX. törvény a Magyar Nemzeti Bankról szóló 2001. évi LVIII. törvény módosításáról
- 2008. évi CX. törvény egyes törvényeknek a tizenharmadik havi illetmény, munkabér kifizetési rendjével összefüggő módosításáról
- 2008. évi CXI. törvény a közigazgatási hatósági eljárás és szolgáltatás általános szabályairól szóló 2004. évi CXL. törvény módosításáról
- 2008. évi CXII. törvény a szerzői jogról szóló 1999. évi LXXVI. törvény módosításáról
- 2008. évi CXIII. törvény a külföldre utazásról szóló 1998. évi XII. törvény és a külföldre utazásra felhasználható más okmányokkal kapcsolatos szabályozásra vonatkozó egyes törvények módosításáról
- 2008. évi CXIV. törvény a mezőgazdasági, agrár-vidékfejlesztési, valamint halászati támogatásokhoz és egyéb intézkedésekhez kapcsolódó eljárás egyes kérdéseiről szóló 2007. évi XVII. törvény módosításáról
- 2008. évi CXV. törvény egyes törvényeknek az uzsoratevékenységgel szembeni fellépést elősegítő módosításáról

### Kormányrendeletek

#### Január (1−17)
- 1/2008. (I. 4.) Korm. rendelet a Magyar Köztársaság Kormánya és a Cseh Köztársaság Kormánya közötti, a Magyar Köztársaságban és a Cseh Köztársaságban kiállított, végzettséget tanúsító okiratok, továbbá a tudományos fokozatot és címet tanúsító okiratok egyenértékűségének kölcsönös elismeréséről szóló Egyezmény kihirdetéséről
- 2/2008. (I. 8.) Korm. rendelet a Magyar Köztársaság Kormánya és az Amerikai Egyesült Államok Kormánya között a Magyar-Amerikai Oktatási Csereprogram Bizottság létrehozásáról szóló Egyezmény kihirdetéséről
- 3/2008. (I. 16.) Korm. rendelet a Magyar Köztársaság Kormánya és az Olasz Köztársaság Kormánya közötti Filmkoprodukciós Megállapodás kihirdetéséről
- 4/2008. (I. 19.) Korm. rendelet a Magyar Köztársaság Kormánya és Románia Kormánya közötti, a légtérrendészeti feladatokban történő együttműködésről szóló megállapodás kihirdetéséről
- 5/2008. (I. 22.) Korm. rendelet a Magyar Nemzeti Vagyonkezelő Zrt. saját vagyonával és a rábízott állami vagyonnal kapcsolatos éves beszámoló készítési és könyvvezetési kötelezettségéről
- 6/2008. (I. 22.) Korm. rendelet az érettségi vizsga vizsgaszabályzatának kiadásáról szóló 100/1997. (VI. 13.) Korm. rendelet módosításáról
- 7/2008. (I. 23.) Korm. rendelet a kötelező egészségbiztosítás ellátásairól szóló 1997. évi LXXXIII. törvény végrehajtásáról szóló 217/1997. (XII. 1.) Korm. rendelet és az egészségügyi szolgáltatások Egészségbiztosítási Alapból történő finanszírozásának részletes szabályairól szóló 43/1999. (III. 3.) Korm. rendelet módosításáról
- 8/2008. (I. 23.) Korm. rendelet a várólista alapján nyújtható ellátások részletes szabályairól szóló 287/2006. (XII. 23.) Korm. rendelet módosításáról
- 9/2008. (I. 26.) Korm. rendelet egyes építési tárgyú kormányrendeletek módosításáról
- 10/2008. (I. 26.) Korm. rendelet a hallgatói hitelrendszerről és a Diákhitel Központról szóló 86/2006. (IV. 12.) Korm. rendelet módosításáról
- 11/2008. (I. 26.) Korm. rendelet a végrehajtói kézbesítés részletes eljárási szabályairól szóló 250/2004. (VIII. 27.) Korm. rendelet módosításáról
- 12/2008. (I. 26.) Korm. rendelet a Kutatási és Technológiai Innovációs Alapból nyújtott állami támogatások szabályairól szóló 146/2007. (VI. 26.) Korm. rendelet módosításáról és egyes rendelkezéseinek hatálybaléptetéséről, valamint a Kutatási és Technológiai Innovációs Alap kezeléséről és felhasználásáról szóló 133/2004. (IV. 29.) Korm. rendelet módosításáról
- 13/2008. (I. 30.) Korm. rendelet a 2008-2012 közötti időszakra vonatkozó Nemzeti Kiosztási Terv kihirdetéséről, valamint a kibocsátási egységek kiosztásának részletes szabályairól
- 14/2008. (I. 30.) Korm. rendelet az üvegházhatású gázok kibocsátási egységeinek kereskedelméről szóló 2005. évi XV. törvény végrehajtásának egyes szabályairól szóló 213/2006. (X. 27.) Korm. rendelet módosításáról
- 15/2008. (I. 30.) Korm. rendelet a környezetvédelmi, természetvédelmi, vízügyi hatósági és igazgatási feladatokat ellátó szervek kijelöléséről szóló 347/2006. (XII. 23.) Korm. rendelet módosításáról
- 16/2008. (I. 31.) Korm. rendelet a kötelező egészségbiztosítás ellátásairól szóló 1997. évi LXXXIII. törvény végrehajtásáról szóló 217/1997. (XII. 1.) Korm. rendelet és az egészségügyi szolgáltatások Egészségbiztosítási Alapból történő finanszírozásának részletes szabályairól szóló 43/1999. (III. 3.) Korm. rendelet módosításáról
- 17/2008. (I. 31.) Korm. rendelet a Kistérségi Koordinációs Hálózatról szóló 344/2007. (XII. 19.) Korm. rendelet módosításáról

#### Február (18−45)
- 18/2008. (II. 1.) Korm. rendelet a Magyar Köztársaság Kormánya és a Szlovák Köztársaság Kormánya között a Szlovák Köztársaság államterületén található földterületeknek az Ipoly határfolyón, Ipolytölgyes és Malé Kosihy települések térségében felépítésre kerülő hallépcső létesítése és üzemeltetése céljából történő ideiglenes igénybevételéről szóló, jegyzékváltás útján létrejött Megállapodás kihirdetéséről
- 19/2008. (II. 5.) Korm. rendelet egyes sporttárgyú kormányrendeletek módosításáról
- 20/2008. (II. 7.) Korm. rendelet a Kormánynak a közigazgatási hatósági ügyekkel összefüggő jogorvoslati eljárás során való képviseletéről
- 21/2008. (II. 7.) Korm. rendelet a Nemzeti Civil Alapprogramról szóló 2003. évi L. törvény végrehajtásáról rendelkező 160/2003. (X. 7.) Korm. rendelet módosításáról
- 22/2008. (II. 7.) Korm. rendelet a befektetési szolgáltatási tevékenységet, befektetési szolgáltatási tevékenységet kiegészítő szolgáltatást, valamint árutőzsdei szolgáltatást folytató gazdálkodó szervezet üzletszabályzatának kötelező tartalmi elemeiről
- 23/2008. (II. 10.) Korm. rendelet a Kistérségi Koordinációs Hálózatról szóló 344/2007. (XII. 19.) Korm. rendelet módosításáról
- 24/2008. (II. 10.) Korm. rendelet az Egyesült Nemzetek 1982. december 10-i tengerjogi egyezményében foglalt, a kizárólagos gazdasági övezeteken túlnyúló halállományok és a hosszú távon vándorló halállományok védelmére és kezelésére vonatkozó rendelkezések végrehajtásáról szóló Megállapodás kihirdetéséről
- 25/2008. (II. 14.) Korm. rendelet a Magyar Kereskedelmi Engedélyezési Hivatalról szóló 260/2006. (XII. 20.) Korm. rendelet módosításáról
- 26/2008. (II. 14.) Korm. rendelet a Magyar Kereskedelmi Engedélyezési Hivatal műszaki biztonsági tevékenységének és piacfelügyeleti eljárásának részletes szabályairól
- 27/2008. (II. 14.) Korm. rendelet a 2006. évi árvíz, illetve belvíz miatt keletkezett károk enyhítésével összefüggő egyes kormányrendeletek módosításáról
- 28/2008. (II. 15.) Korm. rendelet a kultúrát és a kulturális örökség megőrzését előmozdító állami támogatásokról
- 29/2008. (II. 19.) Korm. rendelet a Miniszterelnöki Hivatalt vezető miniszter feladat- és hatásköréről
- 30/2008. (II. 19.) Korm. rendelet az igazságügyi és rendészeti miniszter feladat- és hatásköréről szóló 164/2006. (VII. 28.) Korm. rendelet módosításáról
- 31/2008. (II. 21.) Korm. rendelet a köztisztviselői teljesítményértékelés és jutalmazás szabályairól szóló 301/2006. (XII. 23.) Korm. rendelet módosításáról
- 32/2008. (II. 21.) Korm. rendelet a költségvetési szerveknél foglalkoztatottak 2007. év után járó tizenharmadik havi illetménye 2008. évi részletének finanszírozásáról
- 33/2008. (II. 21.) Korm. rendelet a külföldi bizonyítványok és oklevelek elismeréséről szóló 2001. évi C. törvény hatálya alá tartozó ügyekben eljáró hatóságok kijelöléséről, valamint a nyilatkozattételi kötelezettség alá eső szolgáltatások felsorolásáról
- 34/2008. (II. 21.) Korm. rendelet a "Márciusi Ifjak Díj - a fiatal magyar tehetségekért" alapításáról
- 35/2008. (II. 23.) Korm. rendelet a 2007-2013 programozási időszakban az Európai Regionális Fejlesztési Alap, valamint az Előcsatlakozási Támogatási Eszköz pénzügyi alapok egyes, a területi együttműködéshez kapcsolódó programjainak végrehajtásáról
- 36/2008. (II. 23.) Korm. rendelet a gazdasági és közlekedési miniszter feladat- és hatásköréről szóló 163/2006. (VII. 28.) Korm. rendelet módosításáról
- 37/2008. (II. 23.) Korm. rendelet az egészségbiztosítási szervek és az egészségbiztosítási szolgáltatások hatósági felügyeletével kapcsolatos hatásköri szabályokról
- 38/2008. (II. 23.) Korm. rendelet az elektronikus hírközlési feladatokat ellátó szervezetek és a titkos információgyűjtésre, illetve titkos adatszerzésre felhatalmazott szervezetek együttműködésének rendjéről szóló 180/2004. (V. 26.) Korm. rendelet módosításáról
- 39/2008. (II. 26.) Korm. rendelet az állambiztonsági iratok átadása teljesítésének értékeléséről szóló 190/2007. (VII. 23.) Korm. rendelet módosításáról
- 40/2008. (II. 26.) Korm. rendelet a szennyvizek és szennyvíziszapok mezőgazdasági felhasználásának és kezelésének szabályairól szóló 50/2001. (IV. 3.) Korm. rendelet módosításáról
- 41/2008. (II. 28.) Korm. rendelet az egészségbiztosítási pénztárak forgalomképes részvényeinek értékesítésére és a pályázati eljárás lebonyolítására igénybe vehető közreműködő kiválasztására vonatkozó részletes szabályokról
- 42/2008. (II. 29.) Korm. rendelet a megváltozott munkaképességű személyek rehabilitációjához kapcsolódó egyes foglalkoztatási tárgyú kormányrendeletek módosításáról
- 43/2008. (II. 29.) Korm. rendelet az egyes egészségbiztosítási tárgyú kormányrendeletek módosításáról
- 44/2008. (II. 29.) Korm. rendelet az egészségügyi dokumentációt kezelő jogutód nélküli megszűnése esetén az adatkezelési feladatokat ellátó szerv kijelöléséről
- 45/2008. (II. 29.) Korm. rendelet a Magyar Köztársaság Kormánya és az Oroszországi Föderáció Kormánya között a földgáz Magyar Köztársaság területén történő tranzitszállítását szolgáló gázvezeték megépítésével kapcsolatos együttműködésről szóló Megállapodás kihirdetéséről

#### Március (46−69)
- 46/2008. (III. 4.) Korm. rendelet a Budapestből és Pest megyéből álló térségben az egészségbiztosítási pénztárakról szóló törvény szerinti egészségbiztosítási pénztárakhoz hozzárendelhető területekről
- 47/2008. (III. 5.) Korm. rendelet a decentralizált helyi önkormányzati fejlesztési támogatási programok előirányzatai, valamint a vis maior tartalék felhasználásának részletes szabályairól
- 48/2008. (III. 11.) Korm. rendelet az állami vagyonnal való gazdálkodásról szóló 254/2007. (X. 4.) Korm. rendelet módosításáról
- 49/2008. (III. 14.) Korm. rendelet a közszféra területén dolgozók 2008. évi illetményemelésének és egyéb személyi célú kifizetéseinek támogatásáról
- 50/2008. (III. 14.) Korm. rendelet a felsőoktatási intézmények képzési, tudományos célú és fenntartói normatíva alapján történő finanszírozásáról
- 51/2008. (III. 14.) Korm. rendelet a társadalombiztosítási nyugellátásról szóló 1997. évi LXXXI. törvény végrehajtásáról szóló 168/1997. (X. 6.) Korm. rendelet módosításáról
- 52/2008. (III. 14.) Korm. rendelet a családi gazdálkodók és más mezőgazdasági kis- és középüzemek kedvezményes hitelezéséhez kapcsolódó kamattámogatásról és állami kezességvállalásról szóló 317/2001. (XII. 29.) Korm. rendelet alapján felvett hitelhez kapcsolódó hiteldíj meghatározásáról és az állami kezességvállalásról
- 53/2008. (III. 14.) Korm. rendelet az Állami Népegészségügyi és Tisztiorvosi Szolgálatról és a gyógyszerészeti államigazgatási szerv kijelöléséről szóló 362/2006. (XII. 28.) Korm. rendelet, valamint a szakterületek ágazati követelményeiért felelős szervek kijelöléséről, valamint a meghatározott szakkérdésekben kizárólagosan eljáró és egyes szakterületeken szakvéleményt adó szervekről szóló 282/2007. (X. 26.) Korm. rendelet módosításáról
- 54/2008. (III. 20.) Korm. rendelet az ásványi nyersanyagok és a geotermikus energia fajlagos értékének, valamint az értékszámítás módjának meghatározásáról
- 55/2008. (III. 26.) Korm. rendelet az egyes gazdálkodó szervezetek részére nyújtott 2008. évi egyedi támogatásokról, ellentételezésekről, valamint az egyéb vállalati támogatások keretében nyújtott termelési támogatásokról
- 56/2008. (III. 26.) Korm. rendelet a bírósági ügyintézők által ellátható egyes feladatokról
- 57/2008. (III. 26.) Korm. rendelet a bányászatról szóló 1993. évi XLVIII. törvény végrehajtásáról szóló 203/1998. (XII. 19.) Korm. rendelet módosításáról
- 58/2008. (III. 26.) Korm. rendelet a hadigondozásról szóló 1994. évi XLV. törvény végrehajtásáról szóló 113/1994. (VIII. 31.) Korm. rendelet módosításáról
- 59/2008. (III. 26.) Korm. rendelet a 2008. évi központi költségvetés céltartaléka terhére a központi költségvetési szervek létszámcsökkentési kiadásainak támogatásáról
- 60/2008. (III. 26.) Korm. rendelet a megújuló energiaforrásból vagy hulladékból nyert energiával termelt villamos energia, valamint a kapcsoltan termelt villamos energia kötelező átvételéről és átvételi áráról szóló 389/2007. (XII. 23.) Korm. rendelet módosításáról
- 61/2008. (III. 27.) Korm. rendelet a szakmagyakorlással összefüggő kormányrendeletek módosításáról
- 62/2008. (III. 28.) Korm. rendelet a Nemzeti Közlekedési Hatóságról szóló 263/2006. (XII. 20.) Korm. rendelet módosításáról
- 63/2008. (III. 28.) Korm. rendelet az üzletek működésének rendjéről, valamint az egyes üzlet nélkül folytatható kereskedelmi tevékenységek végzésének feltételeiről szóló 133/2007. (VI. 13.) Korm. rendelet módosításáról
- 64/2008. (III. 28.) Korm. rendelet a települési hulladékkezelési közszolgáltatási díj megállapításának részletes szakmai szabályairól
- 65/2008. (III. 29.) Korm. rendelet a vizitdíj és a kórházi napidíj megszüntetésével kapcsolatos egyes kormányrendeletek módosításáról és hatályon kívül helyezéséről
- 66/2008. (III. 29.) Korm. rendelet egyes, a képzési hozzájárulásra vonatkozó kormányrendeleteknek a 2008. március 9-i országos ügydöntő népszavazásokon hozott döntések végrehajtásáról szóló törvénnyel összefüggésben szükséges módosításáról
- 67/2008. (III. 29.) Korm. rendelet a közpénzekből nyújtott támogatások átláthatóságáról szóló 2007. évi CLXXXI. törvény végrehajtásáról
- 68/2008. (III. 29.) Korm. rendelet a minőségi és hatékony gyógyszerrendelés ösztönzéséről szóló 17/2007. (II. 13.) Korm. rendelet módosításáról
- 69/2008. (III. 31.) Korm. rendelet a várólista alapján nyújtható ellátások részletes szabályairól szóló 287/2006. (XII. 23.) Korm. rendelet módosításáról

#### Április (70−117)
- 70/2008. (IV. 3.) Korm. rendelet a felsőoktatási intézmények képzési, tudományos célú és fenntartói normatíva alapján történő finanszírozásáról szóló 50/2008. (III. 14.) Korm. rendelet módosításáról [1]
- 71/2008. (IV. 3.) Korm. rendelet a nyugellátások és rendszeres szociális ellátások 2008. évi évközi kiegészítő emeléséről
- 72/2008. (IV. 3.) Korm. rendelet a nyugdíjszerű rendszeres szociális ellátások 2008. évi évközi kiegészítő emeléséről
- 73/2008. (IV. 3.) Korm. rendelet a Budai Palota kulturális, turisztikai fejlesztéséhez kapcsolódó beruházások megvalósításával összefüggő közigazgatási hatósági ügyek kiemelt jelentőségű üggyé nyilvánításáról
- 74/2008. (IV. 3.) Korm. rendelet a "Pécs 2010 - Európa Kulturális Fővárosa" program fejlesztési kulcsprojektjeihez kapcsolódó beruházások megvalósításával összefüggő közigazgatási hatósági ügyek kiemelt jelentőségű üggyé nyilvánításáról
- 75/2008. (IV. 3.) Korm. rendelet egyes vasúti beruházások megvalósításával összefüggő közigazgatási hatósági ügyek kiemelt jelentőségű üggyé nyilvánításáról
- 76/2008. (IV. 3.) Korm. rendelet Záhony térségében a vasúti, valamint a belső közúti infrastruktúra fejlesztéséhez kapcsolódó beruházások megvalósításával összefüggő közigazgatási hatósági ügyek kiemelt jelentőségű üggyé nyilvánításáról
- 77/2008. (IV. 3.) Korm. rendelet egyes útépítési beruházások megvalósításával összefüggő közigazgatási hatósági ügyek kiemelt jelentőségű üggyé nyilvánításáról rendszeres szociális ellátások 2008. évi évközi kiegészítő emeléséről
- 78/2008. (IV. 3.) Korm. rendelet a természetes fürdővizek minőségi követelményeiről, valamint a természetes fürdőhelyek kijelöléséről és üzemeltetéséről
- '79/2008. (IV. 3.) Korm. rendelet az egészségügyi szolgáltatások Egészségbiztosítási Alapból történő finanszírozásának részletes szabályairól szóló 43/1999. (III. 3.) Korm. rendelet és a kötelező egészségbiztosítás ellátásairól szóló 1997. évi LXXXIII. törvény végrehajtásáról szóló 217/1997. (XII. 1.) Korm. rendelet módosításáról
- 80/2008. (IV. 4.) Korm. rendelet az egyes mezőgazdasági és agrár-vidékfejlesztési támogatások igénybevétele esetén az elektronikus kérelembenyújtás alkalmazásáról
- 81/2008. (IV. 4.) Korm. rendelet a Közigazgatási és Elektronikus Közszolgáltatások Központi Hivatala létrehozásáról, feladatairól és hatásköréről szóló 276/2006. (XII. 23.) Korm. rendelet módosításáról
- 82/2008. (IV. 8.) Korm. rendelet a hitelintézetek értékpapírosítási tőkekövetelményéről
- 83/2008. (IV. 8.) Korm. rendelet a hitelintézet partnerkockázatának kezeléséről
- 84/2008. (IV. 10.) Korm. rendelet egyes kormányrendeletek hatálybalépésével összefüggő kérdésekről
- 85/2008. (IV. 11.) Korm. rendelet a Magyar Köztársaság Kormánya és Japán Kormánya között a vezetői engedélyek kölcsönös elismeréséről szóló Megállapodás kihirdetéséről
- 86/2008. (IV. 15.) Korm. rendelet a közhasznú vagy gazdasági társasági formában működő, valamint az egyházak, alapítványok által fenntartott aktív fekvőbeteg-szakellátást biztosító egészségügyi szolgáltatók létszámcsökkentésének 2008. évi költségvetési támogatásáról
- 87/2008. (IV. 15.) Korm. rendelet a társadalombiztosítás ellátásaira és a magánnyugdíjra jogosultakról, valamint e szolgáltatások fedezetéről szóló 1997. évi LXXX. törvény végrehajtásáról szóló 195/1997. (XI. 5.) Korm. rendelet módosításáról
- 88/2008. (IV. 17.) Korm. rendelet a kábítószer-prekurzorokkal kapcsolatos egyes hatósági eljárási szabályok, valamint a hatósági feladat- és hatáskörök megállapításáról szóló 159/2005. (VIII. 16.) Korm. rendelet módosításáról
- 89/2008. (IV. 17.) Korm. rendelet a szociális és munkaügyi miniszter feladat- és hatásköréről szóló 170/2006. (VII. 28.) Korm. rendelet módosításáról
- 90/2008. (IV. 23.) Korm. rendelet az önkormányzat által szervezett közcélú foglalkoztatás 2008. évi előirányzatából történő többlettámogatás igényléséről
- 91/2008. (IV. 23.) Korm. rendelet az M4 autópálya/autóút és a 4. számú főút fejlesztéseihez kapcsolódó beruházások megvalósításával összefüggő közigazgatási hatósági ügyek kiemelt jelentőségű üggyé nyilvánításáról
- 92/2008. (IV. 23.) Korm. rendelet a fogyatékos személyek alapvizsgálatáról, a rehabilitációs alkalmassági vizsgálatról, továbbá a szociális intézményekben ellátott személyek állapotának felülvizsgálatáról
- 93/2008. (IV. 23.) Korm. rendelet a Stratégiai Légiszállítási Képességről szóló többoldalú Egyetértési Megállapodás kihirdetéséről
- 94/2008. (IV. 23.) Korm. rendelet a Magyar Köztársaság Kormánya és Románia Kormánya között a romániai magyar hadisírok és a magyarországi román hadisírok jogi helyzetéről szóló Megállapodás kihirdetéséről
- 95/2008. (IV. 28.) Korm. rendelet a helyi önkormányzatok címzett és céltámogatása felhasználásának részletes szabályairól szóló 19/2005. (II. 11.) Korm. rendelet módosításáról
- 96/2008. (IV. 28.) Korm. rendelet a hitelintézetek értékpapírosítási tőkekövetelményéről szóló 380/2007. (XII. 23.) Korm. rendelet módosításáról
- 97/2008. (IV. 29.) Korm. rendelet a kormányzati szerkezet megváltozásával összefüggésben egyes kormányrendeletek módosításáról
- 98/2008. (IV. 29.) Korm. rendelet a Magyar Köztársaság Kormánya és a Vöröskereszt és Vörös Félhold Társaságok Nemzetközi Szövetsége között a Nemzetközi Szövetség budapesti Regionális Küldöttségének jogállásáról szóló Megállapodáshoz fűzött 1. számú Kiegészítő Jegyzőkönyv kihirdetéséről
- 99/2008. (IV. 29.) Korm. rendelet a szennyvizek és szennyvíziszapok mezőgazdasági felhasználásának és kezelésének szabályairól szóló 50/2001. (IV. 3.) Korm. rendelet módosításáról, valamint a vizek mezőgazdasági eredetű nitrátszennyezéssel szembeni védelméről szóló 49/2001. (IV. 3.) Korm. rendelet hatályon kívül helyezéséről
- 100/2008. (IV. 29.) Korm. rendelet az építésügyi bírság megállapításának részletes szabályairól szóló 245/2006. (XII. 5.) Korm. rendelet módosításáról
- 101/2008. (IV. 29.) Korm. rendelet az Európai Unió saját forrásaival kapcsolatos kötelezettségek teljesítésében részt vevő intézmények feladat- és hatásköréről, valamint a kapcsolódó eljárásrendről
- 102/2008. (IV. 29.) Korm. rendelet a Miniszterelnöki Hivatalt vezető miniszter feladat- és hatásköréről szóló 29/2008. (II. 19.) Korm. rendelet módosításáról
- 103/2008. (IV. 29.) Korm. rendelet a kutatás-fejlesztésért felelős tárca nélküli miniszter feladat- és hatásköréről
- 104/2008. (IV. 29.) Korm. rendelet a Fejlesztéspolitikai Irányító Testület megszüntetésével összefüggő egyes kormányrendelet-módosításokról
- 105/2008. (IV. 30.) Korm. rendelet a Magyar Népköztársaság Kormánya és a Dán Királyság Kormánya között Koppenhágában, az 1971. évi február hó 24. napján aláírt kulturális együttműködési egyezmény kihirdetéséről
- 106/2008. (IV. 30.) Korm. rendelet a Magyar Népköztársaság Kormánya és az Ecuadori Köztársaság Kormánya között a műszaki-tudományos együttműködésről Quitóban az 1971. szeptember 24. napján kötött megállapodás kihirdetéséről
- 107/2008. (IV. 30.) Korm. rendelet a Magyar Népköztársaság Kormánya és a Ghanai Köztársaság Kormánya között Accrában, az 1971. évi június hó 8. napján aláírt kulturális együttműködési egyezmény kihirdetéséről
- 108/2008. (IV. 30.) Korm. rendelet a Magyar Népköztársaság Kormánya és a Guineai Köztársaság Kormánya között Conakryban az 1960. évi január hó 12. napján kötött kulturális egyezmény kihirdetéséről
- 109/2008. (IV. 30.) Korm. rendelet a Magyar Népköztársaság Kormánya és az Indiai Köztársaság Kormánya között New Delhiben, az 1962. évi március hó 30. napján kötött kulturális együttműködési egyezmény kihirdetéséről
- 110/2008. (IV. 30.) Korm. rendelet a Magyar Népköztársaság Kormánya és az Iraki Köztársaság Kormánya között Budapesten, 1959. évi április hó 11. napján aláírt kulturális egyezmény kihirdetéséről
- 111/2008. (IV. 30.) Korm. rendelet a Magyar Népköztársaság és az Iraki Köztársaság között a Rádió, Televízió, Film, Színházművészet és Hírszolgálat területén való együttműködés tárgyában, Bagdadban, 1961. október 11-én létrejött egyezmény kihirdetéséről
- 112/2008. (IV. 30.) Korm. rendelet a Magyar Népköztársaság Kormánya és a Jugoszláv Szocialista Szövetségi Köztársaság Képviselőháza Végrehajtó Tanácsa között a tudományos, oktatási és kulturális együttműködésről Belgrádban, 1986. március 24-én aláírt egyezmény kihirdetéséről
- 113/2008. (IV. 30.) Korm. rendelet a Magyar Népköztársaság Kormánya és a Líbiai Arab Szocialista Népi Dzsamahirija között Tripoliban, az 1978. március 16-án aláírt kulturális együttműködési egyezmény kihirdetéséről
- 114/2008. (IV. 30.) Korm. rendelet a Magyar Népköztársaság és az Osztrák Köztársaság között Bécsben, az 1969. évi május hó 28. napján aláírt tudományos és műszaki együttműködési egyezmény kihirdetéséről
- 115/2008. (IV. 30.) Korm. rendelet a Magyar Népköztársaság és az Osztrák Köztársaság között Bécsben, az 1976. évi május hó 19. napján aláírt kulturális és tudományos együttműködési egyezmény kihirdetéséről
- 116/2008. (IV. 30.) Korm. rendelet a Magyar Népköztársaság Kormánya és a Panamai Köztársaság Kormánya között Panamavárosban, az 1976. évi október hó 17. napján aláírt kulturális és tudományos együttműködési egyezmény kihirdetéséről
- 117/2008. (IV. 30.) Korm. rendelet a Magyar Népköztársaság Kormánya és a Perui Köztársaság Kormánya között a kulturális és tudományos együttműködés tárgyában Budapesten, az 1972. évi május hó 22. napján aláírt egyezmény kihirdetéséről

#### Május (118−152)
- 118/2008. (V. 8.) Korm. rendelet egyes kormány- és miniszteri rendeleti szintű jogszabályok és jogszabályi rendelkezések technikai deregulációjáról
- 119/2008. (V. 9.) Korm. rendelet a Magyar Népköztársaság és a Belga Királyság között Brüsszelben 1965. február 11-én aláírt kulturális együttműködésről szóló egyezmény kihirdetéséről
- 120/2008. (V. 9.) Korm. rendelet a Magyar Népköztársaság Kormánya és a Bolíviai Köztársaság Kormánya között La Pazban, az 1970. évi május hó 15. napján aláírt kulturális és tudományos együttműködési egyezmény kihirdetéséről
- 121/2008. (V. 9.) Korm. rendelet a Magyar Népköztársaság és a Francia Köztársaság között Budapesten 1966. július 28-án aláírt kulturális együttműködésről szóló egyezmény kihirdetéséről
- 122/2008. (V. 9.) Korm. rendelet a Magyar Népköztársaság és a Francia Köztársaság között Budapesten 1966. július 28-án aláírt műszaki-tudományos együttműködésről szóló egyezmény kihirdetéséről
- 123/2008. (V. 9.) Korm. rendelet a Magyar Népköztársaság Kormánya és a Holland Királyság Kormánya között Budapesten, az 1968. évi február hó 14. napján aláírt kulturális egyezmény kihirdetéséről
- 124/2008. (V. 9.) Korm. rendelet a Magyar Népköztársaság Kormánya és az Iráni Császárság Kormánya között Budapesten, az 1968. évi május hó 24. napján aláírt kulturális egyezmény kihirdetéséről
- 125/2008. (V. 9.) Korm. rendelet a Magyar Népköztársaság Kormánya és Kuwait Állam Kormánya között Budapesten, 1966. július 27-én aláírt kulturális és tudományos együttműködési egyezmény kihirdetéséről
- 126/2008. (V. 9.) Korm. rendelet a Magyar Népköztársaság és az Olasz Köztársaság között Budapesten, az 1965. évi szeptember hó 21. napján aláírt kulturális egyezmény kihirdetéséről
- 127/2008. (V. 9.) Korm. rendelet a Magyar Népköztársaság Kormánya és a Szíriai Arab Köztársaság Kormánya között Damaszkuszban, az 1968. évi június hó 9. napján aláírt kulturális egyezmény kihirdetéséről
- 128/2008. (V. 9.) Korm. rendelet a Magyar Népköztársaság Kormánya és a Szudáni Köztársaság Kormánya között Budapesten, az 1967. évi október hó 14. napján aláírt kulturális és tudományos együttműködési egyezmény kihirdetéséről
- 129/2008. (V. 9.) Korm. rendelet a Magyar Népköztársaság és a Tanzánia Egyesült Köztársaság között Dar es-Salaamban az 1966. február 15-én aláírt kulturális és tudományos együttműködésről szóló egyezmény kihirdetéséről
- 130/2008. (V. 9.) Korm. rendelet a Magyar Népköztársaság Kormánya és a Tanzániai Egyesült Köztársaság Kormánya között Dar Es Salaamban, 1966. február 15-én aláírt "Műszaki és Tudományos Együttműködési és Kölcsönös Segítségnyújtási Megállapodás" kihirdetéséről
- 131/2008. (V. 9.) Korm. rendelet a Magyar Népköztársaság és a Tunéziai Köztársaság között Budapesten 1966. május 25-én aláírt kulturális és tudományos együttműködésről szóló egyezmény kihirdetéséről
- 132/2008. (V. 14.) Korm. rendelet az önkormányzati miniszter feladat- és hatásköréről
- 133/2008. (V. 14.) Korm. rendelet a közlekedési, hírközlési és energiaügyi miniszter feladat- és hatásköréről
- 134/2008. (V. 14.) Korm. rendelet a nemzeti fejlesztési és gazdasági miniszter feladat- és hatásköréről
- 135/2008. (V. 16.) Korm. rendelet a nemesfémtárgyak ellenőrzéséről és jelöléséről szóló, Bécsben, 1972. november 15. napján aláírt Egyezmény 2001. október 4. napján elfogadott PMC/W 7/99 számú módosítása kötelező hatályának elismeréséről és kihirdetéséről
- 136/2008. (V. 16.) Korm. rendelet az országhatáron átterjedő környezeti hatások vizsgálatáról szóló, Espooban, 1991. február 26-án elfogadott ENSZ EGB egyezmény Szófiában, 2001. február 17-én elfogadott első módosításának, valamint Cavtatban, 2004. június 4-én elfogadott második módosításának kihirdetéséről
- 137/2008. (V. 16.) Korm. rendelet az idegennyelv-tudást igazoló államilag elismert nyelvvizsgáztatásról és a külföldön kiállított, idegennyelv-tudást igazoló nyelvvizsga-bizonyítványok Magyarországon történő honosításáról
- 138/2008. (V. 16.) Korm. rendelet a Nemzeti Fejlesztési Terv operatív programjai, az EQUAL Közösségi Kezdeményezés program és a Kohéziós Alap projektek támogatásainak fogadásához kapcsolódó pénzügyi lebonyolítási, számviteli és ellenőrzési rendszerek kialakításáról szóló 360/2004. (XII. 26.) Korm. rendelet módosításáról
- 139/2008. (V. 16.) Korm. rendelet a Környezet és Energia Operatív Program derogációs projektek kamattámogatásának igényléséről, folyósításának, elszámolásának és ellenőrzésének részletes feltételeiről
- 140/2008. (V. 16.) Korm. rendelet a fegyveres szervek hivatásos állományú tagjainak szolgálati viszonyáról szóló 1996. évi XLIII. törvény végrehajtásáról szóló 140/1996. (VIII. 31.) Korm. rendelet módosításáról
- 141/2008. (V. 16.) Korm. rendelet a szabadalmi bejelentés államtitokká minősítéséhez szükséges eljárás részletes szabályairól
- 142/2008. (V. 16.) Korm. rendelet egyes szociális tárgyú kormányrendeletek módosításáról
- 143/2008. (V. 20.) Korm. rendelet az államháztartás működési rendjéről szóló 217/1998. (XII. 30.) Korm. rendelet módosításáról
- 144/2008. (V. 22.) Korm. rendelet a Magyar Köztársaság Kormánya és Románia Kormánya között a Tanács 2003. február 18-i, 343/2003/EK rendeletének alkalmazása érdekében történő együttműködésről szóló, 2007. november 14-én, Nagyszebenben aláírt Közigazgatási Megállapodás kihirdetéséről
- 145/2008. (V. 22.) Korm. rendelet az életüktől és szabadságuktól politikai okból jogtalanul megfosztottak kárpótlásáról szóló 1992. évi XXXII. törvény végrehajtásáról
- 146/2008. (V. 22.) Korm. rendelet az okmányirodák kijelöléséről és illetékességi területéről szóló 256/2000. (XII. 26.) Korm. rendelet módosításáról
- 147/2008. (V. 24.) Korm. rendelet a digitális átállás forrásainak átmeneti felhasználási szabályairól
- 148/2008. (V. 26.) Korm. rendelet a 2008. évi terület- és régiófejlesztési célelőirányzat felhasználásának részletes szabályairól
- 149/2008. (V. 29.) Korm. rendelet egyes agrár-szakigazgatási tárgyú kormányrendeletek módosításáról
- 150/2008. (V. 29.) Korm. rendelet az államháztartás működési rendjéről szóló 217/1998. (XII. 30.) Korm. rendelet módosításáról
- 151/2008. (V. 30.) Korm. rendelet egyes egészségbiztosítási tárgyú kormányrendeletek módosításáról
- 152/2008. (V. 30.) Korm. rendelet a hosszú távú kötelezettségek vállalásának egyes szabályairól szóló 24/2007. (II. 28.) Korm. rendelet módosításáról

#### Június (153−176)
- 153/2008. (VI. 6.) Korm. rendelet a Budapest Ferihegy Nemzetközi Repülőtér rövid távú fejlesztése projekthez tartozó egyes közigazgatási hatósági ügyek kiemelt jelentőségű üggyé nyilvánításáról
- 154/2008. (VI. 6.) Korm. rendelet a közműves ivóvízellátásról és a közműves szennyvízelvezetésről szóló 38/1995. (IV. 5.) Korm. rendelet módosításáról
- 155/2008. (VI. 6.) Korm. rendelet az Útravaló Ösztöndíjprogramról szóló 152/2005. (VIII. 2.) Korm. rendelet módosításáról
- 156/2008. (VI. 6.) Korm. rendelet a Nemzeti Közlekedési Hatóságról szóló 263/2006. (XII. 20.) Korm. rendelet módosításáról
- 157/2008. (VI. 10.) Korm. rendelet az előrehozott öregségi nyugdíjjogosultság feltételeivel rendelkező, helyi önkormányzatoknál alkalmazott köztisztviselők felmentéséhez kapcsolódó egyes kifizetések támogatásáról
- 158/2008. (VI. 10.) Korm. rendelet a közúti közlekedési szolgáltatásokról és a közúti járművek üzemben tartásáról szóló 89/1988. (XII. 20.) MT rendelet módosításáról
- 159/2008. (VI. 10.) Korm. rendelet az Adó- és Pénzügyi Ellenőrzési Hivatalról szóló 273/2006. (XII. 23.) Korm. rendelet módosításáról
- 160/2008. (VI. 18.) Korm. rendelet a vasúti társaságok kötelező baleseti kárfedezeti képességének biztosításáról szóló 271/2007. (X. 19.) Korm. rendelet módosításáról
- 161/2008. (VI. 19.) Korm. rendelet az építésügyi, építésfelügyeleti hatósági döntés-előkészítők, valamint döntéshozók építésügyi vizsgájáról és szakmai továbbképzéséről
- 162/2008. (VI. 19.) Korm. rendelet a költségvetési szerveknél foglalkoztatottak 2008. évi eseti kereset-kiegészítéséről
- 163/2008. (VI. 24.) Korm. rendelet a minőségi és hatékony gyógyszerrendelés ösztönzéséről szóló 17/2007. (II. 13.) Korm. rendelet módosításáról
- 164/2008. (VI. 27.) Korm. rendelet a befektetési vállalkozás kockázatvállalására és kockázatkezelésére vonatkozó információk nyilvánosságra hozataláról
- 165/2008. (VI. 27.) Korm. rendelet a lakáscélú állami támogatásokról szóló 12/2001. (I. 31.) Korm. rendelet módosításáról
- 166/2008. (VI. 27.) Korm. rendelet egyes foglalkoztatási tárgyú kormányrendeletek módosításáról
- 167/2008. (VI. 27.) Korm. rendelet a közalkalmazottak jogállásáról szóló 1992. évi XXXIII. törvény végrehajtásával összefüggő egyes kormányrendeletek módosításáról
- 168/2008. (VI. 27.) Korm. rendelet az Egészségügyi Engedélyezési és Közigazgatási Hivatalról szóló 295/2004. (X. 28.) Korm. rendelet módosításáról, valamint egyes egészségügyi tárgyú jogszabályok hatályon kívül helyezéséről
- 169/2008. (VI. 28.) Korm. rendelet a befektetési vállalkozás működési kockázatának tőkekövetelményéről
- 170/2008. (VI. 28.) Korm. rendelet egyes kormányrendeletek módosításáról
- 171/2008. (VI. 28.) Korm. rendelet a társadalombiztosítás ellátásaira és a magánnyugdíjra jogosultakról, valamint e szolgáltatások fedezetéről szóló 1997. évi LXXX. törvény végrehajtásáról szóló 195/1997. (XI. 5.) Korm. rendelet módosításáról
- 172/2008. (VI. 28.) Korm. rendelet az európai globalizációs alkalmazkodási alapból származó támogatásokkal kapcsolatos feladatokat ellátó szerv kijelöléséről
- 173/2008. (VI. 30.) Korm. rendelet a Kulturális Örökségvédelmi Hivatalról szóló 308/2006. (XII. 23.) Korm. rendelet módosításáról
- 174/2008. (VI. 30.) Korm. rendelet egyes jelentéstételi, tájékoztatási és beszámolási kötelezettségek módosításáról és megszüntetéséről
- 175/2008. (VI. 30.) Korm. rendelet a 2008. évi terület- és régiófejlesztési célelőirányzat felhasználásának részletes szabályairól szóló 148/2008. (V. 26.) Korm. rendelet módosításáról
- 176/2008. (VI. 30.) Korm. rendelet az épületek energetikai jellemzőinek tanúsításáról

#### Július (177−194)
- 177/2008. (VII. 1.) Korm. rendelet a közigazgatási hivatalról
- 178/2008. (VII. 3.) Korm. rendelet a kisajátítási terv elkészítéséről, felülvizsgálatáról, záradékolásáról, valamint a kisajátítással kapcsolatos értékkülönbözet megfizetésének egyes kérdéseiről
- 179/2008. (VII. 5.) Korm. rendelet a Magyar Köztársaság Kormánya és az Amerikai Egyesült Államok Kormánya között a kutatóreaktor kiégett fűtőelemeinek az Oroszországi Föderációba történő visszaszállításának támogatásáról és annak finanszírozásáról szóló Megállapodás kihirdetéséről
- 180/2008. (VII. 8.) Korm. rendelet az állatvédelmi bírságról szóló 244/1998. (XII. 31.) Korm. rendelet módosításáról
- 181/2008. (VII. 8.) Korm. rendelet az elemek és az akkumulátorok hulladékainak visszavételéről
- 182/2008. (VII. 14.) Korm. rendelet az országos településrendezési és építési követelményekről szóló 253/1997. (XII. 20.) Korm. rendelet módosításáról
- 183/2008. (VII. 16.) Korm. rendelet az államháztartás működési rendjéről szóló 217/1998. (XII. 30.) Korm. rendelet módosításáról
- 184/2008. (VII. 18.) Korm. rendelet az egyes szabálysértésekről szóló 218/1999. (XII. 28.) Korm. rendelet módosításáról
- 185/2008. (VII. 18.) Korm. rendelet az egészségügyi szolgáltatás gyakorlásának általános feltételeiről, valamint a működési engedélyezési eljárásról szóló 96/2003. (VII. 15.) Korm. rendelet módosításáról
- 186/2008. (VII. 22.) Korm. rendelet a Magyar Köztársaság Kormánya és a Németországi Szövetségi Köztársaság Kormánya közötti audiovizuális kapcsolatokról szóló Egyezmény kihirdetéséről
- 187/2008. (VII. 24.) Korm. rendelet a villamos energiáról szóló 2007. évi LXXXVI. törvény végrehajtását szolgáló egyes kormányrendeletek módosításáról
- 188/2008. (VII. 28.) Korm. rendelet a villamos energiáról szóló 2007. évi LXXXVI. törvény egyes rendelkezéseinek végrehajtásáról szóló 273/2007. (X. 19.) Korm. rendelet módosításáról
- 189/2008. (VII. 28.) Korm. rendelet egyes, a miniszteri feladat- és hatáskörök ellátását érintő kormányrendeletek módosításáról
- 190/2008. (VII. 29.) Korm. rendelet a nehéz tehergépkocsik közlekedésének korlátozásáról
- 191/2008. (VII. 30.) Korm. rendelet a támogató szolgáltatás és a közösségi ellátások finanszírozásának rendjéről
- 192/2008. (VII. 30.) Korm. rendelet a Kecskemét közigazgatási területén megvalósuló nagyberuházással összefüggő közigazgatási hatósági ügyek kiemelt jelentőségű üggyé nyilvánításáról
- 193/2008. (VII. 31.) Korm. rendelet egyes egészségbiztosítási tárgyú kormányrendeletek módosításáról
- 194/2008. (VII. 31.) Korm. rendelet az élelmiszerlánc felügyeletével összefüggő bírságok kiszámításának módjáról és mértékéről

#### Augusztus (195−221)
- 195/2008. (VIII. 4.) Korm. rendelet a Magyar Köztársaság Kormánya és az Azerbajdzsáni Köztársaság Kormánya között a gazdasági együttműködésről szóló megállapodás kötelező hatályának elismerésére adott felhatalmazásról és kihirdetéséről
- 196/2008. (VIII. 4.) Korm. rendelet a Magyar Köztársaság Kormánya és a Belarusz Köztársaság Kormánya között a gazdasági együttműködésről szóló megállapodás kötelező hatályának elismerésére adott felhatalmazásról és kihirdetéséről
- 197/2008. (VIII. 4.) Korm. rendelet a Magyar Köztársaság Kormánya és a Kazah Köztársaság Kormánya között a gazdasági együttműködésről szóló megállapodás kötelező hatályának elismerésére adott felhatalmazásról és kihirdetéséről
- 198/2008. (VIII. 4.) Korm. rendelet a felsőoktatási felvételi eljárással és az Oktatási Hivatal működésével kapcsolatos egyes kormányrendeletek módosításáról
- 199/2008. (VIII. 4.) Korm. rendelet a közmunkaprogramok támogatási rendjéről szóló 49/1999. (III. 26.) Korm. rendelet módosításáról
- 200/2008. (VIII. 8.) Korm. rendelet a Magyar Köztársaságnak a Meteorológiai Műholdak Hasznosításának Európai Szervezetének létrehozásáról szóló Egyezményhez (EUMETSAT) való csatlakozásáról
- 201/2008. (VIII. 13.) Korm. rendelet a költségvetési szerveknél foglalkoztatottak 2008. évi eseti kereset-kiegészítéséről szóló 162/2008. (VI. 19.) Korm. rendelet módosításáról
- 202/2008. (VIII. 14.) Korm. rendelet a 2007-2013 programozási időszakban az Európai Regionális Fejlesztési Alapból, az Európai Szociális Alapból és a Kohéziós Alapból származó támogatások felhasználásának alapvető szabályairól és felelős intézményeiről szóló 255/2006. (XII. 8.) Korm. rendelet módosításáról
- 203/2008. (VIII. 14.) Korm. rendelet a légrugós vagy azzal egyenértékű rugózási rendszerű járművek után megfizetett gépjárműadó 35%-ának megfelelő összegű támogatás nyújtásáról
- 204/2008. (VIII. 19.) Korm. rendelet az Oroszországi Föderáció Kormánya és a Magyar Köztársaság Kormánya között a kutatóreaktor kiégett fűtőelemeinek az Oroszországi Föderációba való beszállításával kapcsolatos együttműködéséről szóló egyezmény kihirdetéséről
- 205/2008. (VIII. 22.) Korm. rendelet a Magyar Köztársaság Kormánya és a Cseh Köztársaság Kormánya, a Lengyel Köztársaság Kormánya, valamint a Szlovák Köztársaság Kormánya között a Nemzetközi Visegrádi Alap létrehozásáról szóló Megállapodás, valamint a Magyar Köztársaság Kormánya és a Cseh Köztársaság Kormánya, a Lengyel Köztársaság Kormánya, valamint a Szlovák Köztársaság Kormánya között a Nemzetközi Visegrádi Alap létrehozásáról szóló Megállapodás módosításának egységes szerkezetbe foglalt kihirdetéséről
- 206/2008. (VIII. 26.) Korm. rendelet a bölcsődék és közoktatási intézmények infrastrukturális fejlesztése a leghátrányosabb helyzetű kistérségekben támogatás igénybevételének részletes feltételeiről
- 207/2008. (VIII. 27.) Korm. rendelet a nemzetgazdaságilag kiemelt építési beruházások megvalósításának elősegítése érdekében egyes kormányrendeletek módosításáról
- 208/2008. (VIII. 27.) Korm. rendelet az egyes közrendvédelmi bírságokból befolyó pénzösszegek felhasználásának céljáról és eljárási szabályairól
- 209/2008. (VIII. 27.) Korm. rendelet a Kutatási és Technológiai Innovációs Alap kezeléséről és felhasználásáról szóló 133/2004. (IV. 29.) Korm. rendelet módosításáról
- 210/2008. (VIII. 27.) Korm. rendelet a Nemzeti alaptanterv kiadásáról, bevezetéséről és alkalmazásáról szóló 243/2003. (XII. 17.) Korm. rendelet módosításáról
- 211/2008. (VIII. 27.) Korm. rendelet a fejlesztési adókedvezményről szóló 206/2006. (X. 16.) Korm. rendelet módosításáról
- 212/2008. (VIII. 29.) Korm. rendelet a fogyasztóvédelmi hatóság eljárása során felmerülő egyes eljárási költségekről
- 213/2008. (VIII. 29.) Korm. rendelet az üzleten kívül fogyasztóval kötött szerződésekről
- 214/2008. (VIII. 29.) Korm. rendelet egyes fogyasztóvédelmi tárgyú kormányrendeletek módosításáról
- 215/2008. (VIII. 29.) Korm. rendelet a békéltető testületi tagok kijelölésének szabályairól
- 216/2008. (VIII. 29.) Korm. rendelet a fogyasztói érdekek képviseletét ellátó társadalmi szervezeteknek a 98/27/EK európai parlamenti és tanácsi irányelv szerinti jegyzékbe való felkerülése céljából lefolytatandó eljárásról
- 217/2008. (VIII. 29.) Korm. rendelet a fogyasztókkal szembeni tisztességtelen kereskedelmi gyakorlat tilalmáról szóló 2008. évi XLVII. törvénnyel, a gazdasági reklámtevékenység alapvető feltételeiről és egyes korlátairól szóló 2008. évi XLVIII. törvénnyel, továbbá ezekhez kapcsolódóan a fogyasztóvédelemről szóló 1997. évi CLV. törvény, valamint egyes kapcsolódó törvények módosításáról szóló 2008. évi XLII. törvénnyel összefüggésben egyes kormányrendeletek módosításáról, valamint egyes miniszteri rendeletek hatályon kívül helyezéséről
- 218/2008. (VIII. 30.) Korm. rendelet a Mezőgazdasági Szakigazgatási Hivatal létrehozásáról és működéséről szóló 274/2006. (XII. 23.) Korm. rendelet és egyes élelmiszerlánc-felügyeleti tárgyú kormányrendeletek módosításáról
- 219/2008. (VIII. 30.) Korm. rendelet a földhivatalokról, a Földmérési és Távérzékelési Intézetről, a Földrajzinév Bizottságról és az ingatlan-nyilvántartási eljárás részletes szabályairól szóló 338/2006. (XII. 23.) Korm. rendelet módosításáról
- 220/2008. (VIII. 30.) Korm. rendelet az élelmiszerlánc területén kötelező előírások és ajánlott szakmai irányelvek gyűjteményei kiadásának rendjéről
- 221/2008. (VIII. 30.) Korm. rendelet a parlagfű elleni közérdekű védekezés végrehajtásának, valamint az állami, illetve a közérdekű védekezés költségei megállapításának és igénylésének részletes szabályairól

#### Szeptember (222−239)
- 222/2008. (IX. 5.) Korm. rendelet az egységes digitális rádió-távközlő rendszerről szóló 109/2007. (V. 15.) Korm. rendelet módosításáról
- 223/2008. (IX. 9.) Korm. rendelet az akkreditálásban érdekelt miniszterek kijelöléséről
- 224/2008. (IX. 9.) Korm. rendelet a kémiai terhelési bírság alkalmazásának részletes szabályairól
- 225/2008. (IX. 9.) Korm. rendelet a termőföldre vonatkozó elővásárlási és előhaszonbérleti jog gyakorlásának részletes szabályairól szóló 16/2002. (II. 18.) Korm. rendelet módosításáról
- 226/2008. (IX. 11.) Korm. rendelet a 2004. évi CIX. törvénnyel kihirdetett, a biológiai biztonságról szóló, Nairobiban, 2000. május 24-én aláírt Cartagena Jegyzőkönyv végrehajtásáról
- 227/2008. (IX. 11.) Korm. rendelet a Záhony térségében a vasúti, valamint a belső közúti infrastruktúra fejlesztéséhez kapcsolódó beruházások megvalósításával összefüggő közigazgatási hatósági ügyek kiemelt jelentőségű üggyé nyilvánításáról szóló 76/2008. (IV. 3.) Korm. rendelet módosításáról
- 228/2008. (IX. 12.) Korm. rendelet a 2007-2013. programozási időszakban az Európai Szomszédsági és Partnerségi Támogatási Eszközből társfinanszírozott Magyarország-Szlovákia-Románia-Ukrajna ENPI Határon Átnyúló Együttműködési Program végrehajtásáról
- 229/2008. (IX. 12.) Korm. rendelet az elektronikus hírközlési szolgáltatás minőségének a fogyasztók védelmével összefüggő követelményeiről
- 230/2008. (IX. 12.) Korm. rendelet a munkavédelmi hatósági feladatokat ellátó egyes szervek kijelöléséről
- 231/2008. (IX. 19.) Korm. rendelet a Magyar Köztársaság Kormánya és az Indonéz Köztársaság Kormánya között az Indonéz Köztársaság részére Magyarország által nyújtandó kötött segélyhitel általános feltételeiről, eljárási rendjéről, intézményi hátteréről és pénzügyi kereteiről szóló keret-megállapodás kötelező hatályának elismerésére adott felhatalmazásról és kihirdetéséről
- 232/2008. (IX. 19.) Korm. rendelet a harmadik országbeli állampolgárok részére kiállított, magyarországi beutazás céljából elismert okmányok meghatározásáról szóló 328/2007. (XII. 11.) Korm. rendelet módosításáról
- 233/2008. (IX. 23.) Korm. rendelet az egyes gazdálkodó szervezetek részére nyújtott 2008. évi egyedi támogatásokról, ellentételezésekről, valamint az egyéb vállalati támogatások keretében nyújtott termelési támogatásokról szóló 55/2008. (III. 26.) Korm. rendelet módosításáról
- 234/2008. (IX. 23.) Korm. rendelet a kötelező egészségbiztosítás ellátásairól szóló 1997. évi LXXXIII. törvény végrehajtásáról szóló 217/1997. (XII. 1.) Korm. rendelet módosításáról
- 235/2008. (IX. 23.) Korm. rendelet térítési díj ellenében igénybe vehető egyes egészségügyi szolgáltatások térítési díjáról szóló 284/1997. (XII. 23.) Korm. rendelet módosításáról
- 236/2008. (IX. 23.) Korm. rendelet a Magyar Köztársaság által a szabad mozgás és tartózkodás jogával rendelkező személyek tekintetében alkalmazott, a munkaerő szabad áramlásával összefüggő átmeneti szabályokról szóló 355/2007. (XII. 23.) Korm. rendelet módosításáról
- 237/2008. (IX. 26.) Korm. rendelet a Svájci-Magyar Együttműködési Program végrehajtási rendjéről
- 238/2008. (IX. 29.) Korm. rendelet a lakossági vezetékes gázfogyasztás és távhőfelhasználás szociális támogatásáról szóló 289/2007. (X. 31.) Korm. rendelet módosításáról
- 239/2008. (IX. 29.) Korm. rendelet a villamosenergia-ipari építésügyi hatósági engedélyezési eljárásokról szóló 382/2007. (XII. 23.) Korm. rendelet módosításáról

#### Október (240−259)
- 240/2008. (X. 1.) Korm. rendelet a Magyar Köztársaság Kormánya és a Horvát Köztársaság Kormánya között az Ivándárda/Branjin Vrh autópálya-kapcsolat létesítéséről szóló Egyezmény kihirdetéséről
- 241/2008. (X. 1.) Korm. rendelet a nyugellátások és a baleseti járadék 2008. évi kiegészítő emeléséről
- 242/2008. (X. 1.) Korm. rendelet a nyugdíjszerű rendszeres szociális ellátások 2008. évi kiegészítő emeléséről
- 243/2008. (X. 8.) Korm. rendelet a Magyar Köztársaság Kormánya és az Európai Űrügynökség közötti, az Európai Együttműködő Államok Terve (PECS) programban való részvételről szóló megállapodás meghosszabbításáról szóló megállapodás kihirdetéséről
- 244/2008. (X. 8.) Korm. rendelet a lakáscélú állami támogatásokról szóló 12/2001. (I. 31.) Korm. rendelet módosításáról
- 245/2008. (X. 10.) Korm. rendelet a magánnyugdíjpénztárak befektetési és gazdálkodási tevékenységéről szóló 282/2001. (XII. 26.) Korm. rendelet módosításáról
- 246/2008. (X. 10.) Korm. rendelet egyes, a számviteli törvényhez kapcsolódó kormányrendeletek módosításáról
- 247/2008. (X. 14.) Korm. rendelet a Magyar Köztársaság Kormánya és a Szlovák Köztársaság Kormánya között a Tanács 2003. február 18-i, 343/2003/EK rendeletének alkalmazása érdekében történő együttműködésről szóló, Hévízen, 2008. október hó 3. napján aláírt Közigazgatási Megállapodás kihirdetéséről
- 248/2008. (X. 14.) Korm. rendelet az M7-es autópálya, Sávoly község északi közigazgatási határa, a Marótvölgyi-csatorna és Szőkedencs község déli közigazgatási határa által lehatárolt területen megvalósuló nagyberuházással összefüggő közigazgatási hatósági ügyek kiemelt jelentőségű üggyé nyilvánításáról
- 249/2008. (X. 14.) Korm. rendelet a Vasúti Pályakapacitás-elosztó Szervezet és az integrált vasúti társaság közötti jogviszonyról szóló 333/2005. (XII. 29.) Korm. rendelet módosításáról
- 250/2008. (X. 14.) Korm. rendelet a 2007-2013. programozási időszakban az Európai Regionális Fejlesztési Alapból, az Európai Szociális Alapból és a Kohéziós Alapból származó támogatások fogadásához kapcsolódó pénzügyi lebonyolítási és ellenőrzési rendszerek kialakításáról szóló 281/2006. (XII. 23.) Korm. rendelet módosításáról
- 251/2008. (X. 14.) Korm. rendelet az Országos Fogyatékosügyi Tanács szervezetének és működésének részletes szabályairól szóló 67/2001. (IV. 20.) Korm. rendelet módosításáról
- 252/2008. (X. 14.) Korm. rendelet a köztisztviselők képzésével összefüggő egyes kormányrendeletek módosításáról
- 253/2008. (X. 14.) Korm. rendelet a Magyar Köztársaság Kormánya és a Horvát Köztársaság Kormánya között - közös helyen történő határforgalom ellenőrzése céljából - Letenye-Goričan (Muracsány) II. személyforgalmi autópálya-határátkelőhely létesítéséről készült Plitvice-ben, 2005. július 8-án aláírt Megállapodás kihirdetéséről
- 254/2008. (X. 18.) Korm. rendelet a frekvenciasávok nemzeti felosztásának megállapításáról szóló 346/2004. (XII. 22.) Korm. rendelet és a frekvenciahasználati jogosultság megszerzését szolgáló árverés és pályázat szabályairól szóló 78/2006. (IV. 4.) Korm. rendelet módosításáról
- 255/2008. (X. 21.) Korm. rendelet a szépkorúak jubileumi köszöntéséről
- 256/2008. (X. 21.) Korm. rendelet az önkéntes tűzoltóság létesítéséről, működésének feltételeiről és feladatáról
- 257/2008. (X. 21.) Korm. rendelet a minőségi és hatékony gyógyszerrendelés ösztönzéséről szóló 17/2007. (II. 13.) Korm. rendelet módosításáról
- 258/2008. (X. 22.) Korm. rendelet a hivatásos önkormányzati tűzoltóságok egyes többletkiadásainak támogatásáról
- 259/2008. (X. 22.) Korm. rendelet a polgári nemzetbiztonsági szolgálatok költségvetése tervezésének, pénzellátásának, előirányzat-felhasználásának, kincstári gazdálkodásának és nyilvántartásának egyes szabályairól szóló 32/2004. (III. 2.) Korm. rendelet módosításáról

#### November (260−287)
- 260/2008. (XI. 3.) Korm. rendelet az állami vezetők és a köztisztviselők jutalmazásának egyes átmeneti szabályairól
- 261/2008. (XI. 3.) Korm. rendelet a vízi személyszállítás feltételeiről
- 262/2008. (XI. 3.) Korm. rendelet az egyes gazdálkodó szervezetek részére nyújtott 2008. évi egyedi támogatásokról, ellentételezésekről, valamint az egyéb vállalati támogatások keretében nyújtott termelési támogatásokról szóló 55/2008. (III. 26.) Korm. rendelet módosításáról
- 263/2008. (XI. 6.) Korm. rendelet a Magyar Köztársaság Kormánya és a Lengyel Köztársaság Kormánya között Budapesten, 2008. május 30-án aláírt a Kulturális Intézetek működéséről szóló Egyezmény kihirdetéséről
- 264/2008. (XI. 6.) Korm. rendelet a hőtermelő berendezések és légkondicionáló rendszerek energetikai felülvizsgálatáról
- 265/2008. (XI. 6.) Korm. rendelet a 2009. évre vonatkozó Országos Statisztikai Adatgyűjtési Program módosított és új adatgyűjtéseiről
- 266/2008. (XI. 6.) Korm. rendelet az európai közösségi jelentőségű természetvédelmi rendeltetésű területekről szóló 275/2004. (X. 8.) Korm. rendelet módosításáról
- 267/2008. (XI. 12.) Korm. rendelet az Új Magyarország Vidékfejlesztési Program III-IV. intézkedéscsoportjának végrehajtásával kapcsolatban felmerülő összeférhetetlenségek megszüntetéséről
- 268/2008. (XI. 18.) Korm. rendelet az Európai Közösséget létrehozó Szerződés 87. cikkének (1) bekezdése szerinti állami támogatásokkal kapcsolatos eljárásról és a regionális támogatási térképről szóló 85/2004. (IV. 19.) Korm. rendelet módosításáról
- 269/2008. (XI. 18.) Korm. rendelet a fejlesztési adókedvezményről szóló 206/2006. (X. 16.) Korm. rendelet módosításáról
- 270/2008. (XI. 18.) Korm. rendelet az állami kitüntetések adományozásának rendjéről és a Kitüntetési Bizottságról
- 271/2008. (XI. 18.) Korm. rendelet a Kossuth-díj, a Széchenyi-díj adományozásának rendjéről, valamint a Magyar Köztársaság Kiváló Művésze, a Magyar Köztársaság Érdemes Művésze, a Magyar Köztársaság Babérkoszorúja díj alapításáról és adományozásáról
- 272/2008. (XI. 19.) Korm. rendelet a Magyar Köztársaság Kormánya és Montenegró Kormánya között a gazdasági együttműködésről szóló megállapodás kötelező hatályának elismerésére adott felhatalmazásról és kihirdetéséről
- 273/2008. (XI. 19.) Korm. rendelet a költségvetési szerveknél foglalkoztatottak 2008. évi eseti kereset-kiegészítésének második üteméről
- 274/2008. (XI. 21.) Korm. rendelet a Magyar Köztársaság, valamint Montenegró között a társadalombiztosításról és a szociális biztonság egyes kérdéseiről szóló Egyezmény végrehajtására szolgáló Igazgatási Megállapodás kihirdetéséről
- 275/2008. (XI. 21.) Korm. rendelet egyes gyermekvédelmi tárgyú kormányrendeletek módosításáról
- 276/2008. (XI. 21.) Korm. rendelet a Magyar Honvédség feladatainak ellátásával összefüggő nemzetközi kártérítési ügyekkel kapcsolatos eljárás részletes szabályairól
- 277/2008. (XI. 24.) Korm. rendelet az építésügy, a településfejlesztés és -rendezés körébe tartozó dokumentációk központi nyilvántartásáról
- 278/2008. (XI. 28.) Korm. rendelet a Közigazgatási és Elektronikus Közszolgáltatások Központi Hivatala létrehozásáról, feladatairól és hatásköréről szóló 276/2006. (XII. 23.) Korm. rendelet módosításáról
- 279/2008. (XI. 28.) Korm. rendelet az államháztartás működési rendjéről szóló 217/1998. (XII. 30.) Korm. rendelet módosításáról
- 280/2008. (XI. 28.) Korm. rendelet az egyes festékek, lakkok és járművek javító fényezésére szolgáló termékek szerves oldószer tartalmának szabályozásáról szóló 25/2006. (II. 3.) Korm. rendelet módosításáról
- 281/2008. (XI. 28.) Korm. rendelet az utazási szerződésről
- 282/2008. (XI. 28.) Korm. rendelet  a Magyar Köztársaság és az Európai Közösség közötti Egyetértési Megállapodás kihirdetéséről
- 283/2008. (XI. 28.) Korm. rendelet egyes egészségbiztosítású tárgyú kormányrendeletek módosításáról
- 284/2008. (XI. 28.) Korm. rendelet egyes, a miniszteri feladat- és hatáskörök ellátását érintő kormányrendeletek módosításáról
- 285/2008. (XI. 28.) Korm. rendelet egyes, a miniszteri feladat- és hatáskörök ellátását érintő kormányrendeletek módosításáról
- 286/2008. (XI. 28.) Korm. rendelet a lakossági vezetékes gázfogyasztás és távhőfelhasználás szociális támogatásáról szóló 289/2007. (X. 31.) Korm. rendelet módosításáról
- 287/2008. (XI. 28.) Korm. rendelet a megújuló energiaforrásból vagy hulladékból nyert energiával termelt villamos energia, valamint a kapcsoltan termelt villamos energia kötelező átvételéről és átvételi áráról szóló 389/2007. (XII. 23.) Korm. rendelet módosításáról

#### December (288−362)
- 288/2008. (XII. 9.) Korm. rendelet az államháztartás működési rendjéről szóló 217/1998. (XII. 30.) Korm. rendelet módosításáról
- 289/2008. (XII. 9.) Korm. rendelet a végrehajtói kézbesítés részletes eljárási szabályairól szóló 250/2004. (VIII. 27.) Korm. rendelet módosításáról
- 290/2008. (XII. 9.) Korm. rendelet egyfelől a Magyar Köztársaság, másfelől az Apostoli Szentszék között a Magyar Honvédségnél és a Határőrségnél végzendő lelkipásztori szolgálat tárgyában 1994. január 10-én aláírt megállapodás, valamint az egyfelől a Magyar Köztársaság, másfelől az Apostoli Szentszék között a Magyar Honvédségnél és a Határőrségnél végzendő lelkipásztori szolgálat tárgyában 1994. január 10-én aláírt megállapodás értelmezését célzó memorandum egységes szerkezetbe foglalt kihirdetéséről
- 291/2008. (XII. 10.) Korm. rendelet a Magyar Köztársaság Kormánya és a Bolgár Köztársaság Kormánya között az egy harmadik ország állampolgára által a tagállamok egyikében benyújtott menedékjog iránti kérelem megvizsgálásáért felelős tagállam meghatározására vonatkozó feltételek és eljárási szabályok megállapításáról szóló, 2003. február 18-i 343/2003/EK tanácsi rendelet végrehajtása egyszerűsítésének gyakorlati részleteiről szóló, 2008. november 27-én, Brüsszelben aláírt Közigazgatási Megállapodás kihirdetéséről
- 292/2008. (XII. 10.) Korm. rendelet a veszélyeztetett vadon élő állat- és növényfajok nemzetközi kereskedelmét szabályozó nemzetközi és európai közösségi jogi aktusok végrehajtásának egyes szabályairól
- 293/2008. (XII. 10.) Korm. rendelet az elektromos és elektronikai berendezések hulladékainak visszavételéről szóló 264/2004. (IX. 23.) Korm. rendelet módosításáról
- 294/2008. (XII. 10.) Korm. rendelet a Nemzetközi Vasúti Árufuvarozásról szóló Megállapodás (SZMGSZ) 2008. évi módosításainak és kiegészítéseinek kihirdetéséről
- 295/2008. (XII. 11.) Korm. rendelet a felsőoktatási hallgatói diákigazolványról és a doktorjelölti diákigazolványról
- 296/2008. (XII. 11.) Korm. rendelet a közoktatási diákigazolvány kiadásáról és használatáról
- 297/2008. (XII. 11.) Korm. rendelet az Országos Egészségbiztosítási Pénztárról szóló 317/2006. (XII. 23.) Korm. rendelet módosításáról
- 298/2008. (XII. 12.) Korm. rendelet az egészségügyi szolgáltatások Egészségbiztosítási Alapból történő finanszírozásának részletes szabályairól szóló 43/1999. (III. 3.) Korm. rendelet módosításáról
- 299/2008. (XII. 13.) Korm. rendelet az Egyesült Európáért Díj alapításáról szóló 282/2005. (XII. 20.) Korm. rendelet módosításáról
- 300/2008. (XII. 15.) Korm. rendelet a Mezőgazdasági Szakigazgatási Hivatal létrehozásáról és működéséről szóló 274/2006. (XII. 23.) Korm. rendelet módosításáról
- 301/2008. (XII. 17.) Korm. rendelet a befektetési vállalkozás hitelkockázatáról
- 302/2008. (XII. 17.) Korm. rendelet a felszín alatti vizek védelméről szóló 219/2004. (VII. 21.) Korm. rendelet módosításáról
- 303/2008. (XII. 18.) Korm. rendelet a hivatásos önkormányzati tűzoltóságot fenntartó helyi önkormányzatok egyszeri támogatásáról
- 304/2008. (XII. 19.) Korm. rendelet a közúti közlekedés szabályairól szóló 1/1975. (II. 5.) KPM-BM együttes rendelet módosításáról
- 305/2008. (XII. 19.) Korm. rendelet a Kulturális Örökségvédelmi Hivatalról szóló 308/2006. (XII. 23.) Korm. rendelet módosításáról
- 306/2008. (XII. 20.) Korm. rendelet egyes, a miniszteri feladat- és hatáskörök ellátását érintő kormányrendeletek módosításáról
- 307/2008. (XII. 20.) Korm. rendelet az üzletek működésének rendjéről, valamint az egyes üzlet nélkül folytatható kereskedelmi tevékenységek végzésének feltételeiről szóló 133/2007. (VI. 13.) Korm. rendelet módosításáról
- 308/2008. (XII. 20.) Korm. rendelet a felsőoktatási intézmények felvételi eljárásairól szóló 237/2006. (XI. 27.) Korm. rendelet és a felsőoktatásról szóló 2005. évi CXXXIX. törvény egyes rendelkezéseinek végrehajtásáról szóló 79/2006. (IV. 5.) Korm. rendelet módosításáról
- 309/2008. (XII. 20.) Korm. rendelet az egészségügyi szolgáltatások Egészségbiztosítási Alapból történő finanszírozásának részletes szabályairól szóló 43/1999. (III. 3.) Korm. rendelet módosításáról
- 310/2008. (XII. 20.) Korm. rendelet az ózonréteget lebontó anyagokkal és egyes fluortartalmú üvegházhatású gázokkal kapcsolatos tevékenységekről
- 311/2008. (XII. 20.) Korm. rendelet az egészségügyi szolgáltatások Egészségbiztosítási Alapból történő finanszírozásának részletes szabályairól szóló 43/1999. (III. 3.) Korm. rendelet módosítására vonatkozó 309/2008. (XII. 20.) Korm. rendelet hatályba nem lépéséről
- 312/2008. (XII. 22.) Korm. rendelet az államhatár vonalát rögzítő okmányok nyilvántartási példányai kezelésének, tárolásának rendjéről, és a változások átvezetésének szabályairól
- 313/2008. (XII. 22.) Korm. rendelet a környezetvédelmi termékdíj-mentesség, a termékdíj visszaigénylésének és átvállalásának, valamint a használt gumiabroncs behozatalának feltételeiről szóló 53/2003. (IV. 11.) Korm. rendelet módosításáról
- 314/2008. (XII. 22.) Korm. rendelet a vízgyűjtő-gazdálkodás egyes szabályairól szóló 221/2004. (VII. 21.) Korm. rendelet módosításáról
- 315/2008. (XII. 22.) Korm. rendelet az Egészségügyi Engedélyezési és Közigazgatási Hivatalról szóló 295/2004. (X. 28.) Korm. rendelet, valamint az egészségügyben dolgozók alap- és működési nyilvántartásának vezetéséről szóló 45/2007. (III. 20.) Korm. rendelet módosításáról
- 316/2008. (XII. 22.) Korm. rendelet a független biztosításközvetítői és a biztosítási szaktanácsadói felelősségbiztosítási szerződés minimális tartalmi követelményeiről szóló 319/2004. (XII. 1.) Korm. rendelet módosításáról
- 317/2008. (XII. 23.) Korm. rendelet az okmányirodák kijelöléséről és illetékességi területéről szóló 256/2000. (XII. 26.) Korm. rendelet módosításáról
- 318/2008. (XII. 23.) Korm. rendelet a Kormány általános hatáskörű területi államigazgatási szervéről
- 319/2008. (XII. 29.) Korm. rendelet az Adó- és Pénzügyi Ellenőrzési Hivatalról szóló 273/2006. (XII. 23.) Korm. rendelet módosításáról
- 320/2008. (XII. 29.) Korm. rendelet a Vám- és Pénzügyőrség szervezetéről, valamint egyes szervek kijelöléséről szóló 314/2006. (XII. 23.) Korm. rendelet, valamint egyes kormányrendeletek módosításáról
- 321/2008. (XII. 29.) Korm. rendelet a kötelező legkisebb munkabér (minimálbér) és a garantált bérminimum megállapításáról
- 322/2008. (XII. 29.) Korm. rendelet a Magyar Köztársaság által a szabad mozgás és tartózkodás jogával rendelkező személyek tekintetében alkalmazott, a munkaerő szabad áramlásával összefüggő átmeneti szabályokról szóló 355/2007. (XII. 23.) Korm. rendelet módosításáról
- 323/2008. (XII. 29.) Korm. rendelet a közalkalmazottakról szóló 1992. évi XXXIII. törvény végrehajtásáról a közoktatási intézményekben tárgyú 138/1992. (X. 8.) Korm. rendelet módosításáról
- 324/2008. (XII. 29.) Korm. rendelet a közalkalmazottak jogállásáról szóló 1992. évi XXXIII. törvény végrehajtásáról a helyi önkormányzatok által fenntartott szolgáltató feladatokat ellátó egyes költségvetési intézményeknél tárgyú 77/1993. (V. 12.) Korm. rendelet módosításáról
- 325/2008. (XII. 29.) Korm. rendelet a közalkalmazottak jogállásáról szóló 1992. évi XXXIII. törvénynek a testnevelés és sport területén történő végrehajtásáról
- 326/2008. (XII. 29.) Korm. rendelet a közalkalmazottak jogállásáról szóló 1992. évi XXXIII. törvénynek a szociális, valamint a gyermekjóléti és gyermekvédelmi ágazatban történő végrehajtásáról szóló 257/2000. (XII. 26.) Korm. rendelet módosításáról
- 327/2008. (XII. 30.) Korm. rendelet az államháztartás működési rendjéről szóló 217/1998. (XII. 30.) Korm. rendelet módosításáról
- 328/2008. (XII. 30.) Korm. rendelet az államháztartás szervezetei beszámolási és könyvvezetési kötelezettségének sajátosságairól szóló 249/2000. (XII. 24.) Korm. rendelet, valamint a kincstári elszámolások beszámolási és könyvvezetési kötelezettségének sajátosságairól szóló 240/2003. (XII. 17.) Korm. rendelet módosításáról
- 329/2008. (XII. 30.) Korm. rendelet a könyvviteli szolgáltatást végzők nyilvántartásba vételéről szóló 93/2002. (V. 5.) Korm. rendelet módosításáról
- 330/2008. (XII. 30.) Korm. rendelet az egyes, a számvitelről szóló 2000. évi C. törvényhez kapcsolódó, sajátos számviteli szabályokat tartalmazó kormányrendeletek módosításáról
- 331/2008. (XII. 30.) Korm. rendelet az egyes pénz- és tőkepiaci szervezetek (éves) beszámoló készítési és könyvvezetési kötelezettségének sajátosságairól szóló kormányrendeletek módosításáról
- 332/2008. (XII. 30.) Korm. rendelet a társadalombiztosítási nyugellátásról szóló 1997. évi LXXXI. törvény végrehajtásáról szóló 168/1997. (X. 6.) Korm. rendelet módosításáról
- 333/2008. (XII. 30.) Korm. rendelet a társadalombiztosítás ellátásaira és a magánnyugdíjra jogosultakról, valamint e szolgáltatások fedezetéről szóló 1997. évi LXXX. törvény végrehajtásáról szóló 195/1997. (XI. 5.) Korm. rendelet módosításáról
- 334/2008. (XII. 30.) Korm. rendelet a korengedményes nyugdíjazásról szóló 181/1996. (XII. 6.) Korm. rendelet módosításáról
- 335/2008. (XII. 30.) Korm. rendelet  a magánnyugdíjpénztárak, az önkéntes nyugdíjpénztárak, valamint az önkéntes kölcsönös egészség- és önsegélyező pénztárak befektetési és gazdálkodási tevékenységéről szóló kormányrendeletek módosításáról
- 336/2008. (XII. 30.) Korm. rendelet egyes kormányrendeleteknek a hivatalos lapok kiadására vonatkozó szabályok megváltozásával összefüggő módosításáról
- 337/2008. (XII. 30.) Korm. rendelet az egészségügyi ellátórendszer fejlesztéséről szóló 2006. évi CXXXII. törvény végrehajtásáról
- 338/2008. (XII. 30.) Korm. rendelet a gyógyszerek és a gyógyászati segédeszközök ismertetésével kapcsolatban kiszabott bírság pénzügyi teljesítésének feltételeiről és felhasználásáról
- 339/2008. (XII. 30.) Korm. rendelet a humán reprodukciós eljárásokkal kapcsolatos, kötelezően nyilvánosságra hozandó eredményességi adatok, statisztikák köréről, a nyilvánosságra hozatal módjáról és helyéről, továbbá az ellenőrzés módjáról
- 340/2008. (XII. 30.) Korm. rendelet egyes szociális tárgyú kormányrendeletek módosításáról
- 341/2008. (XII. 30.) Korm. rendelet a pénzbeli és természetbeni szociális ellátásokkal kapcsolatos egyes kormányrendeletek módosításáról
- 342/2008. (XII. 30.) Korm. rendelet az UNESCO Közgyűlése által 2005. október 19-én elfogadott, a 99/2007. (V. 8.) Korm. rendelettel kihirdetett sportbeli dopping elleni nemzetközi egyezmény módosításának kihirdetéséről
- 343/2008. (XII. 30.) Korm. rendelet a doppingellenes tevékenység szabályairól szóló 55/2004. (III. 31.) Korm. rendelet, valamint a kormányzati szerkezetátalakításból eredő egyes gazdálkodási feladatok változásával kapcsolatos kormányrendeletek módosításáról
- 344/2008. (XII. 30.) Korm. rendelet a hajózási hatóságok feladat- és hatásköréről, valamint illetékességéről szóló 237/2002. (XI. 8.) Korm. rendelet módosításáról
- 345/2008. (XII. 30.) Korm. rendelet a közúti járművek típusjóváhagyásával kapcsolatos egyes rendelkezések megsértése esetén kiszabható bírságokról
- 346/2008. (XII. 30.) Korm. rendelet a fás szárú növények védelméről
- 347/2008. (XII. 31.) Korm. rendelet az érettségi vizsga vizsgaszabályzatának kiadásáról szóló 100/1997. (VI. 13.) Korm. rendelet módosításáról
- 348/2008. (XII. 31.) Korm. rendelet az irányított betegellátási rendszer megszüntetésével, az elszámolásokkal, valamint az elszámolások ellenőrzésével kapcsolatos eljárási szabályokról
- 349/2008. (XII. 31.) Korm. rendelet a megújuló energiaforrásból vagy hulladékból nyert energiával termelt villamos energia, valamint a kapcsoltan termelt villamos energia kötelező átvételéről és átvételi áráról szóló 389/2007. (XII. 23.) Korm. rendelet, valamint a megújuló energiaforrásból vagy hulladékból nyert energiával termelt villamos energia, valamint a kapcsoltan termelt villamos energia kötelező átvételéről és átvételi áráról szóló 389/2007. (XII. 23.) Korm. rendelet módosításáról szóló 287/2008. (XI. 28.) Korm. rendelet módosításáról
- 350/2008. (XII. 31.) Korm. rendelet a villamos energiáról szóló 2007. évi LXXXVI. törvény egyes rendelkezéseinek végrehajtásáról szóló 273/2007. (X. 19.) Korm. rendelet módosításáról
- 351/2008. (XII. 31.) Korm. rendelet egyes kormányrendeletek módosításáról
- 352/2008. (XII. 31.) Korm. rendelet az Egyetemes Elektronikus Hírközlési Támogatási Kassza működésére, felügyeletére, felhasználására, megszüntetésére és forrásaira vonatkozó részletes szabályokról szóló 134/2004. (IV. 29.) Korm. rendelet módosításáról
- 353/2008. (XII. 31.) Korm. rendelet a nyugellátások és a baleseti járadék emeléséről
- 354/2008. (XII. 31.) Korm. rendelet a közalkalmazottak jogállásáról szóló 1992. évi XXXIII. törvény végrehajtásáról a művészeti, a közművelődési és a közgyűjteményi területen foglalkoztatott közalkalmazottak jogviszonyával összefüggő egyes kérdések rendezéséről szóló 150/1992. (XI. 20.) Korm. rendelet módosításáról
- 355/2008. (XII. 31.) Korm. rendelet a közalkalmazottak jogállásáról szóló törvény felsőoktatásban való végrehajtásáról és a felsőoktatási intézményekben történő foglalkoztatás egyes kérdéseiről szóló 53/2006. (III. 14.) Korm. rendelet módosításáról
- 356/2008. (XII. 31.) Korm. rendelet a közalkalmazottak jogállásáról szóló 1992. évi XXXIII. törvény egészségügyi intézményekben történő végrehajtásáról
- 357/2008. (XII. 31.) Korm. rendelet a megváltozott munkaképességű munkavállalók foglalkoztatásához nyújtható költségvetési támogatásról szóló 177/2005. (IX. 2.) Korm. rendelet módosításáról
- 358/2008. (XII. 31.) Korm. rendelet a telepengedély, illetve a telep létesítésének bejelentése alapján gyakorolható egyes termelő és egyes szolgáltató tevékenységekről, valamint a telepengedélyezés rendjéről és a bejelentés szabályairól
- 359/2008. (XII. 31.) Korm. rendelet a 2007-2013. programozási időszakban az Európai Regionális Fejlesztési Alapból, az Európai Szociális Alapból és a Kohéziós Alapból származó támogatások fogadásához kapcsolódó pénzügyi lebonyolítási és ellenőrzési rendszerek kialakításáról szóló 281/2006. (XII. 23.) Korm. rendelet módosításáról
- 360/2008. (XII. 31.) Korm. rendelet az egyes egészségbiztosítási tárgyú kormányrendeletek módosításáról
- 361/2008. (XII. 31.) Korm. rendelet a környezetvédelmi, természetvédelmi és tájvédelmi szakértői tevékenységről szóló 378/2007. (XII. 23.) Korm. rendelet módosításáról
- 362/2008. (XII. 31.) Korm. rendelet a Nemzeti Hírközlési Hatóság eljárásában közreműködő szakhatóságok kijelöléséről, valamint egyes szakhatósági közreműködések megszüntetéséről és módosításáról

### Országgyűlési határozatok (130)
- 1/2008. (II. 14.) OGY határozat törvény népszavazásra bocsátásáról
- 2/2008. (II. 14.) OGY határozat az Országgyűlés bizottságainak létrehozásáról, tisztségviselőinek és tagjainak megválasztásáról szóló 14/2006. (V. 31.) OGY határozat módosításáról
- 3/2008. (II. 14.) OGY határozat a Kutatási és innovációs eseti bizottság tisztségviselőinek és tagjainak megválasztásáról szóló 61/2007. (VI. 27.) OGY határozat módosításáról
- 4/2008. (II. 21.) OGY határozat az Országgyűlés bizottságainak létrehozásáról, tisztségviselőinek és tagjainak megválasztásáról szóló 14/2006. (V. 31.) OGY határozat módosításáról
- 5/2008. (II. 21.) OGY határozat dr. Cser-Palkovics András országgyűlési képviselő mentelmi ügyében
- 6/2008. (II. 21.) OGY határozat dr. Navracsics Tibor országgyűlési képviselő mentelmi ügyében
- 7/2008. (II. 21.) OGY határozat dr. Simon Miklós országgyűlési képviselő mentelmi ügyében
- 8/2008. (II. 21.) OGY határozat a csádi és közép-afrikai köztársaságbeli EU katonai műveletekben történő magyar közreműködésről szóló beszámoló elfogadásáról
- 9/2008. (II. 28.) OGY határozat a Magyar Rádió Közalapítvány Kuratóriuma Elnöksége, valamint a Magyar Rádió Közalapítvány Ellenőrző Testülete tisztségviselőinek és tagjainak választásáról
- 10/2008. (II. 28.) OGY határozat a Független Rendészeti Panasztestület tagjainak megválasztásáról
- 11/2008. (II. 28.) OGY határozat az Új Magyarország Fejlesztési Terv végrehajtását felügyelő eseti bizottság tisztségviselőinek és tagjainak megválasztásáról szóló 56/2006. (XII. 20.) OGY határozat módosításáról
- 12/2008. (II. 28.) OGY határozat az Országgyűlés bizottságainak létrehozásáról, tisztségviselőinek és tagjainak megválasztásáról szóló 14/2006. (V. 31.) OGY határozat módosításáról
- 13/2008. (II. 28.) OGY határozat Gál J. Zoltán országgyűlési képviselő mentelmi ügyében
- 14/2008. (II. 28.) OGY határozat Gusztos Péter országgyűlési képviselő mentelmi ügyében
- 15/2008. (II. 28.) OGY határozat a kis- és középvállalkozások 2003-2004. évi helyzetéről, gazdálkodási feltételrendszeréről szóló jelentés elfogadásáról
- 16/2008. (II. 28.) OGY határozat a kis- és középvállalkozások 2005-2006. évi helyzetéről, gazdálkodási feltételrendszeréről, valamint a kis- és középvállalkozások részére nyújtott támogatásokról szóló jelentés elfogadásáról
- 17/2008. (III. 5.) OGY határozat a Kárpát-medencei Magyar Képviselők Fórumáról
- 18/2008. (III. 5.) OGY határozat a Kábítószerügyi eseti bizottság tevékenységéről szóló jelentés elfogadásáról
- 19/2008. (III. 5.) OGY határozat az ingatlanokkal, bérlakásokkal kapcsolatban feltárt visszaélések megakadályozásához, az úgynevezett lakásmaffia-tevékenység visszaszorításához szükséges további kormányzati intézkedésekről szóló 53/2005. (VI. 4.) OGY határozatban megjelölt feladatok teljesítéséről szóló beszámoló elfogadásáról
- 20/2008. (III. 12.) OGY határozat a Hungária Televízió Közalapítvány Kuratóriuma Elnöksége, valamint a Hungária Televízió Közalapítvány Ellenőrző Testülete tisztségviselőinek és tagjainak választásáról
- 21/2008. (III. 12.) OGY határozataz Országgyűlés bizottságainak létrehozásáról, tisztségviselőinek és tagjainak megválasztásáról szóló 14/2006. (V. 31.) OGY határozat módosításáról
- 22/2008. (III. 12.) OGY határozat a területi és az országos kisebbségi önkormányzati képviselők 2007. március 4-én megtartott választásáról szóló - az Országos Választási Bizottság által benyújtott - beszámoló elfogadásáról
- 23/2008. (III. 12.) OGY határozat a Fogyasztóvédelmi eseti bizottság tevékenységéről szóló jelentés elfogadásáról és a fogyasztóvédelmet érintő intézkedésekről
- 24/2008. (III. 12.) OGY határozat az állami intézményeknek és szervezeteknek az „Együtt Egymásért, Egy-másért Alapítvány” működésével kapcsolatos korrupciógyanús ügyekben való részvételének körülményeit és az „Együtt Egymásért, Egy-másért Alapítvány” működésének nemzetbiztonsági kockázatát vizsgáló bizottság tevékenységéről szóló jelentés elfogadásáról és a vizsgálat során megállapított szükséges intézkedésekről
- 25/2008. (III. 20.) OGY határozat a Kábítószerügyi eseti bizottság tisztségviselőinek és tagjainak megválasztásáról szóló 13/2007. (III. 7.) OGY határozat módosításáról
- 26/2008. (III. 20.) OGY határozat az Állami Számvevőszék alelnökeit jelölő eseti bizottság felállításáról szóló 27/2006. (VI. 27.) OGY határozat módosításáról
- 27/2008. (III. 20.) OGY határozat a magyar tudomány helyzetéről 2003-2004 és a magyar tudomány helyzetéről 2005-2006 szóló beszámolók elfogadásáról
- 28/2008. (III. 20.) OGY határozat az Új Tulajdonosi Programról
- 29/2008. (III. 20.) OGY határozat a Nemzeti Éghajlatváltozási Stratégiáról
- 30/2008. (IV. 3.) OGY határozat az Országos Rádió és Televízió Testület elnökének és tagjainak megválasztásáról
- 31/2008. (IV. 3.) OGY határozat az Országos Rádió és Televízió Testület 2007. évi tevékenységéről szóló beszámoló elfogadásáról
- 32/2008. (IV. 3.) OGY határozat a Magyar Köztársaság területén élő nemzeti és etnikai kisebbségek helyzetéről (2005. február-2007. február) szóló beszámoló elfogadásáról
- 33/2008. (IV. 10.) OGY határozat dr. Dávid Ibolya országgyűlési képviselő mentelmi ügyében
- 34/2008. (IV. 10.) OGY határozat dr. Havas Szófia országgyűlési képviselő mentelmi ügyében
- 35/2008. (IV. 10.) OGY határozat dr. Lázár János országgyűlési képviselő mentelmi ügyében
- 36/2008. (IV. 10.) OGY határozat Tasó László országgyűlési képviselő mentelmi ügyében
- 37/2008. (IV. 17.) OGY határozat az Országgyűlés bizottságainak létrehozásáról, tisztségviselőinek és tagjainak megválasztásáról szóló 14/2006. (V. 31.) OGY határozat módosításáról
- 38/2008. (IV. 17.) OGY határozat az Országgyűlés felhatalmazásának megadásáról az államháztartásról szóló 1992. évi XXXVIII. törvény 22. §-a alapján a Kormányzati Negyed beruházás részeként létrejövő Kormányzati Épület(együttes) megvalósítását célzó közbeszerzési eljárás megkezdéséhez és az eredményes közbeszerzési eljárás esetén a szerződéskötéshez tárgyú 48/2007. (V. 31.) OGY határozat hatályon kívül helyezéséről
- 39/2008. (IV. 17.) OGY határozat az atomenergia 2005. és 2006. évi hazai alkalmazásának biztonságáról szóló jelentés elfogadásáról
- 40/2008. (IV. 17.) OGY határozat a 2008-2020 közötti időszakra vonatkozó energiapolitikáról
- 41/2008. (IV. 17.) OGY határozat országos népszavazás elrendeléséről
- 42/2008. (IV. 17.) OGY határozat országos népszavazás elrendeléséről
- 43/2008. (IV. 17.) OGY határozat országos népszavazás elrendeléséről
- 44/2008. (IV. 17.) OGY határozat országos népszavazás elrendeléséről
- 45/2008. (IV. 17.) OGY határozat országos népszavazás elrendeléséről
- 46/2008. (IV. 17.) OGY határozat országos népszavazás elrendeléséről
- 47/2008. (IV. 23.) OGY határozat a géntechnológiai tevékenységgel, annak mezőgazdasági és élelmiszer-előállítási alkalmazásával kapcsolatos egyes kérdésekről és az ezeket érintő magyar stratégiáról szóló 53/2006. (XI. 29.) OGY határozatban foglaltak végrehajtásáról szóló jelentés elfogadásáról
- 48/2008. (V. 6.) OGY határozat a nemzeti és etnikai kisebbségi szervezetek költségvetési támogatásáról
- 49/2008. (V. 8.) OGY határozat az Országgyűlés bizottságainak létrehozásáról, tisztségviselőinek és tagjainak megválasztásáról szóló 14/2006. (V. 31.) OGY határozat módosításáról
- 50/2008. (V. 14.) OGY határozat Bencsik János országgyűlési képviselő mentelmi ügyében
- 51/2008. (V. 14.) OGY határozat dr. Havas Szófia országgyűlési képviselő mentelmi ügyében
- 52/2008. (V. 14.) OGY határozat az Új Magyarország Fejlesztési Terv végrehajtását felügyelő eseti bizottság tisztségviselőinek és tagjainak megválasztásáról szóló 56/2006. (XII. 20.) OGY határozat módosításáról
- 53/2008. (V. 14.) OGY határozat az Országgyűlés bizottságainak létrehozásáról, tisztségviselőinek és tagjainak megválasztásáról szóló 14/2006. (V. 31.) OGY határozat módosításáról
- 54/2008. (V. 14.) OGY határozat a 2008. március 9-i országos ügydöntő népszavazással kapcsolatos állami feladatok megszervezéséről és lebonyolításáról szóló beszámoló elfogadásáról
- 55/2008. (V. 14.) OGY határozat az Országos Választási Bizottságnak a 2008. március 9-i országos ügydöntő népszavazásról szóló beszámolója elfogadásáról
- 56/2008. (V. 22.) OGY határozat az Országgyűlés bizottságainak létrehozásáról, tisztségviselőinek és tagjainak megválasztásáról szóló 14/2006. (V. 31.) OGY határozat módosításáról
- 57/2008. (V. 22 ) OGY határozat a Nemzeti Fenntartható Fejlődési Tanács közjogi jogállásáról, jogköréről, összetételéről és feladatairól, valamint működési kereteiről
- 58/2008. (V. 29.) OGY határozat országgyűlési biztos választásáról
- 59/2008. (V. 29.) OGY határozat a Nemzetközi Munkaügyi Szervezet Általános Konferenciája 94. ülésszakán elfogadott 2006. évi tengerészeti munkaügyi Egyezményről, valamint a Konferencia 96. ülésszakán elfogadott, a halászati ágazat munkafeltételeiről szóló 188. számú Egyezményről és 199. számú Ajánlásról szóló beszámoló elfogadásáról
- 60/2008. (V. 29.) OGY határozat az állampolgári jogok országgyűlési biztosának 2007. évi tevékenységéről szóló beszámoló elfogadásáról
- 61/2008. (V. 29.) OGY határozat az adatvédelmi biztos 2007. évi tevékenységéről szóló beszámoló elfogadásáról
- 62/2008. (V. 29.) OGY határozat a nemzeti és etnikai kisebbségi jogok országgyűlési biztosának 2007. évi tevékenységéről szóló beszámoló elfogadásáról
- 63/2008. (V. 29.) OGY határozat az Országos Rádió és Televízió Testület elnökének és tagjainak megválasztásáról szóló 30/2008. (IV. 3.) OGY határozat kiegészítéséről
- 64/2008. (V. 29.) OGY határozat a Magyar Rádió Közalapítvány Kuratóriuma Elnöksége, valamint a Magyar Rádió Közalapítvány Ellenőrző Testülete tisztségviselőinek és tagjainak választásáról szóló 9/2008. (II. 28.) OGY határozat kiegészítéséről
- 65/2008. (V. 29.) OGY határozat a Magyar Televízió Közalapítvány Kuratóriuma Elnöksége tisztségviselőinek és tagjainak választásáról szóló 18/2007. (III. 14.) OGY határozat kiegészítéséről
- 66/2008. (V. 29.) OGY határozat a Hungária Televízió Közalapítvány Kuratóriuma Elnöksége, valamint a Hungária Televízió Közalapítvány Ellenőrző Testülete tisztségviselőinek és tagjainak választásáról szóló 20/2008. (III. 12.) OGY határozat kiegészítéséről
- 67/2008. (VI. 10.) OGY határozat dr. Karsai József országgyűlési képviselő mentelmi ügyében
- 68/2008. (VI. 10.) OGY határozat dr. Lázár János országgyűlési képviselő mentelmi ügyében
- 69/2008. (VI. 10.) OGY határozat dr. Lázár János országgyűlési képviselő mentelmi ügyében
- 70/2008. (VI. 10.) OGY határozat dr. Veres János országgyűlési képviselő mentelmi ügyében
- 71/2008. (VI. 10.) OGY határozat az Országgyűlés bizottságainak létrehozásáról, tisztségviselőinek és tagjainak megválasztásáról szóló 14/2006. (V. 31.) OGY határozat módosításáról
- 72/2008. (VI. 10.) OGY határozat az Állami Számvevőszék 2007. évi tevékenységéről szóló jelentés elfogadásáról
- 73/2008. (VI. 10.) OGY határozat a Stratégiai Légiszállítási Képesség programmal kapcsolatban Magyarországra települő külföldi fegyveres erők állomásozásának engedélyezéséről
- 74/2008. (VI. 13.) OGY határozat dr. Simon Miklós országgyűlési képviselő mentelmi ügyében
- 75/2008. (VI. 13.) OGY határozat az Új Magyarország Fejlesztési Terv végrehajtását felügyelő eseti bizottság tisztségviselőinek és tagjainak megválasztásáról szóló 56/2006. (XII. 20.) OGY határozat módosításáról
- 76/2008. (VI. 13.) OGY határozat országos népszavazás elrendeléséről
- 77/2008. (VI. 13.) OGY határozat a hungarikumok védelméről
- 78/2008. (VI. 13.) OGY határozat a Nemzeti Tehetség Programról
- 79/2008. (VI. 13.) OGY határozat a Magyar Távirati Iroda Zrt. 2007. évi tevékenységéről szóló beszámoló elfogadásáról
- 80/2008. (VI. 13.) OGY határozat a Magyar Honvédség önkéntes tartalékos rendszerének felülvizsgálatáról
- 81/2008. (IX. 18.) OGY határozat a Demokrácia Nemzetközi Napjáról
- 82/2008. (IX. 18.) OGY határozat az Országgyűlés bizottságainak létrehozásáról, tisztségviselőinek és tagjainak megválasztásáról szóló 14/2006. (V. 31.) OGY határozat módosításáról
- 83/2008. (IX. 18.) OGY határozat a Magyar Honvédség részletes bontású létszámáról szóló 106/2007. (XII. 6.) OGY határozat módosításáról
- 84/2008. (IX. 26.) OGY határozat Bencsik János országgyűlési képviselő mentelmi ügyében
- 85/2008. (IX. 26.) OGY határozat dr. Bóth János országgyűlési képviselő mentelmi ügyében
- 86/2008. (IX. 26.) OGY határozat dr. Deutsch-Für Tamás országgyűlési képviselő mentelmi ügyében
- 87/2008. (IX. 26.) OGY határozat Karsai Péter országgyűlési képviselő mentelmi ügyében
- 88/2008. (IX. 26.) OGY határozat dr. Lázár János országgyűlési képviselő mentelmi ügyében
- 89/2008. (IX. 26.) OGY határozat dr. Lázár János országgyűlési képviselő mentelmi ügyében
- 90/2008. (IX. 26.) OGY határozat dr. Simon Miklós országgyűlési képviselő mentelmi ügyében
- 91/2008. (IX. 26.) OGY határozat Sós Tamás országgyűlési képviselő mentelmi ügyében
- 92/2008. (IX. 26.) OGY határozat Sós Tamás országgyűlési képviselő mentelmi ügyében
- 93/2008. (IX. 26.) OGY határozat Sós Tamás országgyűlési képviselő mentelmi ügyében
- 94/2008. (IX. 26.) OGY határozat Sós Tamás országgyűlési képviselő mentelmi ügyében
- 95/2008. (IX. 26.) OGY határozat Sós Tamás országgyűlési képviselő mentelmi ügyében
- 96/2008. (IX. 26.) OGY határozat Tasó László országgyűlési képviselő mentelmi ügyében
- 97/2008. (IX. 26.) OGY határozat az Országgyűlés bizottságainak létrehozásáról, tisztségviselőinek és tagjainak megválasztásáról szóló 14/2006. (V. 31.) OGY határozat módosításáról
- 98/2008. (IX. 26.) OGY határozat a Nabucco földgázvezeték előkészítésének és megvalósításának folyamatát segítő eseti bizottság létrehozásáról
- 99/2008. (IX. 26.) OGY határozat a „Fogyasztóvédelmi eseti bizottság” létrehozásáról szóló 12/2007. (III. 7.) OGY határozat módosításáról
- 100/2008. (IX. 26.) OGY határozat a Gazdasági Versenyhivatal 2007. évi tevékenységéről és a versenytörvény alkalmazása során szerzett, a verseny tisztaságának és szabadságának érvényesülésével kapcsolatos tapasztalatokról szóló jelentés elfogadásáról
- 101/2008. (IX. 26.) OGY határozat az egy magyar vezetésű afganisztáni tartományi újjáépítési csoport létesítéséről és működésének előkészítéséről szóló 2115/2006. (VI. 29.) Korm. határozat módosításáról szóló kormánydöntésről szóló beszámoló elfogadásáról
- 102/2008. (IX. 26.) OGY határozat az afganisztáni Nemzetközi Biztonsági Közreműködő Erők (ISAF) műveleteiben történő magyar katonai részvétel engedélyezéséről szóló kormánydöntésről szóló beszámoló elfogadásáról
- 103/2008. (IX. 26.) OGY határozat a NATO irányítású balkáni katonai béketámogató műveletekben részt vevő nemzetközi erőkben történő magyar katonai részvételről szóló beszámoló elfogadásáról
- 104/2008. (X. 3.) OGY határozat országgyűlési biztos választásáról
- 105/2008. (X. 3.) OGY határozat az Országgyűlés bizottságainak létrehozásáról, tisztségviselőinek és tagjainak megválasztásáról szóló 14/2006. (V. 31.) OGY határozat módosításáról
- 106/2008. (X. 3.) OGY határozat a Nabucco földgázvezeték előkészítésének és megvalósításának folyamatát segítő eseti bizottság tisztségviselőinek és tagjainak megválasztásáról
- 107/2008. (X. 3.) OGY határozat' az államháztartásról szóló 1992. évi XXXVIII. törvény 22. § (2) bekezdése alapján az M3 Nyíregyháza-Vásárosnamény közötti szakaszának koncesszióba adására vonatkozó közbeszerzési eljárás megkezdéséhez szükséges országgyűlési felhatalmazás megadásáról
- 108/2008. (X. 10.) OGY határozat az Országgyűlés bizottságainak létrehozásáról, tisztségviselőinek és tagjainak megválasztásáról szóló 14/2006. (V. 31.) OGY határozat módosításáról
- 109/2008. (X. 10.) OGY határozat a Közbeszerzések Tanácsának a közbeszerzések tisztaságával és átláthatóságával kapcsolatos tapasztalatairól, valamint a 2007. január 1.-december 31. közötti időszakban végzett tevékenységéről szóló beszámoló elfogadásáról
- 110/2008. (X. 10.) OGY határozat az e-Befogadásról, a Magyarországon kialakult informatikai szakadék csökkentése érdekében
- 111/2008. (X. 10.) OGY határozat az „e-Befogadásügyi eseti bizottság a magyarországi digitális szakadék csökkentéséért” létrehozásáról
- 112/2008. (X. 17.) OGY határozat a Kutatási és innovációs eseti bizottság tisztségviselőinek és tagjainak megválasztásáról szóló 61/2007. (VI. 27.) OGY határozat módosításáról
- 113/2008. (X. 17.) OGY határozat az „e-Befogadásügyi eseti bizottság a magyarországi digitális szakadék csökkentéséért” elnevezésű eseti bizottság tisztségviselőinek és tagjainak megválasztásáról
- 114/2008. (X. 17.) OGY határozat az Országgyűlés bizottságainak létrehozásáról, tisztségviselőinek és tagjainak megválasztásáról szóló 14/2006. (V. 31.) OGY határozat módosításáról
- 115/2008. (XI. 6.) OGY határozat az Országgyűlés bizottságainak létrehozásáról, tisztségviselőinek és tagjainak megválasztásáról szóló 14/2006. (V. 31.) OGY határozat módosításáról
- 116/2008. (XI. 6.) OGY határozat a második Nemzeti Környezetvédelmi Program 2005-2006. évi végrehajtásáról szóló jelentés elfogadásáról
- 117/2008. (XI. 6.) OGY határozat az agrárgazdaság 2007. évi helyzetéről szóló jelentés elfogadásáról
- 118/2008. (XI. 19.) OGY határozat országos népszavazásról
- 119/2008. (XI. 28.) OGY határozat Meggyes Tamás országgyűlési képviselő mentelmi ügyében
- 120/2008. (XI. 28.) OGY határozat Meggyes Tamás országgyűlési képviselő mentelmi ügyében
- 121/2008. (XI. 28.) OGY határozat a Hungária Televízió Közalapítvány Kuratóriuma Elnöksége, valamint a Hungária Televízió Közalapítvány Ellenőrző Testülete tisztségviselőinek és tagjainak választásáról szóló 20/2008. (III. 12.) OGY határozat módosításáról
- 122/2008. (XI. 28.) OGY határozat a hízott kacsából és libából előállított termékek védelméről
- 123/2008. (XII. 3.) OGY határozat az Országgyűlés bizottságainak létrehozásáról, tisztségviselőinek és tagjainak megválasztásáról szóló 14/2006. (V. 31.) OGY határozat módosításáról
- 124/2008. (XII. 3.) OGY határozat a Magyar Honvédség önkéntes tartalékos rendszerének felülvizsgálatáról szóló 80/2008. (VI. 13.) OGY határozat alapján elvégzett vizsgálat elfogadásáról és a kapcsolódó feladatokról
- 125/2008. (XII. 3.) OGY határozat a Magyar Köztársaság polgárai személyes adatainak biztonságát, valamint egyes állami szerveket, közszereplőket érintő információszerzési, vagy más néven „árnyék-titkosszolgálati” botrány körülményeit és az ügy kezelésének anomáliáit vizsgáló bizottság létrehozásáról
- 126/2008. (XII. 4.) OGY határozat' a Nemzeti Tehetség Program elfogadásáról, a Nemzeti Tehetség Program finanszírozásának elveiről, valamint a Nemzeti Tehetségügyi Koordinációs Fórum létrehozásának és működésének elveiről
- 127/2008. (XII. 11.) OGY határozat a Kutatási és innovációs eseti bizottság tisztségviselőinek és tagjainak megválasztásáról szóló 61/2007. (VI. 27.) OGY határozat módosításáról
- 128/2008. (XII. 17.) OGY határozat a Nabucco földgázvezeték előkészítésének és megvalósításának folyamatát segítő eseti bizottság jelentésének elfogadásáról, a Nabucco gázvezeték megépítésének támogatásáról, valamint a Nemzetközi Nabucco Védnöki Testület felállításáról
- 129/2008. (XII. 17.) OGY határozat a mezőgazdasági és élelmiszeripari termékekkel kapcsolatos etikus kereskedői magatartás kidolgozásáról
- 130/2008. (XII. 17.) OGY határozat a Szülőföld Alap 2007. évi tevékenységéről és működéséről szóló beszámoló elfogadásáról

### Egyéb fontosabb jogszabályok

#### Fontosabb miniszteri rendeletek

##### Január
- 1/2008. (I. 4.) EüM rendelet Az emberen végzett orvostudományi kutatásokról szóló 23/2002. (V. 9.) EüM rendelet módosításáról
- 1/2008. (I. 4.) FVM rendelet A történelmi bázis jogosultságról szóló 106/2007. (IX. 24.) FVM rendelet módosításáról
- 2/2008. (I. 4.) FVM rendelet A szalmonellózis elleni védekezés egyes szabályairól
- 2/2008. (I. 8.) EüM rendelet A gyógyszertárban forgalmazható, valamint kötelezően készletben tartandó termékekről
- 1/2008. (I. 8.) IRM rendelet A közalkalmazottak jogállásáról szóló 1992. évi XXXIII. törvénynek a büntetés-végrehajtás szerveinél történő végrehajtásáról szóló 7/1993. (III. 9.) IM rendelet, valamint a közalkalmazottak jogállásáról szóló 1992. évi XXXIII. törvénynek a belügyminiszter ágazati irányítása alá tartozó szerveknél történő végrehajtásáról szóló 62/1997. (XI. 7.) BM rendelet módosításáról
- 3/2008. (I. 11.) EüM rendelet A kozmetikai termékek biztonságosságáról, gyártási, forgalmazási feltételeiről és közegészségügyi ellenőrzéséről szóló 40/2001. (XI. 23.) EüM rendelet módosításáról
- 3/2008. (I. 11.) FVM rendelet A szőlőtermelési potenciálra, a szőlőültetvények szerkezetátalakítására és -átállítására vonatkozó szabályozásról szóló 7/2007. (I.30.) FVM rendelet módosításáról
- 1/2008. (I. 11.) KvVM rendelet Az állami tulajdonú közüzemi vízműből szolgáltatott ivóvízért, illetőleg az állami tulajdonú közüzemi csatornamű használatáért fizetendő díjakról szóló 47/1999. (XII. 28.) KHVM rendelet módosításáról
- 1/2008. (I. 11.) ÖTM rendelet Az Európai Közösségi jog hatálya alá tartozó, feltétel nélkül elismerésre kerülő okleveles építészmérnöki oklevelek megnevezéséről és az ezen okiratok birtokosaival azonos jogállású személyek köréről
- 2/2008. (I. 11.) ÖTM–PM együttes rendelet A 2007–2013 időszakban az Európai Regionális Fejlesztési Alapból, az Európai Szociális Alapból és a Kohéziós Alapból származó támogatások felhasználásának általános eljárási szabályairól szóló 16/2006. (XII. 28.) MeHVM–PM együttes rendelet módosításáról
- 3/2008. (I. 11.) ÖTM rendelet A közalkalmazottak jogállásáról szóló 1992. évi XXXIII. törvénynek a belügyminiszter ágazati irányítása alá tartozó szerveknél történő végrehajtásáról szóló 62/1997. (XI. 7.) BM rendelet módosításáról
- 1/2008. (I. 12.) MNB rendelet A „Teller Ede születésének 100. évfordulója” emlékérme kibocsátásáról
- 4/2008. (I. 12.) FVM rendelet Bizonyos élelmiszerek aflatoxinnal való szennyeződésének kockázata miatti különleges feltételekről
- 2/2008. (I. 12.) IRM rendelet A közúti közlekedési igazgatási feladatokról, a közúti közlekedési okmányok kiadásáról és visszavonásáról szóló 35/2000. (XI.30.) BM rendelet módosításáról
- 4/2008. (I. 12.) ÖTM rendelet A Csongrád megyei cigány területi kisebbségi önkormányzati képviselők 2008. február 17. napjára kitűzött időközi választása eljárási határidőinek éshatárnapjainak megállapításáról
- 2/2008. (I. 16.) MNB rendelet A „Hunyadi Mátyás trónra lépésének 550. évfordulója” emlékérme kibocsátásáról
- 4/2008. (I. 16.) EüM rendelet Az Európai Közösségi jog hatálya alá tartozó, feltétel nélkül elismerésre kerülő egyes egészségügyi oklevelek, bizonyítványok és a képesítés megszerzéséről szóló egyéb tanúsítványok megnevezéséről és az ezen okiratok birtokosaival azonos jogállású személyek köréről
- 3/2008. (I. 16.) IRM rendelet A Rendőrség nyomozó hatóságainak hatásköréről és illetékességéről
- 2/2008. (I. 16.) KvVM rendelet A légszennyezettségi agglomerációk és zónák kijelöléséről szóló 4/2002. (X. 7.) KvVM rendelet módosításáról
- 5/2008. (I. 17.) FVM rendelet A növényegészségügyi feladatok végrehajtásának részletes szabályairól szóló 7/2001. (I. 17.) FVM rendelet módosításáról
- 6/2008. (I. 17.) FVM rendelet A Magyar Élelmiszerkönyv közösségi előírások átvételét megvalósító kötelező előírásairól szóló 56/2004. (IV. 24.) FVM rendelet módosításáról
- 1/2008. (I. 17.) PM rendelet a Start-számlával, kincstári letéti Start-számlával rendelkező gyermek magasabb összegű állami támogatásra való jogosultságának igazolásáról
- 7/2008. (I. 19.) FVM rendelet Az Európai Mezőgazdasági Vidékfejlesztési Alapból ültetvények korszerűsítéséhez, telepítéséhez nyújtandó támogatások részletes feltételeiről szóló 75/2007. (VII. 27.) FVM rendelet módosításáról
- 5/2008. (I. 22.) ÖTM rendelet A választási eljárásról szóló 1997. évi C. törvénynek az országos népszavazáson történő végrehajtásáról
- 8/2008. (I. 23.) FVM rendelet A földművelésügyi ágazathoz tartozó szakképesítések szakmai és vizsga-követelményei kiadásáról
- 5/2008. (I. 24.) EüM rendelet A gyógyászati segédeszközök társadalombiztosítási támogatásba történő befogadásáról, támogatással történő rendeléséről, forgalmazásáról, javításáról és kölcsönzéséről szóló 14/2007. (III.14.) EüM rendelet módosításáról
- 9/2008. (I. 24.) FVM rendelet Az Európai Mezőgazdasági Vidékfejlesztési Alapból nyújtandó, a vidéki gazdaság és lakosság számára nyújtott alapszolgáltatások körében a kistérségi közlekedési szolgáltatások fejlesztésére igénybe vehető támogatások részletes feltételeiről
- 6/2008. (I. 24.) ÖTM rendelet A 2008. március 9. napjára kitűzött országos népszavazás eljárási határidőinek és határnapjainak megállapításáról
- 7/2008. (I. 24.) ÖTM rendelet A 2008. évi országos népszavazások költségeinek normatíváiról, tételeiről, elszámolási és belső ellenőrzési rendjéről
- 10/2008. (I. 30.) FVM rendelet A piaci árinformációs rendszer működtetéséről és az ehhez kapcsolódó feladatokról szóló 173/2004. (XII. 30.) FVM rendelet módosításáról
- 1/2008. (I. 30.) HM rendelet A hivatásos és szerződéses katonai szolgálat létesítéséről, módosításáról, megszüntetéséről, tartalmáról, valamint az integrált személyügyi igazgatás és egységes nyilvántartás rendjéről szóló 10/2002. (III. 5.) HM rendelet módosításáról
- 2/2008. (I. 30.) HM rendelet A Honvédelmi Minisztérium rendelkezése alatt lévő lakások és helyiségek bérletéről, elidegenítéséről, valamint a lakhatás támogatásáról szóló 6/1994. (IV. 30.) HM rendelet módosításáról
- 3/2008. (I. 30.) HM rendelet A Magyar Honvédség élelmezési ellátásáról szóló 22/2006. (VIII.8.) HM rendelet módosításáról
- 2/2008. (I. 30.) PM–ÖTM együttes rendelet A helyi önkormányzatokat és a többcélú kistérségi társulásokat 2008. évben egyes központi költségvetési kapcsolatokból megillető forrásokról
- 1/2008. (I. 31.) OKM rendelet A szakirányú továbbképzés szervezésének általános feltételeiről szóló 10/2006. (IX. 25.) OKM rendelet módosításáról

##### Február
- 6/2008. (II. 5.) EüM–KvVM együttes rendelet Az egyes veszélyes anyagokkal, illetve veszélyes készítményekkel kapcsolatos egyes tevékenységek korlátozásáról szóló 41/2000. (XII. 20.) EüM–KöM együttes rendelet módosításáról
- 3/2008. (II. 5.) KvVM rendelet A természetvédelmi kezelési tervek készítésére, készítőjére és tartalmára vonatkozó szabályokról
- 8/2008. (II. 5.) ÖTM–FVM együttes rendelet Az Európai Regionális Fejlesztési Alapból, az Európai Szociális Alapból, a Kohéziós Alapból, az Európai Mezőgazdasági Orientációs és Garancia Alapból, valamint a Halászati Orientációs Pénzügyi Eszközből származó támogatásokhoz kapcsolódó egyes fejezeti kezelésű előirányzatok felhasználásának rendjéről szóló 21/2007. (VIII. 23.) MeHVM–FVM együttes rendelet módosításáról
- 7/2008. (II. 7.) EüM rendelet Az egészségügyi szolgáltatások nyújtásához szükséges szakmai minimumfeltételekről szóló 60/2003.(X.20.) ESZCSM rendelet módosításáról
- 4/2008. (II. 7.) IRM rendelet A bírósági végrehajtási eljárásban közreműködő jogi képviselő díjazásáról szóló 12/1994.(IX. 8.) IM rendelet módosításáról
- 1/2008. (II. 8.) GKM rendelet Az egyes ipari, kereskedelmi és idegenforgalmi tevékenységek gyakorlásához szükséges képesítésekről szóló 5/1997. (III. 5.) IKIM rendelet módosításáról
- 2/2008. (II. 8.) OKM rendelet A kerettantervek kiadásának és jóváhagyásának rendjéről, valamint egyes oktatási jogszabályok módosításáról szóló 17/2004. (V.20.) OM rendelet módosításáról
- 3/2008. (II. 14.) MNB rendelet A „Telefonhírmondó” emlékérme kibocsátásáról
- 11/2008. (II. 14.) FVM rendelet Az Európai Mezőgazdasági Vidékfejlesztési Alapból ültetvények korszerűsítéséhez, telepítéséhez nyújtandó támogatások részletes feltételeiről szóló 75/2007. (VII. 27.) FVM rendelet módosításáról
- 12/2008. (II. 14.) FVM rendelet Az egyes Brucella fajok elleni védekezés részletes szabályairól
- 4/2008. (II. 14.) KvVM rendelet Egyes környezetvédelmi és vízügyi előirányzatok felhasználásának és ellenőrzésének szabályairól
- 13/2008. (II. 15.) FVM rendelet Az Európai Mezőgazdasági Vidékfejlesztési Alapból nyújtandó vidékfejlesztési támogatásról szóló 1698/2005/EK tanácsi rendelet 3. és 4. tengelyének keretében megalakuló helyi akciócsoportok elismerési rendjével kapcsolatos egyes kérdésekről szóló 93/2007. (VIII. 29.) FVM rendelet alapján előzetesen elismert helyi közösségek tervezési folyamatával, és a LEADER csoportok kiválasztásával kapcsolatos egyes kérdésekről szóló 147/2007. (XII. 4.) FVM rendelet módosításáról
- 14/2008. (II. 15.) FVM rendelet Az Európai Mezőgazdasági Garancia Alapból finanszírozott egységes területalapú támogatásokhoz (SAPS) kapcsolódó 2007. évi kiegészítő nemzeti támogatások (top up) igénybevételével kapcsolatos egyes kérdésekről szóló 29/2007. (IV. 20.) FVM rendelet módosításáról
- 15/2008. (II. 15.) FVM rendelet A hagyományos különleges terméknek minősülő mezőgazdasági termékek és élelmiszerek elismerésének és ellenőrzésének rendjéről
- 16/2008. (II. 15.) FVM–SZMM együttes rendelet A nyers tej vizsgálatáról
- 2/2008. (II. 18.) GKM rendelet Az egyes fejezeti kezelésű előirányzatokkal kapcsolatos eljárási rendről
- 5/2008. (II. 18.) IRM rendelet A helyszíni bírságolás részletes szabályairól szóló 10/2000. (II. 23.) BM rendelet módosításáról
- 17/2008. (II. 19.) FVM rendelet Az Európai Mezőgazdasági Vidékfejlesztési Alapból a szaktanácsadási szolgáltatások igénybevételéhez nyújtandó támogatások részletes feltételeiről szóló 52/2007. (VI. 28.) FVM rendelet módosításáról
- 18/2008. (II. 19.) FVM rendelet A 2007. évben aszálykárt szenvedett mezőgazdasági termelők kedvezményes hitelhez jutási lehetőségéről szóló 135/2007. (XI. 14.) FVM rendelet módosításáról
- 19/2008. (II. 19.) FVM rendelet A zöldség-gyümölcs termelői csoportok és termelői szervezetek nemzeti szabályozásáról
- 5/2008. (II. 19.) KvVM rendelet A Bél-kő természetvédelmi terület létesítéséről
- 3/2008. (II. 19.) OKM rendelet A helyi önkormányzatok által fenntartott múzeumok szakmai támogatásáról
- 4/2008. (II. 19.) OKM rendelet A nemzetiségi nevelési, oktatási feladatokhoz nyújtott kiegészítő támogatás igénylésének, döntési rendszerének, folyósításának és elszámolásának rendjéről
- 20/2008. (II. 21.) FVM rendelet A szántóföldi növényfajok vetőmagjainak előállításáról és forgalomba hozataláról szóló 48/2004. (IV. 21.) FVM rendelet módosításáról
- 3/2008. (II. 21.) GKM rendelet Az egyetemes elektronikus hírközlési szolgáltató kijelölésére vonatkozó szabályokról szóló 3/2004. (III. 4.) IHM rendelet módosításáról és a bérelt-vonali szolgáltatási piacon jelentős piaci erővel rendelkező szolgáltató bérelt-vonali szolgáltatási kötelezettségeinek feltételeiről szóló 8/2003. (VI. 20.) IHM rendelet hatályon kívül helyezéséről
- 5/2008. (II. 21.) OKM rendelet A határon átnyúló szolgáltatást nyújtó nyilatkozatáról
- 9/2008. (II. 22.) ÖTM rendelet az Országos tűzvédelmi szabályzat kiadásáról
- 3/2008. (II. 26.) PM rendelet a hitelintézetek által a Pénzügyi Szervezetek Állami Felügyelete részére szolgáltatandó adatok köréről és az adatszolgáltatás módjáról
- 22/2008. (II. 28.) FVM rendelet Az egységes területalapú támogatási rendszer alapján támogatásra jogosult mezőgazdasági termelőknek nyújtott, az Európai Mezőgazdasági Garancia Alapból finanszírozott, elkülönített zöldség-gyümölcs támogatásról
- 4/2008. (II. 29.) GKM rendelet A belföldi közforgalmú menetrend szerinti vasúti személyszállítás és helyközi (távolsági) autóbusz-közlekedés, valamint a nevelési-oktatási intézmények által rendelt belföldi autóbusz különjáratok legmagasabb díjairól szóló 48/2007. (IV. 26.) GKM rendelet módosításáról
- 4/2008. (II. 29.) HM rendelet A kegyeleti gondoskodásról és az ehhez kapcsolódó egyes szociális feladatokról
- 5/2008. (II. 29.) HM rendelet A honvédelmi ágazat katasztrófák elleni védekezésének irányításáról és feladatairól szóló 23/2005. (VI. 16.) HM rendelet módosításáról
- 4/2008. (II. 29.) PM rendelet A kincstári rendszer működésével kapcsolatos pénzügyi szolgáltatások teljesítésének rendjéről szóló 36/1999. (XII. 27.) PM rendelet módosításáról
- 1/2008. (II. 29.) SZMM rendelet A kollektív szerződések bejelentésének és nyilvántartásának részletes szabályairól szóló 2/2004. (I. 15.) FMM rendelet módosításáról

##### Március
- 5/2008. (III. 1.) GKM rendelet A földgáz közüzemi díjainak megállapításáról szóló 96/2003. (XII. 18.) GKM rendelet, valamint a földgáz rendszerhasználati díjak megállapításáról szóló 70/2003. (X. 28.) GKM rendelet módosításáról
- 6/2008. (III. 1.) IRM rendelet A bírósági végrehajtásra vonatkozó egyes igazságügy-miniszteri rendeletek módosításáról, valamint a költségmentesség szabályainak alkalmazásáról
- 11/2008. (III. 1.) ÖTM rendelet A választási eljárásról szóló 1997. évi C. törvénynek az országos népszavazási kezdeményezésen és az országos népi kezdeményezésen történő végrehajtásáról
- 8/2008. (III. 4.) EüM rendelet A gyógyászati segédeszközök társadalombiztosítási támogatásba történő befogadásáról, támogatással történő rendeléséről, forgalmazásáról, javításáról és kölcsönzéséről szóló 14/2007. (III. 14.) EüM rendelet és a gyógyászati segédeszközök forgalmazásának, javításának, kölcsönzésének szakmai követelményeiről szóló 7/2004. (XI. 23.) EüM rendelet módosításáról
- 23/2008. (III. 4.) FVM rendelet A madárinfluenza elleni védekezés részletes szabályairól szóló 143/2007. (XII. 4.) FVM rendelet módosításáról
- 6/2008. (III. 5.) OKM rendelet A Nemzeti Kulturális Alapról szóló 1993. évi XXIII. törvény végrehajtásáról szóló 9/2006. (V. 9.) NKÖM rendelet módosításáról
- 7/2008. (III. 5.) OKM rendelet A helyi önkormányzatok részére a hivatásos önkormányzati zenekarok és énekkarok működésére adható 2008. évi támogatások igénybevételének rendjéről
- 12/2008. (III. 5.) ÖTM–OKM együttes rendelet A helyi önkormányzatok egységes irattári tervének kiadásáról szóló 12/2006. (XII. 18.) ÖTM rendelet módosításáról
- 24/2008. (III. 7.) FVM rendelet A gabona intervenciójáról
- 25/2008. (III. 7.) FVM rendelet Az Európai Mezőgazdasági Vidékfejlesztési Alapból a kertészet korszerűsítéséhez nyújtandó támogatások részletes feltételeiről
- 26/2008. (III. 7.) FVM rendelet Az Európai Mezőgazdasági Vidékfejlesztési Alapból a kertészeti gépek, technológiai berendezések beszerzéséhez nyújtandó támogatások részletes feltételeiről
- 6/2008. (III. 7.) GKM rendelet a Gazdasági és Közlekedési Minisztérium egyes fejezeti kezelésű előirányzataiból finanszírozott, állami támogatásnak minősülő felhasználások általános szabályairól
- 6/2008. (III. 11.) HM rendelet A hivatásos és szerződéses katonai beosztással járó munkakörök megállapításáról
- 8/2008. (III. 18.) GKM rendelet az állami tulajdonba tartozó országos közlekedési hálózattal, valamint az országos közlekedési hálózat fejlesztésével összefüggő egyes feladatok ellátásáról, továbbá a közlekedési hálózat finanszírozási célokat szolgáló egyes fejezeti kezelésű előirányzatok felhasználásának szabályairól
- 12/2008. (III. 28.) GKM rendelet A felügyeleti díj mértékéről és a felügyeleti díjjal kapcsolatos adatszolgáltatásról és hatósági feladatokról szóló 15/2004. (IV. 24.) IHM rendelet módosításáról
- 8/2008. (III. 28.) KvVM rendelet A 2008. évi lakossági víz- és csatornaszolgáltatás támogatás igénylésének és elbírálásának részletes feltételeiről, valamint az egészséges ivóvízzel való ellátás ideiglenes módozatainak ellentételezéséről
- 16/2008. (III. 28.) ÖTM rendelet Az önkormányzatok és jogi személyiségű társulásaik európai uniós fejlesztési pályázatai saját forrás kiegészítése 2008. évi támogatásának rendjéről
- 17/2008. (III. 28.) ÖTM rendelet A 2006. tavaszi ár- és belvíz miatti károk pótlólagos enyhítéséről
- 18/2008. (III. 28.) ÖTM rendelet A kistelepülési iskolák és a körjegyzőségek tárgyi feltételeinek javításával, valamint közösségi buszok beszerzésével kapcsolatos egyszeri költségvetési támogatás igénybevételének részletes feltételeiről
- 19/2008. (III. 28.) ÖTM rendelet A katasztrófavédelmi szerveknél és a hivatásos önkormányzati tűzoltóságoknál rendszeresített hivatásos beosztások meghatározásáról
- 20/2008. (III. 28.) ÖTM rendelet A települések polgári védelmi besorolásáról szóló 18/1996. (VII. 25.) BM rendelet módosításáról
- 6/2008. (III. 28.) PM rendelet A Vám- és Pénzügyőrségről szóló törvény végrehajtásáról szóló 24/2004. (IV. 23.) PM rendelet módosításáról és egyes PM rendeletek hatályon kívül helyezéséről
- 7/2008. (III. 28.) PM rendelet A Rendkívüli beruházási tartalék előirányzat átcsoportosításának rendjéről szóló 9/2006.(III.23.)PM rendelet módosításáról
- 38/2008. (III. 29.) FVM rendelet Az Európai Mezőgazdasági Vidékfejlesztési Alapból a mezőgazdasági energiafelhasználás megújuló energiaforrásokból történő előállításához nyújtandó támogatások részletes feltételeiről szóló 78/2007. (VII. 30.) FVM rendelet módosításáról
- 39/2008. (III. 29.) FVM rendelet Az Európai Mezőgazdasági Garancia Alapból finanszírozott egységes területalapú támogatás (SAPS) 2008. évi igénybevételével kapcsolatos egyeskérdésekről
- 9/2008. (III. 29.) OKM rendelet Az esélyegyenlőséget, felzárkóztatást segítő támogatások igénylésének, döntési rendszerének, folyósításának, elszámolásának és ellenőrzésének részletes szabályairól
- 10/2008. (III. 29.) OKM rendelet A szakmai vizsgák lebonyolítására nyújtott támogatás igénylésének, folyósításának és elszámolásának rendjéről
- 11/2008. (III. 29.) OKM rendelet A minőségbiztosítás, mérés, értékelés, ellenőrzés támogatása és a teljesítmény motivációs pályázati alap igénylésének, döntési rendszerének, folyósításának, elszámolásának és ellenőrzésének részletes szabályairól
- 12/2008. (III. 29.) OKM–PM együttes rendelet A mozgóképszakmai hatóság szervezetének, működésének és eljárásának részletes szabályairól
- 4/2008. (III. 31.) MNB rendelet A jegybanki alapkamat mértékéről
- 13/2008. (III. 31.) GKM–PM együttes rendelet A gépjármű regisztrációs adójának egyedi adó-megállapítási díjáról, valamint az annak megfizetésére vonatkozó egyéb eljárási szabályokról
- 8/2008. (III. 31.) PM–HM együttes rendelet A katonai lajstromjelű légi járműben felhasznált üzemanyag petróleum, illetve az Észak-atlanti Szerződés tagállamainak és a Békepartnerség más részt vevő államainak Magyarországon tartózkodó fegyveres erői és polgári állománya által felhasznált üzemanyagok adómentes beszerzésének, nyilvántartásának és elszámolásának, az ilyen célra kitárolt üzemanyag utáni felfüggesztett adó-megállapítási és adófizetési kötelezettség alóli végleges mentesülés részletes szabályairól, valamint a külföldi államok fegyveres erőinek ellátását végző szervezet jövedéki nyilvántartásának vezetésére vonatkozó előírásokról
- 2/2008. (III. 31.) SZMM rendelet A szociális és munkaügyi miniszter felügyelete alá tartozó fejezeti kezelésű előirányzatok felhasználásáról, valamint egyes szociális szolgáltatások 2008. évi kiegészítő támogatásáról

##### Április
- 5/2008. (IV. 3.) MNB rendelet A „XXIX. nyári olimpiai játékok” emlékérme kibocsátásáról
- 40/2008. (IV. 3.) FVM–SZMM együttes rendelet Az élelmiszerek jelöléséről szóló 19/2004.(II.26.) FVM–ESZCSM– GKM együttesrendelet módosításáról
- 41/2008. (IV. 3.) FVM rendelet A rendezett piaci kapcsolatok kialakítása érdekében nyújtott csekély összegű (de minimis) támogatásról
- 14/2008. (IV. 3.) GKM rendelet A bányászati hulladékok kezeléséről
- 15/2008. (IV. 3.) GKM rendelet A gazdasági és közlekedési miniszter hatáskörébe tartozó szakképesítések szakmai és vizsgakövetelményeinek kiadásáról
- 42/2008. (IV. 4.) FVM rendelet Az Európai Mezőgazdasági Garancia Alapból finanszírozott egységes területalapú támogatásokhoz (SAPS) kapcsolódó 2008. évi kiegészítő nemzeti támogatások (top up) igénybevételével kapcsolatos egyes kérdésekről
- 43/2008. (IV. 4.) FVM rendelet A tehéntej termékpálya szabályozásában alkalmazott kvótarendszerről
- 13/2008. (IV. 8.) EüM rendelet A fertőző betegségek és a járványok megelőzése érdekében szükséges járványügyi intézkedésekről szóló 18/1998. (VI.3.) NM rendelet módosításáról
- 21/2008. (IV. 8.) ÖTM rendelet Az Új Magyarország Fejlesztési Tervben szereplő Regionális Fejlesztés Operatív Programokra meghatározott előirányzatok felhasználásának állami támogatási szempontú szabályairól szóló 19/2007.(VII. 30.) MeHVM rendelet módosításáról
- 44/2008. (IV. 10.) FVM rendelet Az Európai Mezőgazdasági Vidékfejlesztési Alapból nyújtandó vidékfejlesztési támogatásról szóló 1698/2005/EK tanácsi rendelet 59.cikke szerinti készségek elsajátítására, ösztönzésére és végrehajtására igénybe vehető támogatás részletes feltételeiről szóló 79/2007. (VII. 30.) FVM rendelet módosításáról
- 9/2008. (IV. 10.) KvVM rendelet A Lázbérci Tájvédelmi Körzet bővítéséről
- 13/2008. (IV. 10.) OKM rendelet A XX. Oktatási és Kulturális Minisztérium költségvetési fejezethez tartozó fejezeti kezelésű előirányzatok 2008. évi felhasználásának szabályairól
- 14/2008. (IV. 10.) OKM rendelet A 2001. évi C.törvény III. részének hatálya alá tartozó, végbizonyítványnak minősülő képzések és bizonyítványok felsorolásáról szóló 35/2007.(XI. 13.) OKM rendelet módosításáról
- 22/2008. (IV. 10.) ÖTM rendelet Az állami sportcélú támogatások felhasználásáról és elosztásáról
- 9/2008. (IV. 10.) PM–SZMM együttes rendelet A személyi jövedelemadó meghatározott részében az adózó rendelkezése szerint részesített kedvezményezetteknek átutalt összeg felhasználásáról szóló közlemény formai és tartalmi követelményeiről
- 45/2008. (IV. 11.) FVM rendelet A dísznövény szaporítóanyagok forgalomba hozataláról
- 9/2008. (IV. 15.) HM rendelet A Honvéd Vezérkar főnökét, a katonai nemzetbiztonsági szolgálatok főigazgatóit, illetve azok helyetteseit megillető vezetői juttatásokról
- 7/2008. (IV. 15.) IRM rendelet A cégbejegyzési eljárás és cégnyilvántartás egyes kérdéseiről szóló 21/2006. (V. 18.) IM rendelet módosításáról
- 3/2008. (IV. 15.) SZMM rendelet A szociális módszertani intézmények kijelöléséről és feladatairól, valamint a szociális szolgáltatók, intézmények engedélyezési eljárásának szakértői díjáról
- 14/2008. (IV. 17.) EüM rendelet A humán-egészségügy, humán gyógyszergyártás területén, és az emberi testtel közvetlenül érintkező vegyi anyagok esetében géntechnológiai tevékenység végzését engedélyező géntechnológiai hatóság, valamint a mezőgazdaság és az élelmiszeripar területén, illetve egyéb ipari célú felhasználás esetében géntechnológiai tevékenység végzését engedélyező eljárásban közreműködő géntechnológiai szakhatóság kijelöléséről
- 15/2008. (IV. 17.) EüM rendelet A kémiai biztonsággal kapcsolatos nemzeti hatóság kijelöléséről, valamint a hatóság nemzetközi kapcsolattartásának rendjéről szóló 46/2004. (IV. 29.) ESZCSM rendelet módosításáról
- 46/2008. (IV. 17.) FVM rendelet A szőlő- és gyümölcsös ültetvényekben felhasznált gázolajhoz nyújtott csekély összegű (de minimis) támogatásról
- 47/2008. (IV. 17.) FVM rendelet Az Európai Mezőgazdasági Vidékfejlesztési Alapból a mezőgazdasági termékek értéknöveléséhez nyújtandó támogatások részletes feltételeiről
- 48/2008. (IV. 22.) FVM rendelet A Nemzeti Vidékfejlesztési Terv alapján az Európai Unió által társfinanszírozott mezőgazdasági területek erdősítéséhez nyújtott támogatás igénybevételének részletes szabályairól szóló 132/2004. (IX. 11.) FVM rendelet módosításáról
- 8/2008. (IV. 22.) IRM rendelet A Rendőrség és a Határőrség integrációjával összefüggő és más miniszteri rendeletek módosításáról és hatályon kívül helyezéséről
- 23/2008. (IV. 22.) ÖTM rendelet A helyi önkormányzatok és a többcélú kistérségi társulások létszámcsökkentési döntéseivel kapcsolatos egyszeri költségvetési támogatás igénylésének, döntési rendszerének, folyósításának és elszámolásának részletes feltételeiről szóló 15/2008.(III. 27.) ÖTM rendelet módosításáról
- 10/2008. (IV. 22.) PM–ÖTM együttes rendelet A helyi önkormányzatokat és a többcélú kistérségi társulásokat 2008. évben egyes központi költségvetési kapcsolatokból megillető forrásokról szóló 2/2008. (I. 30.) PM–ÖTM együttes rendelet módosításáról
- 4/2008. (IV. 22.) SZMM rendelet A regionális fejlesztési és képzési bizottságok működéséről
- 5/2008. (IV. 22.) SZMM rendelet A települési önkormányzat részére szociális nyári gyermekétkeztetés céljából nyújtott támogatás igénylésének, folyósításának és elszámolásának részletes szabályairól
- 49/2008. (IV. 23.) FVM rendelet Az Európai Mezőgazdasági Vidékfejlesztési Alapból a fiatal mezőgazdasági termelők számára nyújtandó támogatások részletes feltételeiről szóló 67/2007. (VII. 26.) FVM rendelet módosításáról
- 6/2008. (IV. 23.) SZMM rendelet Egyes foglalkoztatási tárgyú miniszteri rendeletek módosításáról
- 16/2008. (IV. 24.) EüM rendelet A közúti járművezetők egészségi alkalmasságának megállapításáról szóló 13/1992. (VI. 26.) NM rendelet módosításáról
- 17/2008. (IV. 24.) EüM rendelet A szakmai kollégiumokról szóló 20/2004. (III. 31.) ESZCSM rendelet módosításáról
- 50/2008. (IV. 24.) FVM rendelet Az egységes területalapú támogatások és egyes vidékfejlesztési támogatások igényléséhez teljesítendő „Helyes Mezőgazdasági és Környezeti Állapot” fenntartásához szükséges feltételrendszer, valamint az állatok állategységre való átváltási arányának meghatározásáról
- 51/2008. (IV. 24.) FVM rendelet A Nemzeti Vidékfejlesztési Terv alapján a központi költségvetés, valamint az Európai Mezőgazdasági Orientációs és Garancia Alap Garancia Részlege társfinanszírozásában megvalósuló agrár-környezetgazdálkodási támogatások igénybevételének részletes szabályairól szóló 150/2004. (X. 12.) FVM rendelet módosításáról
- 52/2008. (IV. 24.) FVM rendelet A borok előállításáról szóló 99/2004. (VI. 3.) FVM rendelet módosításáról
- 53/2008. (IV. 24.) FVM rendelet Az Európai Mezőgazdasági Vidékfejlesztési Alap társfinanszírozásában megvalósuló támogatások igénybevételének általános szabályairól szóló 23/2007. (IV. 17.) FVM rendelet módosításáról
- 54/2008. (IV. 24.) FVM rendelet Az Európai Mezőgazdasági Vidékfejlesztési Alapból nyújtandó, a vidéki gazdaság és lakosság számára nyújtott alapszolgáltatások körében a kistérségi közlekedési szolgáltatások fejlesztésére igénybe vehető támogatások részletes feltételeiről szóló 9/2008. (I. 24.) FVM rendelet módosításáról
- 16/2008. (IV. 24.) GKM rendelet A közúti járművek forgalomba helyezésével és forgalomban tartásával, környezetvédelmi felülvizsgálatával és ellenőrzésével, továbbá a gépjárműfenntartó tevékenységgel kapcsolatos egyes közlekedési hatósági eljárások díjáról szóló 91/2004. (VI. 29.) GKM rendelet módosításáról
- 15/2008. (IV. 24.) OKM rendelet Az oktatási miniszter által adományozható szakmai elismerésekről szóló 24/1999. (VI. 25.) OM rendelet módosításáról
- 18/2008. (IV. 25.) EüM rendelet A gyógyászati segédeszközök társadalombiztosítási támogatásba történő befogadásáról, támogatással történő rendeléséről, forgalmazásáról, javításáról és kölcsönzéséről szóló 14/2007. (III. 14.) EüM rendelet módosításáról
- 55/2008. (IV. 25.) FVM rendelet Az Európai Mezőgazdasági Vidékfejlesztési Alapból az állattartó telepek korszerűsítéséhez nyújtandó támogatások részletes feltételeiről szóló 27/2007.(IV.17.) FVM rendelet módosításáról
- 56/2008. (IV. 25.) FVM rendelet Az állati hulla elszállítási és ártalmatlanítási költségeinek támogatásáról
- 6/2008. (IV. 28.) MNB rendelet A jegybanki alapkamat mértékéről
- 19/2008. (IV. 28.) EüM rendelet Az orvostechnikai eszközökről szóló 16/2006.(III.27.)EüM rendelet módosításáról
- 10/2008. (IV. 28.) KvVM rendelet A Zirci arborétum természetvédelmi terület természetvédelmi kezelési tervéről
- 57/2008. (IV. 29.) FVM rendelet Az Európai Mezőgazdasági Vidékfejlesztési Alapból a kertészet korszerűsítésére nyújtandó támogatások részletes feltételeiről szóló 25/2008. (III. 7.) FVM rendelet módosításáról
- 58/2008. (IV. 29.) FVM rendelet Az Európai Mezőgazdasági Vidékfejlesztési Alapból a kertészeti gépek, technológiai berendezések beszerzéséhez nyújtandó támogatások részletes feltételeiről szóló 26/2008. (III. 7.) FVM rendelet módosításáról
- 59/2008. (IV. 29.) FVM rendelet Vizek mezőgazdasági eredetű nitrátszennyezéssel szembeni védelméhez szükséges cselekvési program részletes szabályairól, valamint az adatszolgáltatás és nyilvántartás rendjéről
- 9/2008. (IV. 29.) IRM rendelet Az elektronikus cégbejegyzési eljárás és cégnyilvántartás egyes kérdéseiről szóló 24/2006.(V.18.) IM rendelet módosításáról
- 24/2008. (IV. 29.) ÖTM rendelet Az építésügyi hatósági eljárásokról, valamint a telekalakítási és az építészeti-műszaki dokumentációk tartalmáról szóló 37/2007.(XII.13.) ÖTM rendelet módosításáról
- 25/2008. (IV. 29.) ÖTM rendelet Az önkormányzati és területfejlesztési miniszter hatáskörébe tartozó szakképesítések szakmai és vizsgakövetelményeinek kiadásáról
- 60/2008. (IV. 30.) FVM rendelet Az Európai Mezőgazdasági Vidékfejlesztési Alapból anövénytermesztés létesítményeinek korszerűsítéséhez nyújtott támogatás igénybevételének részletes feltételeiről szóló 35/2008.(III. 27.) FVM rendelet módosításáról
- 61/2008. (IV. 30.) FVM rendelet Az Európai Mezőgazdasági Vidékfejlesztési Alapból a mezőgazdasági termékek értéknöveléséhez nyújtandó támogatások igénybevételének részletes feltételeiről szóló 47/2008. (IV. 17.) FVM rendelet módosításáról
- 62/2008. (IV. 30.) FVM rendelet A Hajdú-Bét Rt. és a NOVOFARM Rt. mezőgazdasági alapanyag-beszállítói által igénybe vehető agrár de minimis támogatásról
- 17/2008. (IV. 30.) GKM rendelet A léginavigációs szolgálatot és légiforgalmi szolgáltatást ellátó szakszemélyzet szakszolgálati engedélyéről és képzéséről
- 18/2008. (IV. 30.) GKM rendelet A gépjárműről és annak hatósági jelzéséről felvételt készítő eszközre vonatkozó követelményekről
- 11/2008. (IV. 30.) KvVM rendelet Egyes védett természeti területek természetvédelmi kezeléséért felelős szervekről
- 12/2008. (IV. 30.) KvVM rendelet A környezetvédelmi és vízügyi miniszter hatáskörébe tartozó szakképesítések szakmai és vizsgakövetelményeinek kiadásáról
- 16/2008. (IV. 30.) OKM rendelet A nevelési-oktatási intézmények működéséről szóló 11/1994. (VI.8.) MKM rendelet módosításáról

##### Május
- 63/2008. (V. 6.) FVM rendelet Az Európai Mezőgazdasági Garancia Alapból az energetikai célból termesztett növények termesztéséhez nyújtható kiegészítő támogatás 2008. évi igénybevételével kapcsolatos egyes kérdésekről
- 10/2008. (V. 6.) HM rendelet A Honvéd Vezérkar főnökét, a katonai nemzetbiztonsági szolgálatok főigazgatóit, illetve azok helyetteseit megillető vezetői juttatásokról szóló 9/2008. (IV. 15.) HM rendelet módosításáról
- 1/2008. (V. 8.) MeHVM rendelet A Miniszterelnökség fejezetnél a hazai nemzeti és etnikai kisebbségek, valamint a határon túli magyarok támogatásával kapcsolatos fejezeti kezelésű előirányzatok felhasználásának szabályairól
- 11/2008. (V. 8.) HM rendelet A katonai toborzás rendjéről szóló 23/2002. (IV. 10.) HM rendelet módosításáról
- 26/2008. (V. 8.) ÖTM–PM együttes rendelet A 2004–2006. évi Humánerőforrás-fejlesztési Operatív Program, valamint az EQUAL Közösségi Kezdeményezés pénzügyi végrehajtásáról szóló 11/2004. (IV. 7.) FMM–PM együttes rendelet módosításáról
- 17/2008. (V. 9.) OKM rendelet A 2008/2009. tanév rendjéről
- 11/2008. (V. 9.) PM rendelet A zárjegy alkalmazásának, a zárjeggyel való elszámolásnak a részletes szabályairól szóló 36/1997. (XI.26.) PM rendelet módosításáról
- 20/2008. (V. 14.) EüM rendelet Az anyatej-helyettesítő és anyatej-kiegészítő tápszerről
- 64/2008. (V. 14.) FVM rendelet A minőségi pontytenyésztési programban való részvétel csekély összegű támogatásáról
- 65/2008. (V. 14.) FVM rendelet Az egyes állatbetegségek megelőzésével, illetve leküzdésével kapcsolatos támogatások igénylésének és kifizetésének rendjéről szóló 148/2007. (XII. 8.) FVM rendelet módosításáról
- 19/2008. (V. 14.) GKM rendelet A közforgalmú, közútpótló folyami révek, kompok és az azokhoz szükséges parti létesítmények, kiszolgáló utak fenntartási, felújítási támogatása igénybevételének részletes szabályairól
- 66/2008. (V. 16.) FVM rendelet A közösségi agrármarketing támogatások igénybevételének szabályairól
- 67/2008. (V. 16.) FVM rendelet Az állattenyésztési bírság befizetéséről és felhasználásáról
- 68/2008. (V. 16.) FVM rendelet A Magyar Élelmiszerkönyv közösségi előírások átvételét megvalósító kötelező előírásairól szóló 56/2004. (IV. 24.) FVM rendelet módosításáról
- 12/2008. (V. 16.) PM rendelet A Vám- és Pénzügyőrség az Európai Unió intézményeiben nemzeti szakértőként foglalkoztatott, továbbá a nemzetközi szervezetekben pályázat útján elnyert jogviszonyban alkalmazott hivatásos állományú tagjainak jogviszonyáról és a velük kapcsolatos személyzeti eljárás rendjéről
- 13/2008. (V. 16.) PM–KüM együttes rendelet A diplomáciai és konzuli képviseletek és azok tagjai, valamint az ezekkel egy tekintet alá eső nemzetközi szervezetek és azok tisztviselői jövedékiadó-visszaigényléséről
- 14/2008. (V. 16.) PM rendelet A költségvetési viszontgarancia vállalásának és érvényesítésének részletes szabályairól szóló 48/2002. (XII. 28.) PM rendelet módosításáról
- 15/2008. (V. 16.) PM rendelet Egyes általános forgalmiadó-mentes termékértékesítések, szolgáltatásnyújtások érvényesítéséhez fűződő végrehajtási szabályokról
- 21/2008. (V. 22.) EüM–FVM–KvVM együttes rendelet A biocid termékek előállításának és forgalomba hozatalának feltételeiről szóló 38/2003.(VII. 7.)ESZCSM–FVM–KvVM együttes rendelet módosításáról
- 69/2008. (V. 24.) FVM rendelet A cukoripar szerkezetátalakítási támogatásának egyes kérdéseiről szóló 80/2006. (XI. 23.) FVM rendelet módosításáról
- 1/2008. (V. 24.) NFGM rendelet A Nemzeti Fejlesztési Ügynökség felügyelete alá, a XIX. Uniós fejlesztések fejezetbe tartozó fejezeti kezelésű előirányzatok 2008. évi felhasználásának rendjéről
- 7/2008. (V. 26.) MNB rendelet A jegybanki alapkamat mértékéről
- 22/2008. (V. 26.) EüM rendelet Egyes egészségügyi tárgyú miniszteri rendeletek módosításáról
- 70/2008. (V. 29.) FVM rendelet A piaci szereplőknek az 1973/2004/EK rendelet 37. cikke alapján energianövény feldolgozóként, illetve felvásárlóként történő elismeréséről szóló 141/2007. (XI. 28.) FVM rendelet módosításáról
- 12/2008. (V. 29.) HM rendelet A Magyar Honvédség Öltözködési Szabályzatának kiadásáról szóló 9/2005. (III. 30.) HM rendelet módosításáról
- 2/2008. (V. 29.) NFGM–PM együttes rendelet A 2007–2013 programozási időszakban az Európai Regionális Fejlesztési Alapból finanszírozott pénzügyi eszközök keretében nyújtható KKV támogatások felhasználására, valamint a forráskezelő szervezetre vonatkozó különös szabályokról
- 3/2008. (V. 29.) NFGM rendelet A Gazdasági Versenyképesség Operatív Program 4. prioritására, a Gazdaságfejlesztési Operatív Programra és a Közép-Magyarországi Operatív Program 1. prioritására vonatkozó részletes szabályokról szóló 8/2007. (III. 19.) MeHVM rendelet módosításáról
- 8/2008. (V. 30.) MNB rendelet A „Siklósi vár” emlékérme kibocsátásáról
- 4/2008. (V. 30.) NFGM–PM–FVM együttes rendelet A strukturális alapok és a Kohéziós Alap felhasználásának általános eljárási szabályairól szóló 14/2004. (VIII. 13.) TNM–GKM– FMM–FVM–PM együttes rendelet módosításáról
- 23/2008. (V. 30.) EüM rendelet A különleges táplálkozási célú élelmiszerekről szóló 36/2004. (IV. 26.) ESZCSM rendelet módosításáról
- 1/2008. (V. 30.) KHEM–ÖM együttes rendelet A helyi közforgalmú közlekedés normatív támogatásáról
- 2/2008. (V. 30.) KHEM rendelet A földgáz közüzemi díjainak megállapításáról szóló 96/2003. (XII. 18.) GKM rendelet, valamint a földgáz rendszerhasználati díjak megállapításáról szóló 70/2003. (X. 28.) GKM rendelet módosításáról
- 16/2008. (V. 30.) PM rendelet A prémiumévek programmal, valamint a különleges foglalkoztatási állománnyal kapcsolatos egyes munkáltatói költségek költségvetési megtérítésének eljárási szabályairól szóló 8/2005. (II.8.) PM rendelet, valamint a kincstári rendszer működésével kapcsolatos pénzügyi szolgáltatások teljesítésének rendjéről szóló 36/1999. (XII.27.) PM rendelet módosításáról

##### Június
- 71/2008. (VI. 3.) FVM rendelet A szőlőtermelési potenciálra, a szőlőültetvények szerkezetátalakítására és -átállítására vonatkozó szabályozásról szóló 7/2007. (I. 30.) FVM rendelet módosításáról
- 13/2008. (VI. 3.) HM rendelet A Magyar Honvédség külföldi szolgálatot teljesítő és külföldi tanulmányokat folytató személyi állománya devizaellátmányáról és egyes ellátmányon kívüli pénzbeli járandóságairól szóló 26/2007. (VI. 20.) HM rendelet módosításáról
- 14/2008. (VI. 3.) KvVM rendelet Az Erdőtelki-égerláp természetvédelmi terület természetvédelmi kezelési tervéről
- 15/2008. (VI. 3.) KvVM rendelet A Mátrai Tájvédelmi Körzet természetvédelmi kezelési tervéről
- 16/2008. (VI. 3.) KvVM rendelet A Sághegyi Tájvédelmi Körzet természetvédelmi kezelési tervéről
- 17/2008. (VI. 3.) KvVM rendelet A Szénás-hegycsoport Európa diplomás terület természetvédelmi kezelési tervéről
- 3/2008. (VI. 3.) KHEM rendelet Egyes hajózási tárgyú miniszteri rendeletek módosításáról
- 4/2008. (VI. 3.) KHEM rendelet Az utak forgalomszabályozásáról és a közúti jelzések elhelyezéséről szóló 20/1984. (XII. 21.) KM rendelet módosításáról
- 5/2008. (VI. 3.) KHEM rendelet A meghatározott össztömeget, tengelyterhelést és méretet meghaladó járművek közúti közlekedéséről, a közútkezelői és a hatósági eljárás, valamint a díjfizetés feltételeiről szóló 4/1999. (II. 12.) KHVM rendelet módosításáról
- 7/2008. (VI. 3.) SZMM rendelet Egyes szociális tárgyú miniszteri rendeletek módosításáról
- 5/2008. (VI. 5.) NFGM–EüM együttes rendelet Az Egészségügyi, Szociális és Családügyi Minisztérium szervezeti egységének a 2004–2006. évi Humánerőforrás-fejlesztési Operatív Program egészségügyi és szociális intézkedései végrehajtásában közreműködő szervezetté történő kijelöléséről és feladatairól szóló 10/2004. (IV. 7.) FMM–ESZCSM együttes rendelet módosításáról
- 6/2008. (VI. 5.) NFGM rendelet A Regionális operatív programok végrehajtásában közreműködő szervezetek kijelöléséről szóló 14/2007. (V. 8.) MeHVM–ÖTM együttes rendelet módosításáról
- 7/2008. (VI. 5.) NFGM rendelet A Környezet és Energia Operatív Program prioritásaira rendelt források felhasználásának részletes szabályairól és egyes támogatási jogcímeiről szóló 23/2007. (VIII. 29.) MeHVM rendelet módosításáról
- 17/2008. (VI. 5.) PM rendelet Az ingatlanértékelői névjegyzékbe történő felvételről és a névjegyzék vezetéséről szóló 25/2007. (XII. 18.) PM rendelet módosításáról
- 14/2008. (VI. 13.) HM rendelet A kedvezményes üdültetés rendjéről szóló 35/2002. (V. 10.) HM rendelet módosításáról
- 10/2008. (VI. 13.) IRM rendelet A cégbejegyzési eljárás és cégnyilvántartás egyes kérdéseiről szóló 21/2006. (V. 18.) IM rendelet módosításáról
- 11/2008. (VI. 13.) IRM rendelet A cégbejegyzési eljárás és a cégnyilvántartás egyes kérdéseiről szóló 21/2006. (V. 18.) IM rendelet módosításáról szóló 41/2007. (VIII. 29.) IRM rendelet módosításáról
- 18/2008. (VI. 13.) PM rendelet A függő és független biztosításközvetítői hatósági képzés követelmény-rendszeréről és a hatósági vizsgáról
- 19/2008. (VI. 13.) PM rendelet A közhasznú tevékenységet folytató személy, szervezet általános forgalmiadó-visszatéríttetési jogának gyakorlásához fűződő igazolási kötelezettségekről, az általános forgalmiadó-visszatéríttetési kérelem kötelező adattartalmáról és egyes eljárási szabályokról
- 8/2008. (VI. 13.) SZMM rendelet Az Országos Képzési Jegyzékről és az Országos Képzési Jegyzékbe történő felvétel és törlés eljárási rendjéről szóló 1/2006. (II. 17.) OM rendelet módosításáról
- 24/2008. (VI. 14.) EüM rendelet Az egészségügyi miniszter felügyelete alá tartozó fejezeti kezelésű előirányzatok felhasználásáról
- 72/2008. (VI. 14.) FVM rendelet A borok előállításáról szóló 99/2004. (VI. 3.) FVM rendelet módosításáról
- 73/2008. (VI. 14.) FVM rendelet Az állatlétszámhoz kötött támogatási jogosultságról szóló 82/2005. (IX. 15.) FVM rendelet módosításáról
- 74/2008. (VI. 14.) FVM rendelet Az Európai Mezőgazdasági Garancia Alapból finanszírozott egységes területalapú támogatásokhoz (SAPS) kapcsolódó 2008. évi kiegészítő nemzeti támogatások (top up) igénybevételével kapcsolatos egyes kérdésekről szóló 42/2008. (IV. 4.) FVM rendelet módosításáról
- 75/2008. (VI. 14.) FVM rendelet A szárított takarmány kvótával szabályozott támogatás igénylésének általános feltételeiről
- 76/2008. (VI. 14.) FVM rendelet Az Európai Mezőgazdasági Vidékfejlesztési Alapból a mezőgazdasági termelők gazdaságátadásához nyújtandó támogatás részletes feltételeiről szóló 83/2007. (VIII. 10.) FVM rendelet módosításáról
- 77/2008. (VI. 14.) FVM rendelet Az Európai Mezőgazdasági Vidékfejlesztési Alapból az öntözés, a melioráció és a területi vízgazdálkodás mezőgazdasági üzemi és közösségi létesítményeinek fejlesztéséhez nyújtandó támogatások részletes feltételeiről szóló 34/2008. (III. 27.) FVM rendelet módosításáról
- 6/2008. (VI. 18.) KHEM rendelet A villamosenergia-rendszer irányításával, működésével és használatával összefüggő egyes adatszolgáltatásokról
- 7/2008. (VI. 18.) KHEM rendelet A gáz csatlakozó vezetékekre és fogyasztói berendezésekre vonatkozó műszaki-biztonsági előírásokról szóló 11/2004. (II. 13.) GKM rendelet módosításáról
- 1/2008. (VI. 18.) ÖM rendelet Az önkormányzati miniszter feladatkörébe tartozó tevékenységek sugárvédelmi ellenőrző rendszerének működési feladatairól
- 25/2008. (VI. 19.) EüM rendelet A fontos és bizalmas munkakörökről, valamint a biztonsági ellenőrzés szintjéről szóló 11/2005. (IV. 13.) EüM rendelet módosításáról
- 18/2008. (VI. 19.) KvVM rendelet A védett és a fokozottan védett növény- és állatfajokról, a fokozottan védett barlangok köréről, valamint az Európai Közösségben természetvédelmi szempontból jelentős növény- és állatfajok közzétételéről szóló 13/2001. (V. 9.) KöM rendelet módosításáról
- 20/2008. (VI. 19.) PM rendelet A Vám- és Pénzügyőrség hivatásos állományának egészségi, pszichikai és fizikai alkalmasságának vizsgálatáról
- 15/2008. (VI. 20.) HM rendelet A katonák illetményéről és illetményjellegű juttatásairól, valamint a közalkalmazottak jutalmazásáról szóló 3/2002. (I. 25.) HM rendelet, valamint egyes kapcsolódó HM rendeletek módosításáról
- 12/2008. (VI. 20.) IRM rendelet A bírósági ügyvitel szabályairól szóló 14/2002. (VIII. 1.) IM rendelet módosításáról
- 78/2008. (VI. 24.) FVM rendelet Az Európai Mezőgazdasági Vidékfejlesztési Alapból nem termelő mezőgazdasági beruházásokhoz nyújtandó támogatások részletes feltételeiről szóló 33/2008. (III. 27.) FVM rendelet módosításáról
- 79/2008. (VI. 24.) FVM rendelet A zöldség-gyümölcs termelői csoportok és termelői szervezetek nemzeti szabályozásáról szóló 19/2008. (II. 19.) FVM rendelet, valamint a termelői csoportokról szóló 81/2004. (V. 4.) FVM rendelet módosításáról
- 80/2008. (VI. 24.) FVM rendelet A sertés ágazatban igénybe vehető állatjóléti támogatások feltételeiről szóló 140/2007. (XI. 28.) FVM rendelet módosításáról
- 81/2008. (VI. 24.) FVM rendelet A baromfi ágazatban igénybe vehető állatjóléti támogatások feltételeiről szóló 139/2007.(XI.28.)FVM rendelet módosításáról
- 13/2008. (VI. 24.) IRM rendelet Az ügyvédek, az alkalmazott ügyvédek, az ügyvédjelöltek, a külföldi jogi tanácsadók és az európai közösségi jogászok igazolványáról
- 21/2008. (VI.24.) PM rendelet A Pénzügyminisztérium szolgálati titokkörének megállapításáról szóló 4/1996. (I. 24.) PM rendelet hatályon kívül helyezéséről
- 16/2008. (VI. 25.) HM rendelet Egyes miniszteri rendeleteknek a Rendőrség és a Határőrség integrációjával összefüggő módosításáról
- 14/2008. (VI. 27.) IRM rendelet A tanúk költségtérítéséről
- 9/2008. (VI. 28.) SZMM rendelet A szociális és munkaügyi miniszter hatáskörébe tartozó szakképesítések megszerzésére irányuló szakmai vizsga szervezésére feljogosított intézményekről
- 10/2008. (VI. 28.) SZMM rendelet A szociális és munkaügyi miniszter által adományozható szakmai elismerésekről
- 11/2008. (VI. 28.) SZMM rendelet' Az európai globalizációs alkalmazkodási alapból származó támogatások igénylésével és felhasználásával kapcsolatos szabályokról
- 82/2008. (VI. 30.) FVM rendelet Az Európai Mezőgazdasági Vidékfejlesztési Alapból az erdészeti potenciál helyreállítására nyújtandó támogatások igénybevételének részletes szabályairól szóló 32/2008. (III. 27.) FVM rendelet módosításáról
- 83/2008. (VI. 30.) FVM rendelet Az Európai Mezőgazdasági Vidékfejlesztési Alapból nyújtandó vidékfejlesztési támogatásról szóló 1698/2005/EK tanácsi rendelet 3. és 4. tengelyének keretében megalakuló helyi akciócsoportok elismerési rendjével kapcsolatos egyes kérdésekről szóló 93/2007. (VIII. 29.) FVM rendelet alapján előzetesen elismert helyi közösségek tervezési folyamatával, és a LEADER csoportok kiválasztásával kapcsolatos egyes kérdésekről szóló 147/2007. (XII. 4.) FVM rendelet módosításáról
- 8/2008. (VI. 30.) KHEM rendelet Egyes miniszteri rendeleteknek a Magyar Vasúti Hivatal megszüntetésével összefüggő módosításáról
- 9/2008. (VI. 30.) KHEM rendelet A vasúti igazgatási szerv által végzett vasúti hatósági eljárások igazgatási szolgáltatási díjairól
- 10/2008. (VI. 30.) KHEM rendelet A vasúti igazgatási szerv részére fizetendő felügyeleti díj megfizetésének módjáról és feltételeiről
- 2/2008. (VI. 30.) MeHVM–KHEM együttes rendelet Az informatikai és hírközlési miniszter hatáskörébe tartozó szakképesítések megszerzésére irányuló szakmai vizsga szervezésére feljogosított intézményekről szóló 23/2004. (VIII. 11.) IHM rendelet módosításáról

##### Július
- 84/2008. (VII. 3.) FVM rendelet A Magyar Takarmánykódex kötelező előírásairól szóló 44/2003. (IV. 26.) FVM rendelet módosításáról
- 85/2008. (VII. 5.) FVM rendelet A vad védelméről, a vadgazdálkodásról, valamint a vadászatról szóló 1996. évi LV. törvény végrehajtásának szabályairól szóló 79/2004. (V. 4.) FVM rendelet módosításáról
- 86/2008. (VII. 5.) FVM rendelet Jégeső-elhárítási rendszer működéséhez nyújtott csekély összegű (de minimis) támogatás igénybevételének szabályairól
- 11/2008. (VII. 5.) KHEM rendelet A közlekedési, hírközlési és energiaügyi miniszter által adományozható elismerésekről
- 26/2008. (VII. 11.) EüM rendelet Az egészségügyi szolgáltatások nyújtásához szükséges szakmai minimumfeltételekről szóló 60/2003. (X. 20.) ESZCSM rendelet módosításáról
- 87/2008. (VII. 11.) FVM rendelet A Magyar Agrárgazdasági Minőség Díjról szóló 103/2005. (XI. 4.) FVM rendelet módosításáról
- 12/2008. (VII. 11.) KHEM rendelet A bányafelügyelet részére fizetendő igazgatási szolgáltatási díjakról, valamint a felügyeleti díj fizetésének részletes szabályairól szóló 57/2005. (VII. 7.) GKM rendelet módosításáról
- 2/2008. (VII. 11.) ÖM rendelet A hivatásos önkormányzati tűzoltóságok kiegészítő támogatásának igénylési, folyósítási és elszámolási rendjéről szóló 14/2008. (III. 27.) ÖTM rendelet módosításáról
- 182/2008. (VII. 14.) Korm. rendelet Az országos településrendezési és építési követelményekről szóló 253/1997. (XII. 20.) Korm. rendelet módosításáról
- 27/2008. (VII. 14.) EüM rendelet A törzskönyvezett gyógyszerek és a különleges táplálkozási igényt kielégítő tápszerek társadalombiztosítási támogatásba való befogadásának szempontjairól és a befogadás vagy a támogatás megváltoztatásáról szóló 32/2004. (IV. 26.) ESZCSM rendelet módosításáról
- 28/2008. (VII. 14.) EüM rendelet Az egészségügyi miniszter hatáskörébe tartozó szakképesítések megszerzésére irányuló szakmai vizsga szervezésére feljogosított intézményekről szóló 13/2005. (IV. 21.) EüM rendelet módosításáról
- 13/2008. (VII. 14.) KHEM–IRM– KvVM együttes rendelet A gépkocsik környezetvédelmi felülvizsgálatáról és ellenőrzéséről szóló 7/2002. (VI. 29.) GKM–BM–KvVM együttes rendelet módosításáról
- 88/2008. (VII. 18.) FVM rendelet Az állatoknak a szállítás és a kapcsolódó műveletek közbeni védelmére vonatkozó 1/2005/EK rendelet végrehajtásáról
- 89/2008. (VII. 18.) FVM rendelet A növényvédő szerek forgalomba hozatalának és felhasználásának engedélyezéséről, valamint a növényvédő szerek csomagolásáról, jelöléséről, tárolásáról és szállításáról szóló 89/2004.(V.15.)FVM rendelet módosításáról
- 90/2008. (VII. 18.) FVM rendelet A talajvédelmi terv készítésének részletes szabályairól
- 17/2008. (VII. 18.) HM rendelet A honvédelmi miniszter hatáskörébe tartozó szakképesítések szakmai és vizsgakövetelményeinek kiadásáról
- 12/2008. (VII. 18.) SZMM rendelet A szakképzési hozzájárulást a saját munkavállalói részére szervezett képzéssel teljesítő hozzájárulásra kötelezett költségei elszámolásának feltételeiről és az elszámolás szabályairól szóló 13/2006.(XII. 27.) SZMM rendelet módosításáról
- 19/2008. (VII. 19.) OKM rendelet Az Országos szakértői, az Országos vizsgáztatási, az Országos szakmai szakértői és az Országos szakmai vizsgaelnöki névjegyzékről, valamint a szakértői tevékenységről szóló 31/2004.(XI. 13.) OM rendelet módosításáról
- 22/2008. (VII. 22.) PM rendelet Az európai befektetési alap befektetési szabályainak részletes elemeiről
- 13/2008. (VII. 22.) SZMM rendelet A szakképzési hozzájárulásról és a képzés fejlesztésének támogatásáról szóló 2003. évi LXXXVI. törvény végrehajtásáról
- 91/2008. (VII. 24.) FVM–EüM együttes rendelet A növényekben, a növényi termékekben és a felületükön megengedhető növényvédőszer-maradék mértékéről szóló 5/2002. (II. 22.) EüM–FVM együttes rendelet módosításáról
- 92/2008. (VII. 24.) FVM–KvVM együttes rendelet A védett őshonos mezőgazdasági állatfajták és a veszélyeztetett mezőgazdasági állatfajták körének megállapításáról szóló 4/2007. (I.18.)FVM–KvVM együttes rendelet módosításáról
- 93/2008. (VII. 24.) FVM rendelet A védett őshonos állatfajták genetikai fenntartásának rendjéről
- 94/2008. (VII. 24.) FVM–SZMM együttes rendelet A pálinka és törkölypálinka előállításának és jelölésének szabályairól
- 14/2008. (VII. 24.) KHEM rendelet Egyes hírközlési tárgyú miniszteri rendeletek hatályon kívül helyezéséről
- 8/2008. (VII. 24.) NFGM rendelet Egyes fejlesztési tárgyú miniszteri rendeletek jogharmonizációs célú módosításáról
- 30/2008. (VII. 25.) EüM rendelet Az egészségügyi tevékenység végzéséhez szükséges oklevelek elismeréséről, továbbá az oklevelek külföldi elismertetéséhez szükséges hatósági bizonyítványok kiadásának egyes eljárási szabályairól
- 95/2008. (VII. 25.) FVM rendelet Az egyes állatbetegségek és zoonózisok felszámolására, ellenőrzésére és megfigyelésére irányuló nemzeti programok finanszírozásának szabályairól
- 96/2008. (VII. 25.) FVM rendelet Az Európai Mezőgazdasági Vidékfejlesztési Alapból a szaktanácsadási szolgáltatások igénybevételéhez nyújtandó támogatások részletes feltételeiről szóló 52/2007.(VI. 28.) FVM rendelet módosításáról
- 97/2008. (VII. 25.) FVM rendelet Az Európai Mezőgazdasági Vidékfejlesztési Alap társfinanszírozásában megvalósuló támogatások igénybevételének általános szabályairól szóló 23/2007. (IV. 17.) FVM rendelet módosításáról
- 9/2008. (VII. 25.) NFGM rendelet A Társadalmi Megújulás Operatív Program, a Társadalmi Infrastruktúra Operatív Program, valamint a Közép-Magyarországi Operatív Program egyes prioritásainak végrehajtásában közreműködő szervezetek kijelöléséről
- 3/2008. (VII. 25.) ÖM rendelet A helyi önkormányzati képviselők és polgármesterek, valamint a kisebbségi önkormányzati képviselők választása költségeinek normatíváiról, tételeiről, elszámolási és belső ellenőrzési rendjéről szóló 4/2006. (VIII. 1.) ÖTM rendelet módosításáról
- 15/2008. (VII. 28.) IRM rendelet Az igazságügyi és rendészeti miniszter hatáskörébe tartozó szakképesítések szakmai és vizsgakövetelményeinek kiadásáról
- 31/2008. (VII. 29.) EüM rendelet Az egészségügyi szolgáltatók és működési engedélyük nyilvántartásáról, valamint az egészségügyi szakmai jegyzékről szóló 2/2004. (XI. 17.) EüM rendelet módosításáról
- 20/2008. (VII. 29.) OKM rendelet Az oktatási és kulturális miniszter ágazatába tartozó szakképesítések szakmai és vizsgakövetelményeiről

##### Augusztus
- 16/2008. (VIII. 1.) IRM rendelet Az igazságügyért felelős miniszter és a Magyar Országos Közjegyzői Kamara által a külföldi felhasználásra szánt közokiratok tanúsítvánnyal történő ellátásának eljárásáról
- 16/2008. (VIII. 1.) KHEM rendelet A földgáz elosztói és közüzemi szolgáltatói engedélyesek vagy megbízottaik által fogyasztói igény alapján, külön díj ellenében végezhető szolgáltatások kizárólagos körének meghatározásáról
- 17/2008. (VIII. 1.) KHEM rendelet A villamos energia elosztó hálózati engedélyesek és az egyetemes szolgáltató által a felhasználó igénye alapján külön díj ellenében végezhető szolgáltatások köréről és díjairól
- 10/2008. (VIII. 1.) NFGM rendelet A Közlekedés Operatív Program 4. prioritásának első konstrukciójára vonatkozó részletes szabályokról
- 4/2008. (VIII. 1.) ÖM rendelet Az erdők tűz elleni védelméről
- 98/2008. (VIII. 6.) FVM rendelet A Magyar Méhészeti Nemzeti Program alapján 2007/2008. évi végrehajtási időszakban nyújtott méhészeti támogatások igénybevételének részletes szabályairól szóló 153/2007. (XII. 22.) FVM rendelet módosításáról
- 99/2008. (VIII. 6.) FVM rendelet A mezőgazdasági vállalkozások által de minimis támogatásként igénybe vehető intézményi kezességvállalásról szóló 50/2007. (VI. 27.) FVM rendelet módosításáról
- 100/2008. (VIII. 6.) FVM rendelet A szőlőültetvények kivágásához nyújtott támogatás feltételeiről
- 18/2008. (VIII. 6.) HM rendelet A tűzvédelem és a műszaki mentés honvédelmi ágazatra vonatkozó különös szabályairól
- 11/2008. (VIII. 6.) NFGM rendelet A felvonók biztonsági követelményeiről és megfelelőségének tanúsításáról szóló 108/2001. (XII. 23.) FVM–GM együttes rendelet módosításáról
- 12/2008. (VIII. 6.) NFGM rendelet Az áruk, szolgáltatások és anyagi értéket képviselő jogok országhatárt, illetve vámhatárt átlépő kereskedelméről szóló 110/2004. (IV. 28.) Korm. rendelet végrehajtásáról szóló 67/2004. (IV. 28.) GKM rendelet és a kontingentált vállalkozási export engedélyezésének rendjéről szóló 53/1999. (IX. 24.) GM rendelet módosításáról
- 22/2008. (VIII. 6.) OKM rendelet A képzési kötelezettségről és a pedagógiai szakszolgálatokról szóló 14/1994. (VI. 24.) MKM rendelet módosításáról
- 23/2008. (VIII. 6.) OKM rendelet A szakmai és informatikai fejlesztési feladatok támogatása igénylésének, döntési rendszerének, folyósításának, elszámolásának és ellenőrzésének részletes szabályairól
- 9/2008. (VIII. 8.) MNB rendelet A pénzforgalom lebonyolításáról szóló 21/2006. (XI. 24.) MNB rendelet módosításáról
- 101/2008. (VIII. 8.) FVM rendelet Az Európai Mezőgazdasági Vidékfejlesztési Alapból nyújtandó vidékfejlesztési támogatásról szóló 1698/2005/EK tanácsi rendelet 3. és 4.tengelyének keretében megalakuló helyi akciócsoportok elismerési rendjével kapcsolatos egyes kérdésekről szóló 93/2007.(VIII. 29.) FVM rendelet módosításáról
- 102/2008. (VIII. 8.) FVM rendelet Az erdők felújításának csekély összegű (de minimis) támogatásáról
- 103/2008. (VIII. 8.) FVM rendelet A 2004. évi nemzeti hatáskörben nyújtott agrár- és vidékfejlesztési támogatások igénybevételének feltételeiről szóló 25/2004. (III. 3.) FVM rendelet hatályon kívül helyezéséről és az ezzel összefüggő átmeneti rendelkezések megállapításáról szóló 122/2007. (X. 19.) FVM rendelet módosításáról
- 18/2008. (VIII. 8.) KHEM rendelet A frekvencialekötés és -használat díjáról szóló 6/1997.(IV. 22.) KHVM rendelet módosításáról
- 13/2008. (VIII. 8.) NFGM–FVM együttes rendelet Az előrecsomagolt termékek névleges mennyiségére vonatkozó szabályok megállapításáról és azok ellenőrzési módszereiről
- '24/2008. (VIII. 8.) OKM rendelet Egyes filmszakmai tárgyú rendeletek módosításáról
- 25/2008. (VIII. 8.) OKM rendelet A nem filmgyártási célú mozgóképszakmai tevékenységek állami támogatásának szabályairól
- 23/2008. (VIII. 8.) PM rendelet A pénzügyminiszter hatáskörébe tartozó szakképesítések szakmai és vizsgakövetelményeiről
- 5/2008. (VIII. 13.) ÖM rendelet Az állami sportcélú támogatások felhasználásáról és elosztásáról szóló 22/2008. (IV. 10.) ÖTM rendelet módosításáról
- 15/2008. (VIII. 13.) SZMM rendelet A szociális és munkaügyi miniszter hatáskörébe tartozó szakképesítések szakmai és vizsgakövetelményeiről
- 2/2008. (VIII. 14.) EüM rendelet Az egészségügyi miniszter hatáskörébe tartozó szakképesítések szakmai és vizsgakövetelményeinek kiadásáról
- 104/2008. (VIII. 14.) FVM–EüM együttes rendelet Az állati eredetű élelmiszerekben található peszticidmaradék megengedhető mértékéről szóló 34/2004. (IV. 26.) ESZCSM rendelet módosításáról
- 105/2008. (VIII. 14.) FVM rendelet Az Európai Mezőgazdasági Vidékfejlesztési Alapból a fiatal mezőgazdasági termelők számára nyújtandó támogatás részletes feltételeiről szóló 67/2007. (VII. 26.) FVM rendeletet módosításáról
- 19/2008. (VIII. 14.) HM rendelet A honvédelmi miniszter hatáskörébe tartozó szakképesítések szakmai és vizsgakövetelményeinek kiadásáról szóló 17/2008. (VII. 18.) HM rendelet módosításáról
- 19/2008. (VIII. 14.) KHEM rendelet A közúti járművek forgalomba helyezésének és forgalomban tartásának műszaki feltételeiről szóló 6/1990. (IV. 12.) KöHÉM rendelet módosításáról
- 26/2008. (VIII. 15.) OKM rendelet Az alap- és mesterképzési szakok képzési és kimeneti követelményeiről szóló 15/2006. (IV. 3.) OM rendelet módosításáról
- 24/2008. (VIII. 15.) PM rendelet A nyilvánosan forgalomba hozott értékpapírokkal kapcsolatos tájékoztatási kötelezettség részletes szabályairól
- 14/2008. (VIII. 19.) NFGM–PM együttes rendelet A 2007–2013 időszakban az Európai Regionális Fejlesztési Alapból, az Európai Szociális Alapból és a Kohéziós Alapból származó támogatások felhasználásának általános eljárási szabályairól szóló 16/2006. (XII. 28.) MeHVM–PM együttes rendelet módosításáról
- 15/2008. (VIII. 19.) NFGM rendelet A mágneses játékok által jelentett veszélyekről szóló figyelmeztető felirat e játékokon való feltüntetéséről
- 106/2008. (VIII. 22.) FVM rendelet Bizonyos élelmiszerek aflatoxinnal való szennyeződésének kockázata miatti különleges feltételekről szóló 4/2008 (I.12.) FVM rendelet módosításáról
- 19/2008. (VIII. 22.) KvVM rendelet A Baláta-tó természetvédelmi terület bővítéséről és erdőrezervátummá nyilvánításáról
- 20/2008. (VIII. 22.) KHEM rendelet A motorhajtóanyagok minőségi követelményeiről
- 21/2008. (VIII. 22.) KHEM rendelet Az egyes fejezeti kezelésű előirányzatokkal kapcsolatos eljárási rendről
- 20/2008. (VIII. 22.) KvVM rendelet A Csokonyavisontai fás legelő természetvédelmi terület természetvédelmi kezelési tervéről
- 2/2008. (VIII. 22.) TNM rendelet az iparjogvédelmi szakképesítésről
- 107/2008. (VIII. 27.) FVM rendelet Az Európai Mezőgazdasági Garancia Alapból finanszírozott egységes területalapú támogatás (SAPS) 2008. évi igénybevételével kapcsolatos egyes kérdésekről szóló 39/2008. (III. 29.) FVM rendelet és az Európai Mezőgazdasági Garancia Alapból finanszírozott egységes területalapú támogatásokhoz (SAPS) kapcsolódó 2008. évi kiegészítő nemzeti támogatások (top up) igénybevételével kapcsolatos egyes kérdésekről szóló 42/2008. (IV. 4.) FVM rendelet egyes jogcímeihez kapcsolódó támogatási összegekről
- 108/2008. (VIII. 27.) FVM rendelet A mezőgazdasági termékek harmadik országokban és belső piacon történő megismertetésével és promóciójával kapcsolatos intézkedésekről szóló 46/2005. (V. 23.) FVM rendelet módosításáról
- 109/2008. (VIII. 27.) FVM rendelet Az egyes erdészeti közcélú feladatok csekély összegű (de minimis) támogatásáról
- 17/2008. (VIII. 27.) IRM rendelet A társadalmi bűnmegelőzéssel összefüggő kiadások, támogatások fejezeti kezelésű előirányzat és a bűnmegelőzéssel összefüggő feladatok támogatása fejezeti kezelésű előirányzat felhasználása szabályozásáról
- 22/2008. (VIII. 29.) KHEM rendelet A közlekedési szakképesítések szakmai vizsgáinak szervezésére feljogosított intézményekről, valamint a gazdasági és közlekedési miniszter hatáskörébe tartozó szakképesítések szakmai és vizsgakövetelményeinek kiadásáról szóló 15/2008.(IV.3.) GKM rendelet módosításáról
- 23/2008. (VIII. 29.) KHEM rendelet A villamos energia átállási költség megállapításáról
- 25/2008. (VIII. 29.) PM rendelet A pénzügyminiszter ágazatába tartozó szakképesítések szakmai követelményeiről szóló 2/1995.(II.22.)PM rendelet módosításáról
- 110/2008. (VIII. 30.) FVM rendelet A sertés ágazatban igénybe vehető állatjóléti támogatások feltételeiről szóló 140/2007. (XI. 28.) FVM rendelet módosításáról
- 111/2008. (VIII. 30.) FVM rendelet A baromfi ágazatban igénybe vehető állatjóléti támogatások feltételeiről szóló 139/2007. (XI. 28.) FVM rendelet módosításáról
- 112/2008. (VIII. 30.) FVM rendelet Az erdők közjóléti célú védelmét és bővítését szolgáló feladatok ellátásának csekély összegű (de minimis) támogatásáról
- 113/2008. (VIII. 30.) FVM rendelet Az állatbetegségek bejelentésének rendjéről
- 20/2008. (VIII. 30.) HM rendelet A Magyar Honvédség élelmezési ellátásáról szóló 22/2006. (VIII. 8.) HM rendelet módosításáról
- 21/2008. (VIII. 30.) KvVM rendelet Az elemek és akkumulátorok, illetve hulladékaik kezeléséről
- 16/2008. (VIII. 30.) NFGM rendelet A gépek biztonsági követelményeiről és megfelelőségének tanúsításáról
- 17/2008. (VIII. 30.) NFGM rendelet Az építésügyi hatósági eljárásokról, valamint a telekalakítási és az építészeti-műszaki dokumentációk tartalmáról szóló 37/2007. (XII. 13.) ÖTM rendelet módosításáról
- 26/2008. (VIII. 30.) PM rendelet Az adótanácsadói, az adószakértői és az okleveles adószakértői tevékenység végzésére jogosító engedélyek kiadásának és visszavonásának feltételeiről, továbbá a kapcsolódó nyilvántartás vezetésének és a nyilvántartásban szereplők továbbképzésének szabályairól
- 24/2008. (VIII. 31.) KHEM rendelet A földgázárakkal kapcsolatos egyes miniszteri rendeletek módosításáról

##### Szeptember
- 114/2008. (IX. 5.) FVM rendelet A mezőgazdasági üzemek korszerűsítéséhez, fejlesztéséhez nemzeti hatáskörben nyújtott kedvezményes hitel- és lízingdíj-támogatás igénybevételének részletes feltételeiről
- 115/2008. (IX. 5.) FVM rendelet Az ingatlan-nyilvántartásról szóló 1997. évi CXLI. törvény végrehajtásáról szóló 109/1999. (XII. 29.) FVM rendelet módosításáról
- 116/2008. (IX. 5.) FVM rendelet A 2008. évi iskolatej program szabályozásáról szóló 158/2007. (XII. 28.) FVM rendelet módosításáról
- 117/2008. (IX. 5.) FVM rendelet A Magyar Élelmiszerkönyv közösségi előírások átvételét megvalósító kötelező előírásairól szóló 56/2004. (IV. 24.) FVM rendelet módosításáról
- 118/2008. (IX. 5.) FVM rendelet Az Európai Mezőgazdasági Vidékfejlesztési Alapból nyújtandó vidékfejlesztési támogatásról szóló 1698/2005/EK tanácsi rendelet 59. cikke szerinti készségek elsajátítására, ösztönzésére és végrehajtására igénybe vehető támogatás részletes feltételeiről szóló 79/2007. (VII. 30.) FVM rendelet módosításáról
- 33/2008. (IX. 9.) EüM–KvVM együttes rendelet Az egyes veszélyes anyagokkal, illetve veszélyes készítményekkel kapcsolatos egyes tevékenységek korlátozásáról szóló 41/2000. (XII. 20.) EüM–KöM együttes rendelet módosításáról
- 10/2008. (IX. 9.) MNB rendelet Új biztonsági elemmel ellátott 10000 forintos címletű bankjegy kibocsátásáról
- 34/2008. (IX. 11.) EüM rendelet A gyógyászati segédeszközök társadalombiztosítási támogatásba történő befogadásáról, támogatással történő rendeléséről, forgalmazásáról, javításáról és kölcsönzéséről szóló 14/2007. (III. 14.) EüM rendelet módosításáról
- 119/2008. (IX. 11.) FVM rendelet A zöldség-gyümölcs termelői szervezetek kiegészítő nemzeti támogatásáról
- 120/2008. (IX. 11.) FVM rendelet A borászati termékek alkoholtartalmának növelésére felhasznált sűrített szőlőmust és finomított szőlőmust-sűrítmény után járó támogatás igénybevételének feltételeiről
- 22/2008. (IX. 12.) KvVM rendelet A védett és a fokozottan védett növény- és állatfajokról, a fokozottan védett barlangok köréről, valamint az Európai Közösségben természetvédelmi szempontból jelentős növény- és állatfajok közzétételéről szóló 13/2001. (V. 9.) KöM rendelet módosításáról
- 35/2008. (IX. 16.) EüM rendelet Az egészségügyi szakellátás társadalombiztosítási finanszírozásának egyes kérdéseiről szóló 9/1993. (IV. 2.) NM rendelet módosításáról
- 121/2008. (IX. 16.) FVM rendelet Az anyakecsketartás „de minimis” támogatásáról
- 122/2008. (IX. 16.) FVM rendelet Az anyajuhtartás „de minimis” támogatásáról
- 123/2008. (IX. 16.) FVM rendelet A szőlőfeldolgozás és a borkészítés során keletkező melléktermékek kivonására vonatkozó kötelezettségről
- 21/2008. (IX. 16.) HM rendelet A Magyar Honvédség hivatásos állományú tagjai nyugellátásának, a szerződéses katonák rokkantsági és baleseti rokkantsági nyugellátásának, valamint a hivatásos és szerződéses katonák baleseti járadékának részletes szabályairól szóló 8/2002. (II. 15.) HM rendelet módosításáról
- 18/2008. (IX. 18.) IRM rendelet Az igazságügyi és rendészeti miniszter felügyelete, irányítása alá tartozó fegyveres szervekkel hivatásos szolgálati viszonyban állók szolgálati viszonyáról és a személyügyi igazgatás rendjéről
- 19/2008. (IX. 18.) IRM rendelet Az igazságügyi és rendészeti miniszter felügyelete, irányítása alá tartozó fegyveres szerveknél rendszeresített hivatásos beosztásokról és a betöltésükhöz szükséges követelményekről
- 20/2008. (IX. 18.) IRM rendelet A Rendőrség szervei illetékességi területének megállapításáról szóló 67/2007. (XII. 28.) IRM rendelet módosításáról
- 3/2008. (IX. 19.) MeHVM rendelet A Miniszterelnöki Hivatalt vezető miniszter által adományozható kitüntetésekről és elismerésekről szóló 1/1998. (X. 28.) MeHVM rendelet, valamint az egyes munkaköri megnevezésekről szóló 1/2000. (IV. 14.) MeHVM rendelet módosításáról
- 124/2008. (IX. 19.) FVM rendelet A termelői csoportokról szóló 81/2004. (V. 4.) FVM rendelet módosításáról
- 27/2008. (IX. 19.) PM rendelet A hitelintézetek által a Pénzügyi Szervezetek Állami Felügyelete részére szolgáltatandó adatok köréről és az adatszolgáltatás módjáról szóló 3/2008. (II. 26.) PM rendelet módosításáról
- 36/2008. (IX. 23.) EüM rendelet Az egyes egészségügyi tárgyú miniszteri rendeletek módosításáról
- 125/2008. (IX. 23.) FVM rendelet Az Európai Mezőgazdasági Vidékfejlesztési Alapból a mezőgazdasági termelők gazdaságátadásához nyújtandó támogatás részletes feltételeiről szóló 83/2007. (VIII. 10.) FVM rendelet módosításáról
- 126/2008. (IX. 23.) FVM rendelet A zöldség-gyümölcs termelői csoportok és termelői szervezetek nemzeti szabályozásáról szóló 19/2008. (II. 19.) FVM rendelet módosításáról
- 22/2008. (IX. 23.) HM rendelet Az állami repülések céljára szolgáló repülőtér és a katonai repülés céljára földön telepített léginavigációs berendezés üzemben tartásának feltételeiről szóló 27/2001. (XI. 23.) HM rendelet módosításáról
- 25/2008. (IX. 23.) KHEM rendelet A hajózási bírság kivetése részletes szabályairól és a bírság felhasználása rendjéről
- 26/2008. (IX. 23.) KHEM rendelet A védelmi feladatokban részt vevő elektronikus hírközlési, illetve postai szolgáltatók kijelöléséről és felkészülési feladataik meghatározásáról szóló 24/2004. (VIII. 16.) IHM rendelet módosításáról
- 27/2008. (IX. 23.) KHEM rendelet A díjfizetés ellenében használható autópályákról, autóutakról és főutakról szóló 37/2007. (III. 26.) GKM rendelet módosításáról
- 23/2008. (IX. 23.) KvVM rendelet A szakmai vizsgák szervezésére feljogosított intézményekről szóló 4/2006. (II. 2.) KvVM rendelet módosításáról
- 18/2008. (IX. 23.) NFGM rendelet A Gazdaságfejlesztési Operatív Program K+F és innováció a versenyképességért prioritására és a Regionális Operatív Programok K+F és innováció tárgyú konstrukcióira rendelt források felhasználásának részletes szabályairól és a támogatás jogcímeiről szóló 22/2007. (VIII. 29.) MeHVM rendelet módosításáról
- 21/2008. (IX. 23.) IRM rendelet A Budapesti Rendőr-főkapitányság, a Fővárosi Büntetés-végrehajtási Intézet és a Budapesti Fegyház és Börtön tiszthelyettes és zászlós állományának vissza nem térítendő lakáscélú támogatásáról
- 37/2008. (IX. 26.) EüM rendelet A kozmetikai termékek biztonságosságáról, gyártási, forgalmazási feltételeiről és közegészségügyi ellenőrzéséről szóló 40/2001. (XI. 23.) EüM rendelet módosításáról
- 27/2008. (IX. 26.) OKM rendelet A Nemzeti, etnikai kisebbség óvodai nevelésének irányelve és a Nemzeti, etnikai kisebbség iskolai oktatásának irányelve kiadásáról szóló 32/1997. (XI. 5.) MKM rendelet módosításáról
- 16/2008. (IX. 26.) SZMM rendelet A 2009. évi munkaszüneti napok körüli munkarendről
- 127/2008. (IX. 29.) FVM rendelet A tenyésztett víziállatokra és az azokból származó termékekre vonatkozó állat-egészségügyi követelményekről és a víziállatokban előforduló egyes betegségek megelőzéséről és az azok elleni védekezésről

##### Október
- 4/2008. (X. 1.) MeHVM rendelet A Miniszterelnökség fejezetnél a hazai nemzeti és etnikai kisebbségek, valamint a határon túli magyarok támogatásával kapcsolatos fejezeti kezelésű előirányzatok felhasználásának szabályairól szóló 1/2008. (V. 8.) MeHVM rendelet módosításáról
- 128/2008. (X. 1.) FVM rendelet Az iparialma-termesztés 2008. évi termőegyensúly-helyreállításának csekély összegű (de minimis) támogatásáról
- 129/2008. (X. 1.) FVM rendelet A Nemzeti Vidékfejlesztési Terv alapján a központi költségvetés, valamint az Európai Mezőgazdasági Orientációs és Garancia Alap Garancia Részlege társfinanszírozásában megvalósuló, a félig önellátó mezőgazdasági üzemek szerkezetének átalakításához nyújtott támogatás igénybevételének részletes szabályairól szóló 145/2004. (IX. 30.) FVM rendelet módosításáról
- 130/2008. (X. 1.) FVM rendelet Az Európai Mezőgazdasági Vidékfejlesztési Alapból az állattartó telepek korszerűsítéséhez nyújtandó támogatás részletes feltételeiről szóló 27/2007. (IV. 17.) FVM rendelet módosításáról
- 131/2008. (X. 1.) FVM rendelet A Magyar Nemzeti Vidéki Hálózatról
- 38/2008. (X. 3.) EüM rendelet A veszélyes anyagokkal és a veszélyes készítményekkel kapcsolatos egyes eljárások, illetve tevékenységek részletes szabályairól szóló 44/2000. (XII. 27.) EüM rendelet módosításáról
- 132/2008. (X. 3.) FVM rendelet Az Európai Mezőgazdasági Vidékfejlesztési Alapból nyújtandó, a vidéki gazdaság és lakosság számára nyújtott alapszolgáltatások körében a kistérségi közlekedési szolgáltatások fejlesztésére igénybe vehető támogatások részletes feltételeiről szóló 9/2008. (I. 24.) FVM rendelet módosításáról
- 23/2008. (X. 8.) HM rendelet Az állami légijárművek nyilvántartásáról, gyártásáról és javításáról, valamint a típus- és légialkalmasságáról szóló 21/1998. (XII. 21.) HM rendelet módosításáról
- 24/2008. (X. 8.) KvVM rendelet A védett tokfajok hasznosításáról
- 19/2008. (X. 8.) NFGM rendelet A Nemzeti Fejlesztési és Gazdasági Minisztérium egyes fejezeti kezelésű előirányzatai kezeléséről és támogatásainak lebonyolításáról
- 6/2008. (X. 8.) ÖM rendelet Egyes fejezeti kezelésű előirányzatokból pályázati úton, illetve egyedi döntéssel nyújtandó támogatásokra vonatkozó eljárás szabályairól
- 7/2008. (X. 8.) ÖM rendelet Az önkormányzati miniszter hatáskörébe tartozó szakképesítések megszerzésére irányuló szakmai vizsga szervezésére feljogosított intézményekről
- 8/2008. (X. 8.) ÖM–IRM együttes rendelet A Belügyminisztérium szolgálati titokkörének megállapításáról szóló 16/1995. (X. 20.) BM rendelet hatályon kívül helyezéséről
- 133/2008. (X. 10.) FVM rendelet A cukorrépa-termelők nemzeti kiegészítő támogatásáról
- 20/2008. (X. 10.) NFGM rendelet A Kormány egyedi döntésével megítélhető támogatások nyújtásának szabályairól szóló 8/2007. (I. 24.) GKM rendelet módosításáról
- 28/2008. (X. 10.) OKM rendelet Az Oktatási és Kulturális Minisztérium szolgálati titokkörének megállapításáról
- 28/2008. (X. 10.) PM rendelet A pénzmosás és a terrorizmus finanszírozása megelőzéséről és megakadályozásáról szóló 2007. évi CXXXVI. törvényben meghatározottakkal egyenértékű követelményeket alkalmazó harmadik országokról
- 5/2008. (X. 14.) MeHVM rendelet Egyes hivatalos lapok nyomtatott változatának terjesztéséhez szükséges előfizetői szám meghatározásáról
- 22/2008. (X. 14.) IRM rendelet A közjegyzői állások számáról és a közjegyzők székhelyéről szóló 15/1991. (XI. 26.) IM rendelet módosításáról
- 134/2008. (X. 17.) FVM rendelet A földművelésügyi és vidékfejlesztési miniszter hatáskörébe tartozó szakképesítések megszerzésére irányuló szakmai vizsga szervezésére feljogosított intézményekről szóló 134/2004. (IX. 15.) FVM rendelet módosításáról
- 23/2008. (X. 17.) IRM rendelet Az igazságügyi szakértői testületek szervezetéről és működéséről szóló 33/2007. (VI. 22.) IRM rendelet módosításáról
- 25/2008. (X. 17.) KvVM–EüM–FVM együttes rendelet A légszennyezettségi határértékekről, a helyhez kötött légszennyező pontforrások kibocsátási határértékeiről szóló 14/2001. (V. 9.) KöM–EüM–FVM együttes rendelet módosításáról
- 11/2008. (X. 22.) MNB rendelet A jegybanki alapkamat mértékéről
- 41/2008. (X. 30.) EüM–KvVM együttes rendelet Az egyes veszélyes anyagokkal, illetve veszélyes készítményekkel kapcsolatos egyes tevékenységek korlátozásáról szóló 41/2000. (XII. 20.) EüM–KöM együttes rendelet módosításáról
- 140/2008. (X. 30.) FVM rendelet A Magyar Élelmiszerkönyv nemzeti termékleírásokat tartalmazó kötelező előírásairól szóló 57/2004. (IV. 24.) FVM rendelet módosításáról
- 141/2008. (X. 30.) FVM rendelet A Helyi Vidékfejlesztési Közösségek és a LEADER helyi akciócsoportok részére az Európai Mezőgazdasági Vidékfejlesztési Alapból nyújtandó vidékfejlesztési támogatásról szóló 1698/2005/EK tanácsi rendelet keretében nyújtott támogatás részletes feltételeiről
- 29/2008. (X. 30.) KHEM rendelet A Magyar Köztársaság légterében és repülőterein történő repülések végrehajtásának szabályairól szóló 14/2000. (XI. 14.) KöViM rendelet módosításáról
- 22/2008. (X. 30.) NFGM rendelet A Gazdasági Versenyképesség Operatív Program 4. prioritására, a Gazdaságfejlesztési Operatív Programra és a Közép-Magyarországi Operatív Program 1. prioritására vonatkozó részletes szabályokról szóló 8/2007. (III. 19.) MeHVM rendelet módosításáról
- 10/2008. (X. 30.) ÖM rendelet A hivatásos katasztrófavédelmi szerveknél, a tűzoltóságoknál, valamint az ez irányú szakágazatban foglalkoztatottak szakmai képesítési követelményeiről és szakmai képzéseiről
- 12/2008. (X. 31.) MNB rendelet A „Tokaji történelmi borvidék” emlékérme kibocsátásáról
- 142/2008. (X. 31.) FVM rendelet A Pannon Borvidéki Régió szabályzatáról
- 143/2008. (X. 31.) FVM rendelet A zöldség-gyümölcs termelői csoportok támogatásáról szóló 28/2008. (III. 18.) FVM rendelet módosításáról
- 30/2008. (X. 31.) KHEM rendelet A Magyar Energia Hivatal igazgatási szolgáltatási díjainak mértékéről, valamint az igazgatási szolgáltatási és a felügyeleti díj fizetésének szabályairól szóló 91/2007. (XI. 20.) GKM rendelet módosításáról
- 31/2008. (X. 31.) KHEM rendelet A villamosenergia-piaci egyetemes szolgáltatás árképzéséről, valamint az egyetemes szolgáltatás keretében nyújtandó termékcsomagokról szóló 115/2007.(XII. 29.) GKM rendelet módosításáról

##### November
- 32/2008. (XI. 6.) KHEM rendelet A léginavigációs szolgálatot és légiforgalmi szolgáltatást ellátó szakszemélyzet szakszolgálati engedélyéről és képzéséről szóló 17/2008. (IV. 30.) GKM rendelet módosításáról
- 144/2008. (XI. 7.) FVM rendelet Az Európai Mezőgazdasági Vidékfejlesztési Alapból az erdészeti célra használt géppark fejlesztéséhez és korszerűsítéséhez nyújtandó támogatások részletes feltételeiről
- 145/2008. (XI. 7.) FVM rendelet Az Európai Mezőgazdasági Vidékfejlesztési Alapból az öntözés, a melioráció és a területi vízgazdálkodás mezőgazdasági üzemi és közösségi létesítményeinek fejlesztéséhez nyújtandó támogatások részletes feltételeiről szóló 34/2008. (III. 27.) FVM rendelet módosításáról
- 146/2008. (XI. 7.) FVM rendelet Az iparialma-termesztés 2008. évi termőegyensúly-helyreállításának csekély összegű (de minimis) támogatásáról szóló 128/2008. (X.1.) FVM rendelet módosításáról
- 147/2008. (XI. 7.) FVM rendelet A történelmi bázis jogosultságról szóló 106/2007. (IX. 24.) FVM rendelet módosításáról
- 148/2008. (XI. 7.) FVM rendelet Az Európai Mezőgazdasági Vidékfejlesztési Alapból önálló, építéssel nem járó gépek, technológiai berendezések beszerzéséhez nyújtandó támogatások részletes feltételeiről szóló 26/2007. (IV. 17.) FVM rendelet módosításáról
- 29/2008. (XI. 7.) PM rendelet Az Adó- és Pénzügyi Ellenőrzési Hivatalnál a közszolgálati jogviszony létesítését megelőző pszichikai alkalmassági vizsgálatokról
- 3/2008. (XI. 7.) TNM rendelet A tűzvédelem és a műszaki mentés polgári nemzetbiztonsági szolgálatokra vonatkozó különös szabályairól szóló 6/2003. (VI. 20.) MeHVM rendelet módosításáról
- 149/2008. (XI. 12.) FVM rendelet Az Európai Mezőgazdasági Vidékfejlesztési Alapból a mezőgazdasági területek erdősítéséhez nyújtandó támogatás igénybevételének részletes szabályairól szóló 88/2007. (VIII. 17.) FVM rendelet módosításáról
- 150/2008. (XI. 12.) FVM rendelet A növényfajták állami elismeréséről szóló 40/2004. (IV. 7.) FVM rendelet módosításáról
- 42/2008. (XI. 14.) EüM–SZMM együttes rendelet A kábítószer-függőséget gyógyító kezelés, kábítószer-használatot kezelő más ellátás vagy megelőző-felvilágosító szolgáltatás szabályairól
- 24/2008. (XI. 14.) IRM rendelet A Vas Megyei Büntetés-végrehajtási Intézet átszervezéséről és az azzal érintett intézetekre vonatkozó rendeletek módosításáról, hatályon kívül helyezéséről
- 3/2008. (XI. 18.) MNB rendelet A jegybanki információs rendszerhez szolgáltatandó információk köréről, a szolgáltatás módjáról és határidejéről
- 151/2008. (XI. 18.) FVM rendelet A természetes édesítőszerek termékpályáinak szabályozásához kapcsolódó egyes kérdésekről szóló 129/2007. (X. 31.) FVM rendelet módosításáról
- 25/2008. (XI. 18.) IRM rendelet Az anyakönyvekről, a házasságkötési eljárásról és a névviselésről szóló 6/2003. (III. 7.) BM rendelet módosításáról
- 23/2008. (XI. 18.) NFGM rendelet A Nemzeti Fejlesztési és Gazdasági Minisztériumban, továbbá a nemzeti fejlesztési és gazdasági miniszter irányítása, illetve felügyelete alá tartozó szerveknél a fontos és bizalmas munkakörökről és a nemzetbiztonsági ellenőrzés szintjének megállapításáról
- 24/2008. (XI. 18.) NFGM rendelet A lábbelik fogyasztók részére történő forgalmazásának egyes követelményeiről
- 43/2008. (XI. 19.) EüM rendelet Egyes, a gyógyszerek finanszírozásával kapcsolatos egészségügyi miniszteri rendeletek módosításáról
- 152/2008. (XI. 20.) FVM rendelet A földművelésügyi ágazathoz tartozó szakképesítések szakmai és vizsgakövetelményei kiadásáról szóló 8/2008. (I. 23.) FVM rendelet módosításáról
- 26/2008. (XI. 20.) IRM rendelet Az igazságügyi és rendészeti miniszter hatáskörébe tartozó szakképesítések megszerzésére irányuló szakmai vizsga szervezésére feljogosított intézményekről
- 153/2008. (XI. 21.) FVM rendelet A bor forgalombahozatali járulék megfizetésének, kezelésének és felhasználásának szabályairól szóló 70/2007.(VII. 27.) FVM rendelet módosításáról
- 29/2008. (XI. 21.) OKM rendelet A XX. Oktatási és Kulturális Minisztérium költségvetési fejezethez tartozó fejezeti kezelésű előirányzatok 2008. évi felhasználásának szabályairól szóló 13/2008. (IV. 10.) OKM rendelet módosításáról
- 14/2008. (XI. 24.) MNB rendelet A jegybanki alapkamat mértékéről
- 15/2008. (XI. 24.) MNB rendelet A kötelező tartalékráta mértékéről
- 30/2008. (XI. 24.) OKM rendelet Az oktatási és kulturális miniszter hatáskörébe tartozó szakképesítések megszerzésére irányuló szakmai vizsga szervezésére feljogosított intézményekről
- 31/2008. (XI. 24.) OKM rendelet A közoktatás minőségbiztosításáról és minőségfejlesztéséről szóló 3/2002. (II. 15.) OM rendelet módosításáról
- 32/2008. (XI. 24.) OKM rendelet A nevelési-oktatási intézmények működéséről szóló 11/1994. (VI. 8.) MKM rendelet módosításáról
- 33/2008. (XI. 24.) OKM rendelet A nemzetiségi nevelési, oktatási feladatokhoz nyújtott kiegészítő támogatás igénylésének, döntési rendszerének, folyósításának és elszámolásának rendjéről szóló 4/2008. (II. 19.) OKM rendelet módosításáról
- 54/2008. (XI. 26.) FVM rendelet Az Európai Mezőgazdasági Vidékfejlesztési Alapból a szaktanácsadási szolgáltatások igénybevételéhez nyújtandó támogatások részletes feltételeiről szóló 52/2007. (VI. 28.) FVM rendelet módosításáról
- 155/2008. (XI. 26.) FVM rendelet Az iparialma-termesztés 2008. évi termőegyensúly-helyreállításának csekély összegű (de minimis) támogatásáról szóló 128/2008. (X. 1.) FVM rendelet módosításáról
- 156/2008. (XI. 26.) FVM rendelet A borok előállításáról szóló 99/2004. (VI. 3.) FVM rendelet módosításáról
- 11/2008. (XI. 26.) ÖM rendelet A hivatásos önkormányzati tűzoltóságok központilag finanszírozott létszámáról, valamint a hivatásos önkormányzati és az önkéntes tűzoltóságok szervezési kategóriába sorolásáról és a készenlétben tartandó legkisebb gépjármű és technikai eszköz állományáról
- 6/2008. (XI. 27.) MeHVM–KHEM együttes rendelet A televíziókészülékek digitális műsorok vételére való alkalmasságának megjelöléséről
- 33/2008. (XI. 27.) KHEM rendelet A frekvenciasávok felhasználási szabályainak megállapításáról szóló 35/2004.(XII. 28.) IHM rendelet módosításáról
- 44/2008. (XI. 28.) EüM rendelet A fokozottan ellenőrzött szernek minősülő gyógyszerek orvosi rendelésének, gyógyszertári forgalmazásának, egészségügyi szolgáltatóknál történő felhasználásának, nyilvántartásának és tárolásának rendjéről szóló 43/2005.(X.15.)EüM rendelet módosításáról
- 25/2008. (XI. 28.) HM rendelet A honvédelmi és katonai célú építmények építési célelőirányzata kezelésének és felhasználásának szabályairól
- 34/2008. (XI. 28.) KHEM rendelet Az átvételi kötelezettség alá eső villamos energiának az átviteli rendszerirányító által történő szétosztásáról és a szétosztás során alkalmazandó árak meghatározásának módjáról szóló 109/2007. (XII. 23.) GKM rendelet módosításáról

##### December
- 45/2008. (XII. 3.) EüM rendelet Egyes, a gyógyszerrendeléssel kapcsolatos miniszteri rendeletek módosításáról
- 46/2008. (XII. 3.) EüM rendelet A gyógyszerrendeléshez használandó számítógépes program minősítésének szabályairól szóló 53/2007. (XII. 7.) EüM rendelet módosításáról
- 27/2008. (XII. 3.) KvVM–EüM együttes rendelet A környezeti zaj- és rezgésterhelési határértékek megállapításáról
- 17/2008. (XII. 3.) SZMM rendelet Az egyéni védőeszközök megfelelőségét tanúsító, ellenőrző szervezetek kijelölésének és bejelentésének részletes szabályairól
- 18/2008. (XII. 3.) SZMM rendelet Az egyéni védőeszközök követelményeiről és megfelelőségének tanúsításáról
- 12/2008. (XII. 4.) ÖM rendelet Az önkormányzatok és jogi személyiségű társulásaik európai uniós fejlesztési pályázatai saját forrás kiegészítése 2008. évi támogatásának rendjéről szóló 16/2008. (III. 28.) ÖTM rendelet módosításáról
- 19/2008. (XII. 4.) SZMM rendelet A szakmai vizsgáztatás általános szabályairól és eljárási rendjéről szóló 20/2007. (V. 21.) SZMM rendelet módosításáról
- 157/2008. (XII. 5.) FVM rendelet A Magyar Élelmiszerkönyv nemzeti termékleírásokat tartalmazó kötelező előírásairól szóló 57/2004. (IV. 24.) FVM rendelet módosításáról
- 35/2008. (XII. 5.) KHEM–HM–IRM együttes rendelet A kizárólag állami légijárművel bekövetkezett légiközlekedési balesetek, repülőesemények és légiközlekedési rendellenességek szakmai vizsgálatának részletes szabályairól, valamint a kizárólag állami légijárművel összefüggő üzembentartói vizsgálat szabályairól
- 25/2008. (XII. 5.) NFGM–KHEM együttes rendelet A Közlekedésfejlesztési Koordinációs Központ Közlekedésfejlesztési Integrált Közreműködő Szervezet, közreműködő szervezetként való kijelöléséről szóló egyes miniszteri rendeletek módosításáról
- 16/2008. (XII. 8.) MNB rendelet A jegybanki alapkamat mértékéről
- 7/2008. (XII. 9.) MeHVM rendelet A televíziókészülékek digitális műsorok vételére való alkalmasságának megjelöléséről szóló 6/2008. (XI. 27.) MeHVM–KHEM együttes rendelet módosításáról
- 27/2008. (XII. 10.) IRM rendelet Az elektronikus árverési rendszer informatikai alkalmazásának működtetésére vonatkozó részletes szabályokról
- 28/2008. (XII. 10.) IRM rendelet A bírósági végrehajtással kapcsolatos egyes rendeletek módosításáról
- 28/2008. (XII. 10.) KvVM rendelet' Az elektromos és elektronikai berendezésekkel kapcsolatos egyes rendeletek módosításáról
- 29/2008. (XII. 10.) KvVM rendelet A Megyer-hegyi Tengerszem Természetvédelmi Terület országos jelentőségű védett természeti területté történő átminősítéséről szóló 24/1997. (VIII. 1.) KTM rendelet módosításáról
- 30/2008. (XII. 10.) PM rendelet A kötelező gépjármű-felelősségbiztosítás 1991. július 1. előtti rendszere alapján fizetett baleseti kártérítési járadékok emeléséről szóló 2/1997. (I. 31.) PM rendelet, valamint a gépjármű-szavatossági károk 1971. január 1. előtti rendszere alapján fizetett baleseti kártérítési járadékokról szóló 12/1998. (III. 27.) PM rendelet módosításáról
- 36/2008. (XII. 11.) KHEM rendelet A nemzetközi közúti áru- és személyszállítás végzésének egyes feltételeiről szóló 101/2003. (XII. 23.) GKM rendelet, valamint az autóbusszal végzett belföldi és nemzetközi személyszállítás szakmai feltételeiről és engedélyezési eljárásáról szóló 49/2001. (XII. 22.) KöViM rendelet módosításáról
- 34/2008. (XII. 12.) OKM rendelet A kerettantervek kiadásának és jóváhagyásának rendjéről, valamint egyes oktatási jogszabályok módosításáról szóló 17/2004. (V.20.) OM rendelet módosításáról
- 158/2008. (XII. 15.) FVM rendelet A dohánytermékek gyártásáról, forgalmazásáról és ellenőrzéséről szóló 102/2005. (X. 31.) FVM rendelet módosításáról
- 159/2008. (XII. 15.) FVM rendelet Az egységes területalapú támogatási rendszer alapján támogatásra jogosult mezőgazdasági termelőknek nyújtott elkülönített cukortámogatásról szóló 48/2006. (VI. 22.) FVM rendelet módosításáról
- 8/2008. (XII. 17.) MeHVM–KHEM együttes rendelet Az informatikai és hírközlési miniszter hatáskörébe tartozó szakképesítések megszerzésére irányuló szakmai vizsga szervezésére feljogosított intézményekről szóló 23/2004. (VIII. 11.) IHM rendelet módosításáról
- 47/2008. (XII. 17.) EüM rendelet A törzskönyvezett gyógyszerek és a különleges táplálkozási igényt kielégítő tápszerek társadalombiztosítási támogatásba való befogadásának szempontjairól és a befogadás vagy a támogatás megváltoztatásáról szóló 32/2004. (IV. 26.) ESZCSM rendelet módosításáról
- 20/2008. (XII. 17.) SZMM rendelet A szakmai vizsgadíj és a vizsgáztatási díjak kereteiről, valamint egyes szociális és munkaügyi miniszteri rendeletek rendelkezéseinek hatályon kívül helyezéséről
- 161/2008. (XII. 18.) FVM rendelet A szőlőültetvények szerkezetátalakítására és -átállítására vonatkozó szabályozásról
- 162/2008. (XII. 18.) FVM rendelet A szőlőtermelési potenciálról
- 163/2008. (XII. 18.) FVM rendelet A mezőgazdasági üzemek korszerűsítéséhez, fejlesztéséhez nemzeti hatáskörben nyújtott kedvezményes hitel és lízingdíj-támogatás igénybevételének részletes feltételeiről szóló 114/2008. (IX. 5.) FVM rendelet módosításáról
- 31/2008. (XII. 19.) PM rendelet Az adójegy igénylésére, visszavételére, alkalmazására vonatkozó részletes szabályokról szóló 14/1998. (IV. 30.) PM rendelet módosításáról
- 32/2008. (XII. 19.) PM rendelet Az energiaadóról szóló 2003. évi LXXXVIII. törvényben megjelölt vámtarifaszámok alkalmazásáról szóló 45/2003. (XII. 29.) PM rendelet módosításáról
- 164/2008. (XII. 20.) FVM rendelet A veszettség elleni védekezés részletes szabályairól
- 37/2008. (XII. 20.) KHEM rendelet A súlyos vasúti balesetek, a vasúti balesetek és a váratlan vasúti események szakmai vizsgálatának részletes szabályairól szóló 7/2006. (II.27.) GKM rendelet, valamint a súlyos víziközlekedési balesetek és a rendkívüli hajózási események vizsgálatának részletes szabályairól szóló 9/2006.(II.27.) GKM rendelet módosításáról
- 26/2008. (XII. 20.) NFGM–EüM együttes rendelet A gyermekjátékszerek biztonságossági követelményeiről, vizsgálatáról és tanúsításáról szóló 24/1998.(IV. 29.) IKIM–NM együttes rendelet módosításáról
- 13/2008. (XII. 20.) ÖM rendelet A hivatásos önkormányzati tűzoltóságok kiegészítő támogatásának igénylési, folyósítási és elszámolási rendjéről szóló 14/2008. (III. 27.) ÖTM rendelet módosításáról
- 14/2008. (XII. 20.) ÖM rendelet a lovas szolgáltatótevékenységről
- 165/2008. (XII. 20.) FVM rendelet A szőlőfeldolgozás és a borkészítés során keletkező melléktermékek kivonására vonatkozó kötelezettségről szóló 123/2008. (IX. 16.) FVM rendelet módosításáról
- 26/2008. (XII. 20.) HM rendelet A Magyar Honvédség hivatásos és szerződéses állományú tagjainak beosztási kategóriába történő részletes besorolásáról, illetve a beosztásokban rendszeresített rendfokozatokról szóló 34/2007. (VIII. 17.) HM rendelet módosításáról
- 38/2008. (XII. 20.) KHEM rendelet Az Európai Gazdasági Térség kikötőibe érkező, ott tartózkodó, illetve onnan induló magyar lajstromba bejegyzett tengeri hajókon keletkező hulladékok és rakománymaradványok kiürítéséről szóló 67/2005. (IX. 13.) GKM rendelet módosításáról
- 39/2008. (XII. 20.) KHEM rendelet A belföldi fenntartott postai szolgáltatások legmagasabb hatósági díjairól szóló 85/2006. (XII. 15.) GKM rendelet módosításáról
- 27/2008. (XII. 20.) NFGM rendelet Egyes miniszteri rendeleteknek a fogyasztóvédelmi szabályozás változásával összefüggő módosításáról
- 15/2008. (XII. 20.) ÖM rendelet Az állami sportcélú támogatások felhasználásáról és elosztásáról szóló 22/2008. (IV. 10.) ÖTM rendelet módosításáról
- 36/2008. (XII. 23.) OKM rendelet az integrációs rendszerben részt vevő intézményekben dolgozó pedagógusok anyagi támogatása igénylésének, döntési rendszerének, folyósításának, elszámolásának és ellenőrzésének részletes szabályairól
- 48/2008. (XII. 31.) EüM rendelet Az egészségügyi szakellátás társadalombiztosítási finanszírozásának egyes kérdéseiről szóló 9/1993. (IV. 2.) NM rendelet módosításáról
- 49/2008. (XII. 31.) EüM rendelet Az emberi reprodukcióra irányuló különleges eljárások végzésére vonatkozó, valamint az ivarsejtekkel és embriókkal való rendelkezésre és azok fagyasztva tárolására vonatkozó részletes szabályokról szóló 30/1998. (VI. 24.) NM rendelet módosításáról
- 50/2008. (XII. 31.) EüM rendelet A betegszállításról szóló 19/1998. (VI. 3.) NM rendelet módosításáról
- 51/2008. (XII. 31.) EüM rendelet Az egészségügyi szakképesítéssel rendelkező személyek alap- és működési nyilvántartásáról, valamint a működési nyilvántartásban nem szereplő személyek tevékenységének engedélyezéséről szóló 18/2007. (IV. 17.) EüM rendelet módosításáról
- 52/2008. (XII. 31.) EüM rendelet A szakmai kollégiumokról
- 53/2008. (XII. 31.) EüM rendelet Egyes egészségügyi tárgyú miniszteri rendeletek jogharmonizációs célú módosításáról
- 54/2008. (XII. 31.) EüM rendelet A törzskönyvezett gyógyszerek és a különleges táplálkozási igényt kielégítő tápszerek társadalombiztosítási támogatásba való befogadásának szempontjairól és a befogadás vagy a támogatás megváltoztatásáról szóló 32/2004. (IV. 26.) ESZCSM rendelet módosításáról
- 55/2008. (XII. 31.) EüM rendelet Egyes egészségügyi tárgyú miniszteri rendeleteknek az Országos Egészségbiztosítási Pénztár átalakításával kapcsolatos módosításáról
- 167/2008. (XII. 31.) FVM rendelet Az Európai Mezőgazdasági Vidékfejlesztési Alapból a mezőgazdasági termelők gazdaságátadásához nyújtandó támogatás részletes feltételeiről szóló 83/2007. (VIII. 10.) FVM rendelet módosításáról
- 168/2008. (XII. 31.) FVM rendelet Az Európai Mezőgazdasági Vidékfejlesztési Alapból a falumegújításra és -fejlesztésre igénybe vehető támogatások részletes feltételeiről szóló 135/2008.(X.18.) FVM rendelet módosításáról
- 169/2008. (XII. 31.) FVM rendelet Az Európai Mezőgazdasági Vidékfejlesztési Alapból a mikrovállalkozások létrehozására és fejlesztésére nyújtandó támogatások részletes feltételeiről szóló 136/2008. (X. 18.) FVM rendelet módosításáról
- 170/2008. (XII. 31.) FVM rendeletAz Európai Mezőgazdasági Vidékfejlesztési Alapból a turisztikai tevékenységek ösztönzéséhez nyújtandó támogatások részletes feltételeiről szóló 137/2008. (X. 18.) FVM rendelet módosításáról
- 171/2008. (XII. 31.) FVM rendelet Az Európai Mezőgazdasági Vidékfejlesztési Alapból a vidéki örökség megőrzéséhez igénybe vehető támogatások részletes feltételeiről szóló 138/2008. (X. 18.) FVM rendelet módosításáról
- 172/2008. (XII. 31.) FVM rendelet A Földművelésügyi és Vidékfejlesztési Minisztériumban, valamint a földművelésügyi és vidékfejlesztési miniszter irányítása, illetve felügyelete alá tartozó szerveknél a fontos és bizalmas munkakörökről és a nemzetbiztonsági ellenőrzés szintjének megállapításáról
- 173/2008. (XII. 31.) FVM rendelet A növényfajták állami elismeréséről szóló 40/2004.(IV. 7.) FVM rendelet és a szántóföldi növényfajok vetőmagvainak előállításáról és forgalomba hozataláról szóló 48/2004.(IV.21.)FVM rendelet módosításáról
- 174/2008. (XII. 31.) FVM rendelet A Tihanyi védett eredetű borról
- 175/2008. (XII. 31.) FVM rendelet A Magyar Méhészeti Nemzeti Program alapján 2008/2009. évi végrehajtási időszakban nyújtott méhészeti támogatások igénybevételének részletes szabályairól
- 31/2008. (XII. 31.) IRM rendelet Az igazságügyi szakértői működésről
- 32/2008. (XII. 31.) IRM rendelet Az igazságügyi szakértői tevékenységgel kapcsolatos egyes rendeletek módosításáról
- 33/2008. (XII. 31.) IRM rendelet A közjegyzői ügyvitelről szóló egyes IM rendeletek módosításáról
- 34/2008. (XII. 31.) IRM rendelet A fizetési meghagyásos eljárás űrlapjairól
- 35/2008. (XII. 31.) IRM rendelet Az elővezetés végrehajtásával, valamint a terhelt elfogatóparancs alapján történő elfogásával és előállításával felmerült költség mértékéről, valamint megtérítésének részletes szabályairól
- 40/2008. (XII. 31.) KHEM rendeletA magyar légtér igénybevételéért fizetendő díjról szóló 116/2005. (XII. 27.) GKM rendelet módosításáról
- 41/2008. (XII. 31.) KHEM rendelet Egyes miniszteri rendeleteknek a hivatalos lapok kiadására vonatkozó szabályok megváltozásával összefüggő módosításáról
- 42/2008. (XII. 31.) KHEM rendelet A közcélú villamos hálózatra csatlakozás pénzügyi és műszaki feltételeiről szóló 117/2007. (XII. 29.) GKM rendelet módosításáról
- 43/2008. (XII. 31.) KHEM rendelet A villamos energia rendszerhasználati díjakról szóló 119/2007. (XII. 29.) GKM rendelet módosításáról
- 44/2008. (XII. 31.) KHEM rendelet A villamosenergia-piaci egyetemes szolgáltatás árképzéséről, valamint az egyetemes szolgáltatás keretében nyújtandó termékcsomagokról
- 28/2008. (XII. 31.) NFGM rendelet A Nemzeti Fejlesztési és Gazdasági Minisztérium egyes előirányzatai felhasználásában, kezelésében részfeladatokat ellátó közreműködő szervezetekről
- 37/2008. (XII. 31.) OKM rendelet A közalkalmazottak jogállásáról szóló 1992. évi XXXIII. törvény végrehajtásáról az oktatási és kulturális miniszter irányítása alatt álló egyes költségvetési szerveknél foglalkoztatott közalkalmazottak jogállását érintő egyes kérdésekről
- 34/2008. (XII. 31.) PM–SZMM együttes rendelet A foglalkoztatás bővítése és rugalmasabbá tétele érdekében szükséges intézkedésekről szóló 2005.évi CLXXX. törvény végrehajtásáról szóló 55/2005. (XII.29.) PM–FMM együttes rendelet módosításáról
- 35/2008. (XII. 31.) PM rendelet Az önkormányzati adóhatóságok által rendszeresíthető bevallási, bejelentési nyomtatványok tartalmáról
- 36/2008. (XII. 31.) PM rendelet A START-kártya felhasználásának, a járulékkedvezmény érvényesítésének, továbbáelszámolásának részletes szabályairól szóló 31/2005.(IX.29.) PM rendelet módosításáról
- 37/2008. (XII. 31.) PM rendelet Az adóügyek elektronikus intézésének szabályairól szóló 34/2007. (XII. 29.) PM rendelet, a kiemelt adózók kijelöléséről, valamint az adóteljesítmény számítási módjáról és az alkalmazásával megállapított értékhatárokról szóló 37/2006. (XII. 25.) PM rendelet, továbbá a szokásos piaci ár megállapítása iránti kérelem benyújtásának, nyilvántartásának, az éves jelentéstételi kötelezettségnek, a díj kezelésének, nyilvántartásának módjáról és feltételeiről, továbbá az eljárás részletes szabályairól szóló 38/2006. (XII.25.) PM rendelet módosításáról
- 38/2008. (XII. 31.) PM rendelet A jövedéki adóról és a jövedéki termékek forgalmazásának különös szabályairól szóló 2003. évi CXXVII. törvény egyes rendelkezéseinek végrehajtásáról szóló 8/2004. (III. 10.) PM rendelet módosításáról
- 39/2008. (XII. 31.) PM rendelet A könyvviteli szolgáltatást végzők nyilvántartásba vételéért, a nyilvántartásban szereplő adatok módosításáért, valamint a nyilvántartásból való törlésért, továbbá a továbbképző szervezetek akkreditációs eljárásáért fizetendő igazgatási szolgáltatási díjról és a díj megfizetésének részletes szabályairól
- 40/2008. (XII. 31.) PM rendelet Az egyes szerencsejátékok engedélyezésével, lebonyolításával és ellenőrzésével kapcsolatos feladatok végrehajtásáról szóló 32/2005.(X.21.)PM rendelet módosításáról
- 41/2008. (XII. 31.) PM rendelet A függő és független biztosításközvetítői hatósági képzés követelmény-rendszeréről és a hatósági vizsgáról szóló 18/2008. (VI. 13.) PM rendelet módosításáról
- 42/2008. (XII. 31.) PM rendelet A független biztosításközvetítői (alkuszi vagy többesügynöki) jelentés szabályairól szóló 45/2007.(XII.29.) PM rendelet módosításáról
- 43/2008. (XII. 31.) PM rendelet A pénzügyminiszter hatáskörébe tartozó szakképesítések szakmai vizsgáinak szervezésére feljogosított intézményekről
- 44/2008. (XII. 31.) PM rendeletEgyes pénzügyminiszteri rendeletek módosításáról
- 45/2008. (XII. 31.) PM rendelet A hitelintézetek által a Pénzügyi Szervezetek Állami Felügyelete részére szolgáltatandó adatok köréről és az adatszolgáltatás módjáról
- 46/2008. (XII. 31.) PM rendelet A pénzügyi vállalkozások által a Pénzügyi Szervezetek Állami Felügyelete részére szolgáltatandó adatok köréről és az adatszolgáltatás módjáról
- 47/2008. (XII. 31.) PM rendelet A befektetési alapkezelő és a befektetési alap adatszolgáltatási kötelezettségéről
- 48/2008. (XII. 31.) PM rendelet A kockázati tőkealap-kezelő és a kockázati tőkealap adatszolgáltatási kötelezettségéről
- 2/2008. (XII. 31.) MeHVM határozat A Magyar Közlöny szerkesztőbizottsága tagjainak felkéréséről
- 31/2008. (XII. 31.) IRM rendelet az igazságügyi szakértői működésről
- 45/2008. (XII. 31.) PM rendelet a hitelintézetek által a Pénzügyi Szervezetek Állami Felügyelete részére szolgáltatandó adatok köréről és az adatszolgáltatás módjáról
- 46/2008. (XII. 31.) PM rendelet a pénzügyi vállalkozások által a Pénzügyi Szervezetek Állami Felügyelete részére szolgáltatandó adatok köréről és az adatszolgáltatás módjáról
- 9/2008. (XII. 31.) MeHVM rendelet A Kormány általános hatáskörű területi államigazgatási szerve kijelölésével összefüggő miniszteri rendeletek módosításáról
- 56/2008. (XII. 31.) EüM rendelet A gyógyászati segédeszközök társadalombiztosítási támogatásba történő befogadásáról, forgalmazásáról, javításáról és kölcsönzéséről szóló 14/2007. (III. 14.) EüM rendelet módosításáról
- 27/2008. (XII. 31.) HM rendelet A honvédelmi ágazatban foglalkoztatott közalkalmazottak közalkalmazotti jogviszonyával összefüggő egyes kérdések rendezéséről
- 36/2008. (XII. 31.) IRM rendelet A Kormány általános hatáskörű területi államigazgatási szerve kijelölésével összefüggő miniszteri rendeletek módosításáról
- 30/2008. (XII. 31.) KvVM rendelet A vizek hasznosítását, védelmét és kártételeinek elhárítását szolgáló tevékenységekre és létesítményekre vonatkozó műszaki szabályokról
- 21/2008. (XII. 31.) SZMM rendelet A megváltozott munkaképességű személyek foglalkoztatásához nyújtható költségvetési támogatás megállapításának részletes szabályairól szóló 15/2005. (IX. 2.) FMM rendelet módosításáról
- 22/2008. (XII. 31.) SZMM rendelet A közalkalmazottak jogállásáról szóló 1992. évi XXXIII. törvény végrehajtásáról
- 4/2008. (XII. 31.) TNM rendelet A közalkalmazottak jogállásáról szóló szóló 1992. évi XXXIII. törvénynek a polgári nemzetbiztonsági szolgálatoknál történő végrehajtásáról
- 31/2008. (XII. 31.) KvVM rendelet A környezetvédelmi termékdíjról, továbbá egyes termékek környezetvédelmi termékdíjáról szóló 1995. évi LVI. törvény végrehajtásáról szóló 10/1995. (IX. 28.) KTM rendelet módosításáról
- 32/2008. (XII. 31.) KvVM rendelet Az állami tulajdonú közüzemi vízműből szolgáltatott ivóvízért, illetőleg az állami tulajdonú közüzemi csatornamű használatáért fizetendő díjakról szóló 47/1999. (XII. 28.) KHVM rendelet módosításáról
- 33/2008. (XII. 31.) KvVM rendelet A felszín alatti vizek vizsgálatának egyes szabályairól szóló 30/2004. (XII. 30.) KvVM rendelet módosításáról
- 34/2008. (XII. 31.) KvVM rendelet A felszíni vizek megfigyelésének és állapot értékelésének egyes szabályairól szóló 31/2004. (XII. 30.) KvVM rendelet módosításáról
- 35/2008. (XII. 31.) KvVM rendelet A közalkalmazottak jogállásáról szóló 1992. évi XXXIII. törvénynek a környezetvédelmi és vízügyi miniszter ágazati irányítása alá tartozó szerveknél történő végrehajtásáról szóló 11/2005. (V. 19.) KvVM rendelet módosításáról
- 36/2008. (XII. 31.) KvVM rendelet A Kormány általános hatáskörű területi államigazgatási szerve kijelölésével összefüggő miniszteri rendeletek módosításáról
- 45/2008. (XII. 31.) KHEM rendelet Az atomerőműben, valamint a kutató és oktató atomreaktorban foglalkoztatott munkavállalók szak irányú képzéséről, továbbképzéséről és az atomenergia alkalmazásával összefüggő tevékenységek folytatására jogosultak köréről szóló 49/1998. (VI. 25.) IKIM–MKM együttes rendelet módosításáról
- 46/2008. (XII. 31.) KHEM rendelet A légiforgalom irányításának szabályairól szóló 16/2000. (XI. 22.) Kö ViM rendelet módosításáról
- 47/2008. (XII. 31.) KHEM rendelet Az autópályák, autóutak és főutak használatának díjáról szóló 36/2007. (III. 26.) GKM rendelet módosításáról
- 29/2008. (XII. 31.) NFGM–PM együttes rendelet A 2007–2013. időszakban az Európai Regionális Fejlesztési Alapból, az Európai Szociális Alapból és a Kohéziós Alapból származó támogatások felhasználásának általános eljárási szabályairól szóló 16/2006. (XII. 28.) MeHVM–PM együttes rendelet módosításáról
- 30/2008. (XII. 31.) NFGM rendelet A Kormány általános hatáskörű területi államigazgatási szerve kijelölésével összefüggő miniszteri rendeletek módosításáról
- 38/2008. (XII. 31.) OKM rendelet A Kormány általános hatáskörű területi államigazgatási szerve kijelölésével összefüggő miniszteri rendeletek módosításáról
- '16/2008. (XII. 31.) ÖM–MeHVM együttes rendelet A Kormány általános hatáskörű területi államigazgatási szerve kijelölésével összefüggő miniszteri rendeletek módosításáról
- 17/2008. (XII. 31.) ÖM rendelet A Kormány általános hatáskörű területi államigazgatási szerve kijelölésével összefüggő miniszteri rendeletek módosításáról
- 18/2008. (XII. 31.) ÖM rendelet A közalkalmazottak jogállásáról szóló 1992. évi XXXIII. törvénynek a katasztrófavédelmi szerveknél történő végrehajtásáról
- 49/2008. (XII. 31.) PM rendelet A biztosítók belső adat szolgáltatásának rendjéről és tartalmáról szóló 5/2006. (II. 7.) PM rendelet módosításáról
- 50/2008. (XII. 31.) PM rendelet A közalkalmazottak jogállásáról szóló 1992. évi XXXIII. törvénynek a pénzügy- miniszter ágazati irányítása alá tartozó szerveknél történő végrehajtásáról
- 21/2008. (XII. 31.) SZMM rendelet A megváltozott munkaképességű személyek foglalkoztatásához nyújtható költségvetési támogatás megállapításának részletes szabályairól szóló 15/2005. (IX. 2.) FMM rendelet módosításáról
- 22/2008. (XII. 31.) SZMM rendelet A közalkalmazottak jogállásáról szóló 1992. évi XXXIII. törvény végrehajtásáról
- 4/2008. (XII. 31.) TNM rendelet A közalkalmazottak jogállásáról szóló 1992. évi XXXIII. törvénynek a polgári nemzetbiztonsági szolgálatoknál történő végrehajtásáról

#### Kormányhatározatok

##### Január (1001−1003)
- 2001/2008. (I. 19.) Korm. határozat a Magyar Köztársaság Kormánya és Katar Állam Kormánya között a beruházások ösztönzéséről és kölcsönös védelméről szóló Megállapodásról
- 2002/2008. (I. 24.) Korm. határozat Magyarország részvételéről a Regionális Együttműködési Tanács Végrehajtó Bizottságában, valamint a Regionális Együttműködési Tanács Állandó Titkárságának költségvetéséhez történő magyar hozzájárulásról
- 1001/2008. (I. 25.) Korm. határozat Az „Új rend és szabadság” programért felelős kormánybiztos kinevezéséről és feladatairól szóló 1074/2007. (X. 1.) Korm. határozat módosításáról
- 1002/2008. (I. 25.) Korm. határozat A Magyar Köztársaság Kormánya és Románia Kormánya között, aközúti és vasúti határforgalom ellenőrzéséről szóló, Bukarestben, 2004. április 27-én aláírt Egyezmény végrehajtásáról szóló, Bukarestben, 2006. december 21-én aláírt Megállapodás kihirdetéséről szóló 360/2006. (XII. 28.) Korm. rendelet 2–3.§-ának hatálybalépéséről és 4.§-ának hatályon kívül helyezéséről
- 1003/2008. (I. 30.) Korm. határozat A Magyar Honvédség Szociálpolitikai Alapítvány közalapítvánnyá történő átalakításáról szóló 1138/2004. (XII. 11.) Korm. határozat módosításáról

##### Február (1004−1020)
- 2005/2008. (II. 1.) Korm. határozat a Magyar Köztársaság Kormánya és a Szlovák Köztársaság Kormánya között a Szlovák Köztársaság területén található földterületeknek az Ipoly határfolyón, Ipolytölgyes és Malé Kosihy települések térségében felépítésre kerülő hallépcső létesítése és üzemeltetése céljából történő ideiglenes igénybevételéről – jegyzékváltás útján létrejött – Megállapodásról
- 1004/2008. (II. 7.) Korm. határozat Az Új Magyarország Fejlesztési Terv Környezet és Energia Operatív Program, Elektronikus Közigazgatás Operatív Program, Államreform Operatív Program, Közlekedés Operatív Program, Gazdaságfejlesztési Operatív Program, Végrehajtási Operatív Program 2007–2008. évekre szóló akcióterveinek felülvizsgálatáról, valamint további kiemelt projektjavaslatok 2008. januári akciótervi nevesítéséről
- 1005/2008. (II. 16.) Korm. határozat Az Agrár-Reorg ’93 Kft. részére nyújtandó hitelről
- 1006/2008. (II. 19.) Korm. határozat A Kormány ügyrendjéről szóló 1088/1994.(IX.20.)Korm. határozat módosításáról
- 1007/2008. (II. 19.) Korm. határozat A közigazgatási informatikáért felelős kormánybiztos kinevezéséről és feladatairól
- 1008/2008. (II. 23.) Korm. határozat Az Új Magyarország Agrár Forgóeszköz Hitelprogramról
- 1009/2008. (II. ?) Korm. határozat ?
- 1010/2008. (II. 29.) Korm. határozat A Kormányzati Negyed projekttel kapcsolatos döntések módosításáról

##### Március (1011−1020)
- 1011/2008. (III. 1.) Korm. határozat A „Pécs Európa Kulturális Fővárosa 2010” kiemelt projekt megvalósításával kapcsolatos kormányzati feladatok összehangolásáról
- 1012/2008. (III. 4.) Korm. határozat Magyarország külkapcsolati stratégiájáról
- 1013/2008. (III. 5.) Korm. határozat Az Új Tulajdonosi Program Szakmai és Társadalmi Tanácsáról
- 1014/2008. (III. 11.) Korm. határozat Az Új Magyarország Fejlesztési Terv Társadalmi Megújulás Operatív Program, Társadalmi Infrastruktúra Operatív Program, Regionális Operatív Programok 2007–2008. évekre szóló akcióterveinek felülvizsgálatáról, valamint további kiemelt projektjavaslatok 2008. februári akciótervi nevesítéséről
- 1015/2008. (III. 12.) Korm. határozat A Széchenyi Kártya Program folytatásának feltételeiről
- 1016/2008. (III. 15.) Korm. határozat A Magyar Köztársaság Kiváló Művésze, a Magyar Köztársaság Érdemes Művésze és a Magyar Köztársaság Babérkoszorúja díjak 2008. évi adományozásáról
- 1017/2008. (III. 15.) Korm. határozat A Márciusi Ifjak Díj – a fiatal magyar tehetségekért 2008. évi adományozásáról
- 1018/2008. (III. 26.) Korm. határozat Az emberkereskedelem elleni, 2008–2012 közötti nemzeti stratégiáról
- 1019/2008. (III. 26.) Korm. határozat Az Új Magyarország Fejlesztési Terv Társadalmi Infrastruktúra Operatív Program járóbeteg-szakellátás fejlesztésével kapcsolatos pályázataival összefüggő többletkapacitási kérelmek előzetes befogadásáról
- 1020/2008. (III. 28.) Korm. határozat Az audiovizuális médiapolitikáért felelős kormánybiztos felmentéséről

##### Április (1021−1026)
- 1021/2008. (IV. 3.) Korm. határozat A Magyar Mozgókép Közalapítvány Alapító Okiratának módosításáról
- 1022/2008. (IV. 4.) Korm. határozat A fejlesztéspolitika megvalósításával összefüggő egyes szervezeti kérdésekről szóló 1065/2006. (VI. 29.) Korm. határozat módosításáról
- 1023/2008. (IV. 17.) Korm. határozat A Fogyasztóvédelmi Tanács létrehozásáról
- 1024/2008. (IV. 28.) Korm. határozat A Társadalmi Infrastruktúra Operatív Program 1.3.1 pályázati konstrukció tekintetében a 2007–2008-asidőszakra az Akciótervben meghatározott támogatási keret megemeléséről
- 1025/2008. (IV. 29.) Korm. határozat A Kormány ügyrendjéről szóló 1088/1994. (IX. 20.) Korm. határozat és egyes más kormányhatározatok módosításáról
- 1026/2008. (IV. 29.) Korm. határozat Az informatikáért felelős kormánybiztos kinevezéséről és feladatairól

##### Május (1027−1037)
- 1027/2008. (V. 8.) Korm. határozat A MÁV Zrt. és a MÁV-TRAKCIÓ Zrt. közötti hitelátvállalásokról és a hitelátvállalások miatt szükséges, egyes kezességvállalásról rendelkező kormányhatározatok módosításáról [2]
- 1028/2008. (V. 14.) Korm. határozat A közszolgálati ellenőrzések 2008. évi vizsgálati tárgyköreiről és a vizsgálat alá vont közigazgatási szervekről
- 1029/2008. (V. 14.) Korm. határozat A Kormány kabinetjeiről szóló 1068/2006. (VII. 13.) Korm. határozat és a Kormánykabinetről szóló 1044/2007. (VII. 1.) Korm. határozat módosításáról
- 2005/2008. (V. 14.) Korm. határozat A Miniszterelnöki Hivatalban, a minisztériumokban, az igazgatási és az igazgatás jellegű tevékenységet ellátó központi költségvetési szerveknél foglalkoztatottak létszámáról
- 1030/2008. (V. 16.) Korm. határozat A Sport XXI. Nemzeti Sportstratégiáról szóló 65/2007.(VI.27.) OGY határozat végrehajtásának 2008–2009. évekre vonatkozó cselekvési programjáról
- 1031/2008. (V. 20.) Korm. határozat A labdarúgás szervezeti és infrastrukturális feltételeinek javítását szolgáló hitelfelvételhez kapcsolódó állami kezességvállalásról
- 1032/2008. (V. 22.) Korm. határozat A Holocaust Dokumentációs Központ és Emlékgyűjtemény Közalapítvány Alapító Okiratának módosításáról
- 1033/2008. (V. 22.) Korm. határozat A kötelező egészségbiztosítási rendszer felül-vizsgálatával kapcsolatos feladatokról
- 1034/2008. (V. 26.) Korm. határozat A Demokrácia Központ Közalapítvány Alapító Okiratának módosításáról
- 1035/2008. (V. 30.) Korm. határozat A társadalmi bűnmegelőzés nemzeti stratégiája céljainak végrehajtásából származó 2008-ban megvalósítandó feladatokról
- 1036/2008. (V. 30.) Korm. határozat Az M3 Nyíregyháza–Vásárosnamény közötti szakaszainak a köz- és a magánszféra együttműködése (PPP) keretében történő megvalósításáról
- 1037/2008. (V. 30.) Korm. határozat A Hosszú Távú Fejlesztések rangsorának első eleméről

##### Június (1038−1043)
- 1038/2008. (VI. 6.) Korm. határozat Egyes kormányhatározatok módosításáról
- 1039/2008. (VI. 19.) Korm. határozat A Kitüntetési Bizottságról és az állami kitüntetések adományozásának rendjéről szóló 1130/2002. (VII. 24.) Korm. határozat módosításáról
- 1040/2008. (VI. 19.) Korm. határozat A költségvetési szerveknél foglalkoztatottak eseti kereset-kiegészítésének finanszírozásáról
- 1041/2008. (VI. 27.) Korm. határozat A Kormány kabinetjeiről szóló 1068/2006. (VII. 13.) Korm. határozat módosításáról
- 1042/2008. (VI. 30.) Korm. határozat Egyes jelentéstételi, tájékoztatási és beszámolási kötelezettségek módosításáról és megszüntetéséről, valamint ezzel összefüggésben egyes kormányhatározatok hatályon kívül helyezéséről
- 1043/2008. (VI. 30.) Korm. határozat A Gandhi Közalapítvány alapító okiratának módosításáról

##### Július (1044−1051)
- 1044/2008. (VII. 5.) Korm. határozat A Magyar Köztársaság Kormánya és az Amerikai Egyesült Államok Kormánya között a kutatóreaktor kiégett fűtőelemeinek az Oroszországi Föderációba történő visszaszállításának támogatásáról és annak finanszírozásáról szóló Megállapodás szövegének végleges megállapítására adott felhatalmazásról
- 1045/2008. (VII. 14.) Korm. határozat Az Új Magyarország Fejlesztési Terv keretén belül új kiemelt projektjavaslatok 2008. júniusi akciótervi nevesítéséről
- 1046/2008. (VII. 14.) Korm. határozat Az euró gyakorlati bevezetésével kapcsolatos felkészülés megkezdéséről és szervezeti kereteiről szóló 1071/2007. (IX. 12.) Korm. határozat módosításáról
- 1047/2008. (VII. 16.) Korm. határozat a Magyarországi Református Egyház és a Magyarországi Evangélikus Egyház számára a 2008. évben rendezésre javasolt ingatlanok rendezéséről, az e célra elkülönített költségvetési keret elosztásáról
- 1048/2008. (VII. 16.) Korm. határozat A Mező Ferenc Sportközalapítvány alapító okiratánakmódosításáról
- 1049/2008. (VII. 18.) Korm. határozat Az új Polgári Törvénykönyvről szóló törvényjavaslattal kapcsolatos feladatokról
- 1050/2008. (VII. 18.) Korm. határozat Az Új Magyarország Agrár Forgóeszköz Hitelprogram átalakításáról
- 1051/2008. (VII. 28.) Korm. határozat a 2009-ben a felsőoktatásban felvehető, államilag támogatott hallgatói létszámkeretről

##### Augusztus (1052−1055)
- 1052/2008. (VIII. 4.) Korm. határozat A Gazdasági Egyeztető Fórum létrehozásáról
- 1053/2008. (VIII. 4.) Korm. határozat A „Legyen jobb a gyermekeknek!” Nemzeti Stratégia Értékelő Bizottságának létrehozásáról
- 1054/2008. (VIII. 14.) Korm. határozat az oktatási célú humánszolgáltatást nyújtó nem állami fenntartókat megillető központi támogatás megállapítására, folyósítására és a felhasználás ellenőrzésére felhasználható összeg meghatározására
- 1055/2008. (VIII. 20.) Korm. határozat A Népművészet Mestere díj 2008. évi adományozásáról

##### Szeptember (1056−1062)
- 1056/2008. (IX. 9.) Korm. határozat A Magyarországi Nemzeti és Etnikai Kisebbségekért Közalapítvány alapító okiratának módosításáról
- 1057/2008. (IX. 9.) Korm. határozat A Wesselényi Miklós Sportközalapítvány alapító okiratának módosításáról
- 1058/2008. (IX. 9.) Korm. határozat A piaci és a nem piaci szereplők adminisztratív terheinek csökkentésére, valamint az eljárások egyszerűsítésére és gyorsítására irányuló kormányzati programról
- 1059/2008. (IX. 9.) Korm. határozat Az Új Tulajdonosi Program keretében értékesítendő egyes társasági részesedések kijelöléséről
- 1060/2008. (IX. 19.) Korm. határozat A Magyar Nemzeti Vidéki Hálózatról
- 1061/2008. (IX. 19.) Korm. határozat Az országos kisebbségi önkormányzati költségvetési szerveknél foglalkoztatottak eseti kereset-kiegészítésének finanszírozásáról
- 1062/2008. (IX. 23.) Korm. határozat Az M0 autópályához és a Megyeri hídhoz kapcsolódó egyedi intézkedésekről

##### Október (1063−1065)
- 1063/2008. (X. 8.) Korm. határozat A Magyar CERN (Európai Nukleáris Kutatási Szervezet) Bizottság elnöki feladatainak ellátásáról
- 1064/2008. (X. 8.) Korm. határozat a Magyarországi Zsidó Örökség Közalapítvány Alapító Okiratának módosításáról
- 1065/2008. (X. 14.) Korm. határozat A Fogyatékossággal élő személyek jogairól szóló egyezmény végrehajtását ellenőrző szerv felkéréséről

##### November (1066−1075)
- 1066/2008. (XI. 3.) Korm. határozat Az Új Magyarország TÉSZ Forgóeszköz Hitelprogramról
- 1067/2008. (XI. 3.) Korm. határozat A Kormány (köz)alapítványaiért felelősökről szóló 1081/2006. (VIII. 14.) Korm. határozat módosításáról
- 1068/2008. (XI. 6.) Korm. határozat A Zalabaromfi Zrt. által termeltetett élőpulyka-állomány takarmányozásához és levágásához nyújtandó forgóeszközhitelhez kapcsolódó állami kezességvállalásról
- 1069/2008. (XI. 12.) Korm. határozat Az Új Tulajdonosi Program átmeneti felfüggesztéséről
- 1070/2008. (XI. 18.) Korm. határozat Egyes kormányhatározatok hatályon kívül helyezéséről
- 1071/2008. (XI. 19.) Korm. határozat A költségvetési szerveknél foglalkoztatottak eseti kereset-kiegészítése finanszírozásának második üteméről
- 1072/2008. (XI. 21.) Korm. határozat A Nemzeti Kiválóságokért Közalapítvány alapító okiratának módosításáról
- 1073/2008. (XI. 28.) Korm. határozat A Magyarországi Zsidó Örökség Közalapítvány Alapító Okiratának módosításáról
- 1074/2008. (XI. 28.) Korm. határozat A gazdasági válságövezetek kezelésével összefüggő kormányzati tevékenység összehangolásáért felelős kormánybiztos kinevezéséről
- 1075/2008. (XI. 28.) Korm. határozat Az infokommunikációért felelős kormánybiztos kinevezéséről és feladatairól

##### December (1076−1092)
- 1076/2008. (XII. 5.) Korm. határozat Az Európai Összehasonlító Kisebbségkutatások Közalapítvány alapító okiratának módosításáról
- 1077/2008. (XII. 9.) Korm. határozat A Gazdasági Egyeztető Fórum létrehozásáról szóló 1052/2008. (VIII. 4.) Korm. határozat módosításáról
- 1078/2008. (XII. 9.) Korm. határozat Az MFB Gabona Forgóeszköz Hitelprogram, valamint az Új Magyarország TÉSZ Forgóeszköz Hitelprogram egyes feltételeinek módosításáról
- 1079/2008. (XII. 10.) Korm. határozat Az elektronikus egészségbiztosítási kártya bevezetéséről
- 1080/2008. (XII. 13.) Korm. határozat A Magyar Nemzeti Vagyonkezelő Zártkörűen működő Részvénytársaság Alapító Okiratának módosításáról
- 1081/2008. (XII. 17.) Korm. határozat Az Új Tulajdonosi Program tájékoztatási kiadásaival való elszámolásról
- 1082/2008. (XII. 17.) Korm. határozat A Magyarországi Református Egyház és a Magyarországi Evangélikus Egyház számára a 2008. év második félévében rendezésre javasolt ingatlanokról, valamint az ingatlanrendezés céljára elkülönített költségvetési keret felosztásáról
- 1083/2008. (XII. 18.) Korm. határozat A Kossuth- és Széchenyi-díj Bizottság tagjainak kinevezéséről
- 1084/2008. (XII. 18.) Korm. határozat A Széchenyi Kártya Program folytatásának feltételeiről szóló 1015/2008. (III. 12.) Korm. határozat módosításáról
- 1085/2008. (XII. 20.) Korm. határozat A Hosszú Távú Fejlesztések rangsorának első három eleméről
- 1086/2008. (XII. 20.) Korm. határozat A Nitrogénművek Zrt. hiteleihez kapcsolódó költségvetési készfizető kezességvállalásról
- 1087/2008. (XII. 22.) Korm. határozat Az MFB Új Magyarország Forgóeszköz Hitelprogram bevezetéséről
- 1088/2008. (XII. 30.) Korm. határozat A szakhatósági közreműködések felülvizsgálatából eredő további feladatokról
- 1089/2008. (XII. 30.) Korm. határozat A sportlétesítmények fejlesztési és működtetési rendszerének átalakításáról szóló 1055/2004. (VI. 8.) Korm. határozat 1. pont b) és c) alpontjai végrehajtását szolgáló kormányhatározatok módosításáról
- 1090/2008. (XII. 30.) Korm. határozat A Nemzetközi Pető András Közalapítvány Alapító Okiratának módosításáról
- 1091/2008. (XII. 30.) Korm. határozat A Pápai Hús 1913 Élelmiszeripari Feldolgozó Kft. és a Pápa-Ser Kft. részére nyújtandó hitelről
- 1092/2008. (XII. 31.) Korm. határozat Az Összefogás a Budapesti Lakástalanokért és Hajléktalan Emberekért Közalapítvány alapító okiratának módosításáról

#### A köztársasági elnök határozatai
- 21/2008. (I. 9.) KE határozat Dr. Garamhegyi Ábel államtitkári megbízatásának megszűnéséről

## Európai Unió

### A Tanács rendeletei
- A Tanács 247/2008/EK rendelete (2008. március 17.)
- A Tanács 248/2008/EK rendelete (2008. március 17.)
- A Tanács 361/2008/EK rendelete (2008. április 14.)
- A A Tanács 470/2008/EK rendelete (2008. május 26.)

### A Bizottság rendeletei
- A Bizottság 510/2008/EK rendelete (2008. június 6.)